# Bombardeos en la guerra civil española
En la guerra civil española se produjeron bombardeos aéreos (y en menor medida, marítimos y terrestres) sobre objetivos estratégicos (puertos, vías de comunicación, fábricas, centrales hidroeléctricas, puestos de mando del enemigo, etc.), pero también sobre poblaciones de la retaguardia sin presencia de fuerza militar, hecho éste que representó un precedente hasta entonces nunca realizado: «por primera vez en la historia, la aviación fue utilizada intensamente en misiones de bombardeo sobre la retaguardia». Dado que la aviación militar española en julio de 1936 estaba obsoleta, esto sólo fue posible porque ambos bandos recibieron ayuda de potencias extranjeras que aportaron sus modernos bombarderos, gracias a los grandes avances de la aviación en los años 1930. El bando sublevado recibió los Savoia-Marchetti S.M.81 y Savoia-Marchetti S.M.79 italianos y los Junkers Ju 52 y Heinkel He 111 alemanes. La República obtuvo los «Katiuskas» soviéticos.
Cuando se hace la relación de las ciudades más duramente bombardeadas durante la guerra civil española son todas poblaciones de la zona republicana (con las excepciones de Oviedo, Valladolid y de la localidad cordobesa de Cabra, cuyo bombardeo parece haber sido un error de los tripulantes de la fuerza aérea republicana que pilotaban los «Katiuskas»). Así, como han señalado Solé i Sabaté y Villarroya, «la guerra civil española inició un camino que pasó por Madrid, Durango, Jaén, Guernica, Cartagena, Alicante, Valencia, Alcañiz, Reus, Tarragona, Lérida, Barcelona, Granollers, Figueras todas ellas ciudades republicanas bombardeadas por la Legión Cóndor alemana, la Aviación Legionaria italiana o por la aviación sublevada propiamente dicha], que continuó [durante la Segunda Guerra Mundial por Varsovia, Róterdam, Londres, Coventry, Hamburgo, Berlín, Dresde. y que terminaría momentáneamente en Hiroshima y Nagasaki». Así fue como «la aviación se convirtió en un arma decisiva y la actuación de la aviación italiana y alemana fue determinante en la victoria del ejército franquista».

## La aviación de bombardeo
En julio de 1936 la aviación militar española tenía 241 aparatos operativos entre los que destacaban 150 Breguet 19, aviones de cooperación y bombardeo, y una escuadrilla de Fokker F.VII. La aviación naval disponía de unos 80 aparatos de primera línea, entre los que destacaban unos cuarenta hidroaviones Savoia-Marchetti S.62, Dornier Wal y Macchi M-18, que podían ser utilizados en operaciones de bombardeo. Por último la aviación comercial tenía siete Fokker F-VII B y cuatro Douglas DC-2, estos últimos eran los aviones más modernos que había entonces en España.

### La aviación de bombardeo del bando sublevado

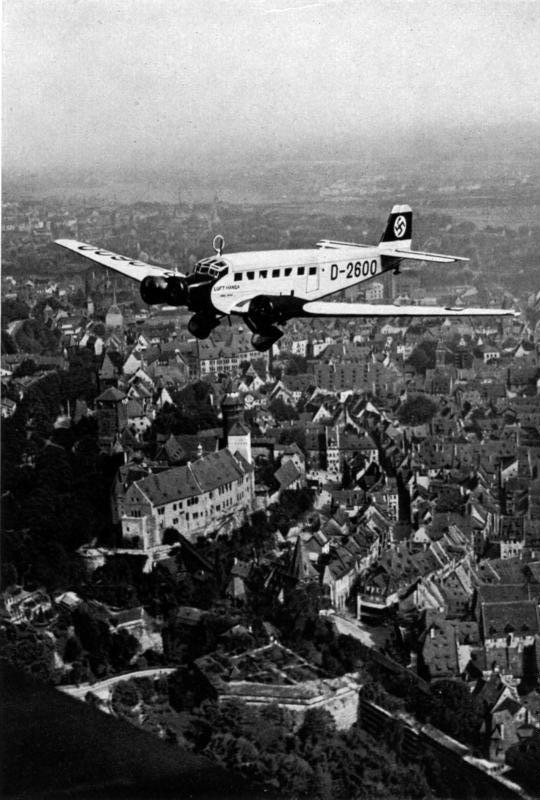
El Ju 52 oficial de Hitler en 1934.

El grueso de la aviación permaneció fiel a la República, por lo que en los primeros días los militares sublevados solo pudieron contar con los aviones que se encontraban en el Protectorado español en Marruecos y algunos hidroaviones. Pero su situación cambió radicalmente solo semana y media después de iniciado el golpe cuando el 30 de julio llegaron nueve bombarderos italianos Savoia-Marchetti S.M.81, trimotores con una carga de 2.000 kg de bombas y una velocidad máxima de 340 km/h., que eran de los bombarderos pesados más eficientes y veloces existentes hasta entonces, y los primeros Junkers Ju 52 alemanes (diez de los cuales desembarcaron del buque Usaramo en Cádiz el 6 de agosto) que eran aparatos de transporte, que fueron habilitados para bombardeo, constituyendo durante los primeros meses de la guerra el núcleo central de la aviación de bombardeo del bando sublevado.
En los meses siguientes fueron llegando más aparatos italianos, constituyendo gran parte de ellos la Aviación Legionaria italiana, cuya base principal se situó a partir del 19 de agosto de 1936 en la isla de Mallorca, desde donde pudo bombardear sin ninguna dificultad las ciudades de la costa mediterránea. Al principio estaba integrada por la 251 Escuadrilla de Bombardeo Pesado con aparatos Savoia-Marchetti S.M.81, pero a principio de 1937 se le añadió otra escuadrilla de Savoia-Marchetti S.M.81, la 252, formando el XXV Grupo de Bombardeo Pesado, llamado Pipistrelli delle Baleari. En junio de 1937 se incorporó un grupo de bombardeo rápido, los Falchi delle Baleari, integrado por aparatos Savoia-Marchetti S.M.79. Y a lo largo de 1938 el número de aparatos fue incrementado hasta alcanzar el número de 38: 27 Savoia-Marchetti S.M.79 y 11 Savoia-Marchetti S.M.81.
De los 764 aviones enviados por la Italia fascista en ayuda del bando sublevado a lo largo de la guerra, unos 200 fueron bombarderos: 84 del tipo Savoia-Marchetti S.M.81, como los 9 primeros aparatos que llegaron el 30 de julio; 100 del tipo Savoia-Marchetti S.M.79 y 13 del Fiat BR.20. Además hay que añadir nueve hidroaviones CANT Z.501, cuatro CANT Z.506 y otros cuatro IMAM Ro.41.

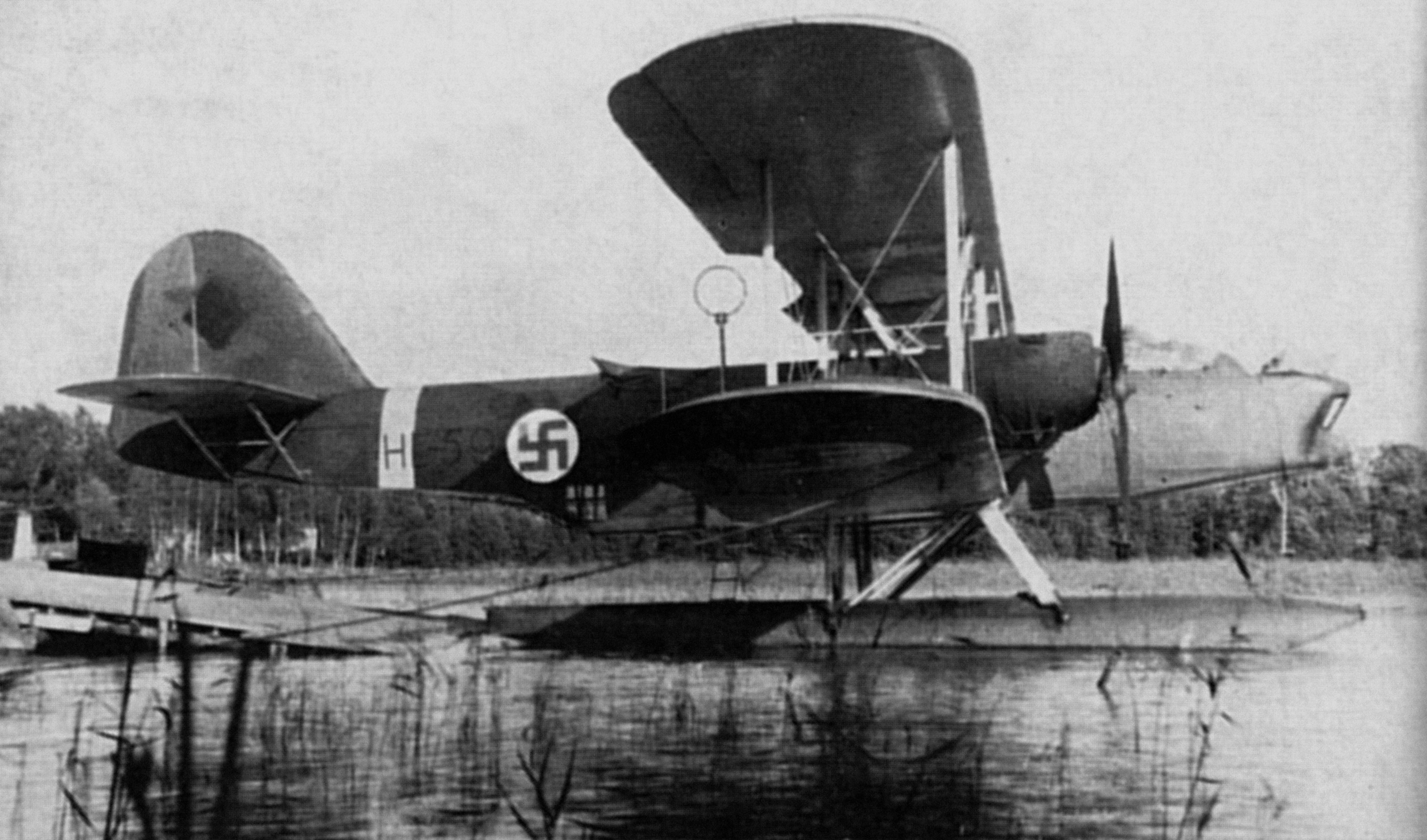
Hidroavión Heinkel He 59.

En lo que respecta a la Alemania nazi, en los primeros meses envió varias decenas de Junkers Ju 52, un modelo de avión que permitió salvar el bloqueo del estrecho de Gibraltar por la marina republicana al establecer un puente aéreo entre Marruecos y la Península mediante el cual se trasportaron entre finales de julio y finales de octubre de 1936 más de 13.000 legionarios y regulares del Ejército de África. Además estos aparatos fueron los utilizados en los bombardeos, entre otros, de Madrid y de Guernica. En noviembre de 1936 se produjo un salto cualitativo en la ayuda nazi a los sublevados con la formación de la Legión Cóndor, una unidad de combate autónoma con mando, personal y material alemanes, cuyo elemento principal era un grupo de bombardeo integrado inicialmente por tres escuadrillas, y desde abril de 1937 por cuatro, en las que se utilizaron aviones más avanzados que los Junkers Ju 52, como el Heinkel He 111, uno de los mejores bombarderos de su época, ya que podía alcanzar una velocidad de 430 km/h con una carga de 1.500 kilogramos de bombas; el Junkers Ju 87, conocido con el nombre de "Stuka", uno de los aviones más célebres de todos los tiempos y que tuvo su bautismo de fuego en la guerra civil española; o el Heinkel He 70 conocido como "Rayo", un avión de reconocimiento y bombardeo que fue utilizado especialmente para los bombardeos de las centrales hidroeléctricas de los Pirineos catalanes en febrero de 1937. Asimismo se formó una escuadrilla de hidroaviones (de bombardeo y reconocimiento marítimo), formada por los hidros Heinkel He 60 y Heinkel He 59. Este último, que podía llevar una carga de bombas de 1000 kg, fue muy importante en los ataques nocturnos a los puertos republicanos del Mediterráneo, así como en los ataques a las comunicaciones ferroviarias que discurrían por la costa. Aunque el número de aviones alemanes que llegaron a España sigue siendo objeto de discusión, en cuanto a los de bombardeo las cifras parecen bastante seguras: 67 Junkers Ju 52, 97 Heinkel He 111, 28 Heinkel He 70 "Rayo", 12 Junkers Ju 87 "Stuka", 34 Dornier Do 17 y 5 Junkers Ju 86. En cuanto a los hidroaviones: 27 Heinkel He 59 y 7 Heinkel He 60.

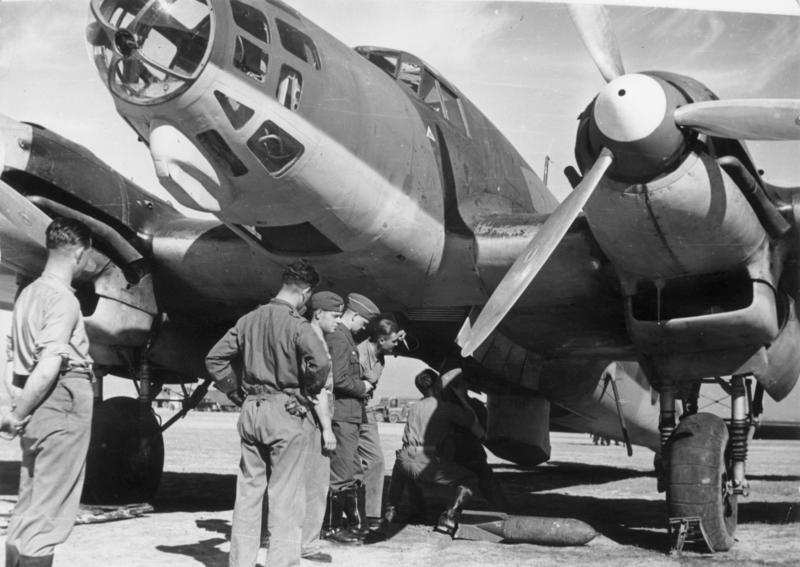
Soldados alemanes rearmando un bombardero Heinkel He 111 E de la Legión Cóndor en 1938.

Parte de los aparatos italianos y alemanes fueron cedidos a la aviación sublevada que formaron escuadrillas de bombardeo con Savoia-Marchetti S.M.81 y Savoia-Marchetti S.M.79 italianos (de estos últimos fueron entregados 34 aparatos entre julio de 1937 y julio de 1938) y Junkers Ju 52 alemanes que participaron en numerosos ataques aéreos.
La aviación de bombardeo del bando sublevado tuvo una superioridad aplastante, tanto en cantidad como en calidad, respecto de la aviación de bombardeo republicana. Además, Franco tuvo claro como utilizar esa superioridad no solo para neutralizar los puertos y las comunicaciones republicanas, sino también para socavar la moral de la retaguardia bombardeando zonas de ciudades que no tenían ningún valor estratégico militar, como en Madrid, Barcelona, Valencia o Alicante, o poblaciones enteras que tampoco lo tenían como Durango, Guernica, Lérida o Granollers (aunque los ataques aéreos más terroríficos sobre las ciudades de la retaguardia republicana que fueron los de bombardeos de Barcelona de marzo de 1938 ordenados directamente por Mussolini). En estos bombardeos contras las ciudades de la retaguardia republicana, a pesar de que son más conocidos los realizados por la Legión Cóndor sobre Madrid en noviembre de 1936 y sobre Guernica en abril de 1937, la mayor parte de estos ataques fueron realizados por la aviación italiana que causó un mayor número de víctimas civiles.

### La aviación de bombardeo republicana

Escarapela aeronáutica usada por las Fuerzas Aéreas de la República Española.

Las primeras unidades de bombardeo de la aviación republicana las constituyeron los Breguet 19, los Fokker F.VII y los Douglas DC-2 que fueron reformados para ser convertidos en rudimentarios aviones de bombardeo. "En estas condiciones no resulta extraño que se practicara un modelo de bombardeo muy elemental y de muy escasos resultados prácticos, tanto por la dispersión y lo rudimentario de los lanzamientos -de muy poca precisión-, como por el calibre y el peso del armamento y de las cargas empleadas".
En las primeras semanas de la guerra el gobierno republicano compró aviones franceses de los modelos Potez 54, Potez 540 y Potez 542 que resultaron muy inferiores a sus equivalente italianos y alemanes. Con algunos de estos aviones, André Malraux forma la Escuadrilla España y pasa a actuar en Extremadura. Al principio obtiene éxitos relativos, retrasando a las tropas franquistas en su avance para unir las dos zonas sublevadas. A mediados de agosto de 1936, al recibirse en el bando sublevado los cazas italianos Fiat, estos empiezan a apoyar el avance en Extremadura, proporcionando a las tropas sublevadas el dominio del aire e impidiendo la actuación de la aviación republicana.
Hubo que esperar a octubre de 1936 para que la República tuviera una auténtica aviación de bombardeo cuando llegaron los primeros 31 aviones soviéticos Tupolev SB-2, conocidos en España como «Katiuskas» (los rusos lo llamaban "Sofía" y el bando sublevado "Martin Bomber-10"). Era un avión muy avanzado para la época con una velocidad máxima de 430 km/h (a la altura de los alemanes Heinkel He 111 o los Savoia-Marchetti S.M.79 italianos), lo que le permitía realizar misiones de gran profundad dentro de la zona sublevada, pero tenía el defecto de su escasa capacidad de carga (unos 600 kg de bombas). Fue empleado por primera vez el 28 de octubre en un ataque al aeródromo de Tablada en Sevilla. En total llegaron a España de la Unión Soviética 93 «Katiuskas» a lo largo de la guerra, de los que solo sobrevivieron unos 20.

## Los primeros bombardeos (julio-octubre 1936)

### Los primeros bombardeos de los republicanos
En cuanto el Gobierno republicano tuvo las primeras noticias de la sublevación en el Protectorado español de Marruecos en la tarde del viernes 17 de julio, ordenó a la aviación y a la marina de guerra que bombardearan las posiciones de los rebeldes en el norte de África. Para realizar las acciones aéreas fueron rápidamente reconvertidos aviones comerciales Douglas DC-2 y Fokker F.VII que despegaron del aeródromo de Tablada (Sevilla) para realizar una serie de bombardeos los días 17 y 18 de julio sobre Melilla (donde fue alcanzado el cuartel de la Legión Extranjera), Ceuta, Larache y Tetuán. En esta última localidad, que era la capital del Protectorado, se lanzaron ocho bombas que alcanzaron el edificio del Alto Comisariado pero también la mezquita y sus alrededores, causando numerosas víctimas. Esto levantó los ánimos de los marroquíes contra los españoles y solo la intervención del gran visir Ahmed Ganmia logró salvar la situación (por esta acción el gran visir recibiría la Cruz Laureada de San Fernando, que le fue impuesta personalmente por el general Francisco Franco). «Al final lo que consiguió este bombardeo fue irritar a los marroquíes y aglutinarles alrededor de los sublevados». Por su parte la marina de guerra también bombardeó esas posiciones. El 21 de julio el destructor Sánchez Barcáiztegui bombardeó Ceuta. El 25 el acorazado Jaime I, el crucero Libertad y el crucero Miguel de Cervantes bombardearon de nuevo Ceuta y al día siguiente Melilla siendo hostigados por aviones Breguet 19 que habían quedado en manos de los sublevados. El 2 de agosto volvieron a bombardear Ceuta, además de Algeciras y Tarifa.
Cuando la sublevación se extendió a la península a partir del sábado 18 de julio el gobierno republicano también recurrió a la aviación para intentar abortarla. En Barcelona los aviones que despegaron del aeródromo de El Prat colaboraron en gran medida en la derrota de las tropas sublevadas bombardeando cuarteles y columnas que se dirigían al centro de la ciudad. En Madrid también tuvieron un papel muy destacado en la desmoralización de los sublevados los bombardeos efectuados por los aviones de las bases de Getafe y Cuatro Vientos sobre el cuartel de La Montaña y sobre el de Campamento. También tuvo mucha importancia para abortar la sublevación en Albacete la actuación de los aviones con base en Los Alcázares (Murcia) que bombarderon la ciudad, causando algunas víctimas entre la población civil, entre ellas tres mujeres y dos niñas.
En cambio no tuvieron éxito los ataques aéreos sobre los sublevados en Zaragoza, Huesca, y Valladolid que siguieron en manos de los militares rebeldes. En Zaragoza no surtió efecto el ultimátum lanzado por radio para que la ciudad se rindiera a las autoridades de la República o de lo contrario sería bombardeada. Y dos semanas más tarde un Fokker F.VII transformado en bombardeo lanzó en la noche del 2 al 3 de agosto tres bombas sobre la basílica del Pilar (una cuarta cayó sobre el río Ebro) que no causó víctimas porque ninguna de las bombas explotó. Este hecho fue interpretado en la zona sublevada como una prueba de la impiedad de los "rojos" y como un milagro de la "Virgen del Pilar" ("Virgen del Pilar, España es tuya y pondremos nuestros pechos para defender tu templo glorioso, santuario de la Patria. ¡Abajo la antipatria! ¡Viva el Pilar! ¡Viva el Ejército Salvador!", se decía en un periódico de Oviedo, que esos momentos también estaba siendo bombardeada por los republicanos). También tuvo mucho impacto el bombardeo de un avión en la tarde del 3 de agosto sobre la estación de ferrocarril de Valladolid en el que murieron siete personas y varias resultaron heridas y que fue calificado por la prensa de la zona sublevada como un acto "criminal" cometido por un "aviador sin conciencia". En las semanas siguientes los bombardeos sobre la estación de ferrocarril continuaron causando muchos daños en los barrios aledaños, y algunas víctimas más. El que tuvo lugar a finales de septiembre, en el que murieron una mujer y una niña, dio lugar a una manifestación de protesta encabezada por el general Mola y que prometió a la multitud "una represalia por este hecho vandálico; pero no será contra mujeres y niños sino contra enemigos antiespañoles y traidores, a los que hay que exterminar".
Las dos ciudades en poder de los sublevados más castigadas por los bombardeos republicanos fueron Granada y Oviedo, ya que ambas estaban completamente rodeadas por las fuerzas leales. Granada sufrió el primer bombardeo el 29 de julio y durante el mes siguiente la ciudad sufrió veintitrés incursiones que causaron veintiséis muertos y unos cien heridos. Por su parte Oviedo fue prácticamente reducida a escombros por los bombardeos de la aviación republicana y de la artillería que cercaba la ciudad, desde el 26 de julio en que se produjo el primer bombardeo hasta el 17 de octubre en que varias columnas sublevadas procedentes de Galicia levantaron el cerco. Hubo manifestaciones de protesta de los habitantes de la ciudad como la que tuvo lugar el 5 de septiembre ante la Comandancia Militar de Asturias desde la que el jefe de los sublevados, el coronel Aranda, les dirigió unas palabras de ánimo.

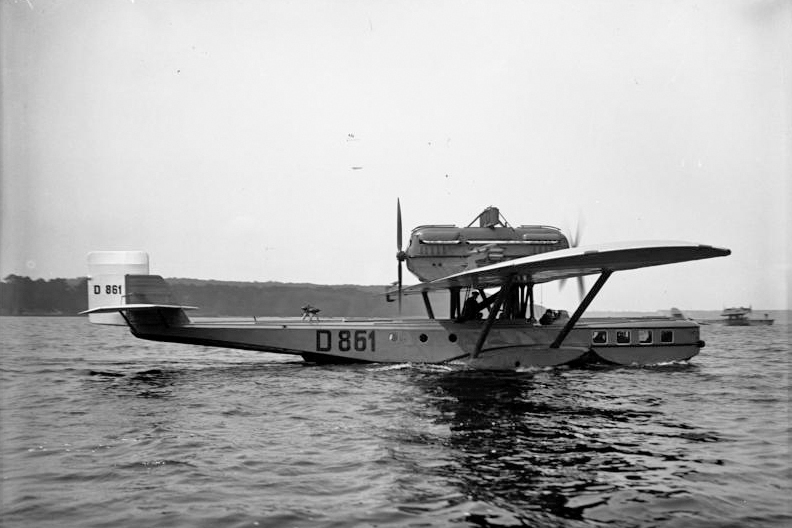
Un Dornier Wall en 1926.

Otro de los objetivos prioritarios de las fuerzas gubernamentales fue intentar recuperar la isla de Mallorca, un objetivo de una enorme importancia estratégica, ya que desde allí la aviación sublevada (como de hecho ocurrió al instalar allí su base la Aviación Legionaria italiana, lo que tuvo un peso muy considerable en la victoria de los sublevados) podría bombardear con facilidad las ciudades y las líneas comunicación de la costa mediterránea, que toda ella había quedado del lado republicano. En los primeros días varios hidroaviones lanzaron octavillas para conseguir su rendición pero en seguida se pasó a los bombardeos, el primero de los cuales tuvo lugar el 22 de julio, pero fueron muy poco efectivos (hubo cincuenta y seis incursiones que causaron nueve muertos y treinta y cinco heridos). Ante el fracaso de esta estrategia se puso en marcha una operación más ambiciosa organizada por las autoridades revolucionarias catalanas: la invasión de la isla de Mallorca que se inició el 16 de agosto. Precisamente para ayudar a rechazar la invasión llegaron a Mallorca los primeros cazas italianos Fiat C.R.32, cuya actuación fue decisiva para barrer a los lentos hidroaviones que apoyaban a las fuerzas republicanas que habían desembarcado al este de la isla. Tras la derrota de los invasores, que se retiraron de la isla el 3 de septiembre, los italianos situaron en Mallorca la base principal de operaciones de la Aviación Legionaria. Sus primeros objetivos fueron las vecinas islas de Ibiza (el bombardeo del 13 de septiembre causó dieciocho muertos civiles) y Menorca. Esta última sufrió numerosos bombardeos por Savoia-Marchetti S.M.81 italianos, ya que permaneció leal a la República durante prácticamente toda la guerra. El del 18 de noviembre sobre la base naval de Mahón, que causó siete muertos, dio lugar a "represalias sobre detenidos derechistas en el buque prisión Atlante".

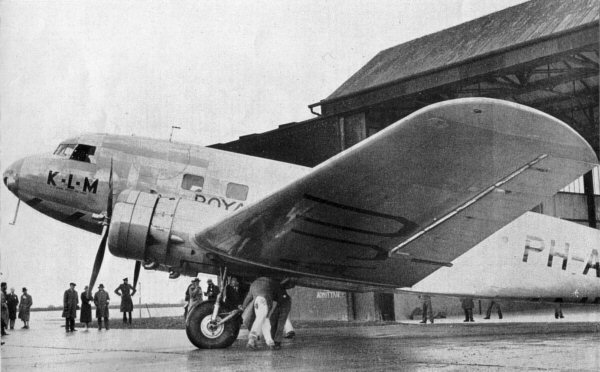
Douglas DC-2 matriculado PH-AJU, perteneciente a la compañía neerlandesa KLM, que participó en la Competición Aérea MacRobertson en 1934.

Otro objetivo estratégico de los republicanos fue la base naval de Ferrol donde estaban a punto de ser botados los cruceros pesados Baleares y Canarias. Los ataques fueron realizados en agosto y septiembre por un solo aparato, un avión de pasajeros Douglas DC-2 que fue adaptado para misiones de bombardeo, pero ninguno de los dos buques fue alcanzado, aunque sí hubo nueve muertos y veintiún heridos, la mayoría civiles.

### Los primeros bombardeos del bando sublevado
Los sublevados también recurrieron a los bombardeos para acabar con los focos de resistencia leales a la República. Así el 21 de julio dos hidros Savoia-Marchetti S.62 bombardearon la base naval de Ferrol, lo que contribuyó a desanimar a la marinería que se oponía a los oficiales de los barcos que se había sublevado. Al día siguiente, 22 de julio, uno o varios Breguet 19 sublevados que despegaron de la base de Logroño bombardeaba Ochandiano (Vizcaya) donde se habían concentrado fuerzas leales y milicianos. Hubo más de 60 muertos, muchos de ellos civiles, incluidos mujeres y niños. Según un periódico republicano de Bilbao el objetivo había sido "sembrar el terror". Un tercer objetivo de los primeros días fue apoyar al cuartel de Simancas de Gijón que estaba cercado por las fuerzas leales y por milicianos y estaba siendo bombardeado por la aviación republicana. En su auxilio acudieron varios aviones de la base de León y el crucero Almirante Cervera, que llegó el 29 de julio, y empezaron a bombardear la ciudad para que los sitiadores levantaran el cerco, causando numerosas víctimas. El ataque aéreo más duro fue el del día 14 de agosto que causó más de 50 muertos, la mayoría de ellos guardias de asalto que estaban en su cuartel. Finalmente los cuarteles sublevados se rindieron a finales de agosto y Gijón quedó del lado republicano.
Un avión Junkers Ju 52 alemán lanza sobre el cercado Alcázar de Toledo, que había sido bombardeado por aviones republicanos, alimentos y dos cartas de ánimo, una de Mola y otra de Franco.

### El bloqueo del estrecho de Gibraltar

El frente en noviembre de 1936

En la misma tarde del 17 de julio el ministro de Marina José Giral ordenó que varios barcos de guerra se dirigieran al estrecho de Gibraltar para que bloquearan el paso a la península de las tropas coloniales. Gracias a que las dotaciones de esos barcos se rebelaron contra sus oficiales, que estaban comprometidos en el golpe, los sublevados no pudieron disponer inicialmente del Ejército de África, compuesto por la Legión Extranjera y los regulares (tropas formadas por marroquíes mandados por oficiales españoles).
El 19 de julio, una vez que las tropas de general Queipo de Llano dominan Sevilla y el aeropuerto de Tablada, el general Kindelán organiza con tres aviones Fokker F.VII y dos hidros Dornier Do Wal un pequeño puente aéreo con Marruecos, llevando a grupos de legionarios (20 a 25 por vuelo) de Tetuán a Tablada. Pero el auténtico puente aéreo comienza a finales de julio con la llegada al Protectorado Español de Marruecos de los primeros veinte aviones de transporte alemanes Junkers Ju 52, que se podían convertir fácilmente en bombarderos, acompañados por cazas, y cuatro días después, el 30 de julio, de los primeros nueve Savoia-Marchetti S.M.81 italianos. Con estos medios aéreos los sublevados también consiguieron la superioridad aérea en el estrecho y así el 5 de agosto pudo cruzarlo una pequeña flota llamada por la propaganda de los sublevados "Convoy de la Victoria". En el puente aéreo entre Marruecos y la Península se trasportaron entre finales de julio y finales de octubre de 1936 más de 13.000 legionarios y regulares del Ejército de África.
La superioridad aérea conseguida por los sublevados gracias a los aparatos enviados por la Alemania nazi y la Italia fascista permitió el acoso a los buques republicanos que bloqueaban el estrecho, como ocurrió el 13 de agosto cuando el acorazado Jaime I fue alcanzado por dos Junkers Ju 52 alemanes mientras carboneaba en el puerto de Málaga. Al día siguiente, el acorazado zarpó rumbo a Cartagena para reparar averías. El puerto de Málaga fue bombardeado por los Savoia-Marchetti S.M.81 italianos los días 22, 30 y 31 de agosto, y el aeropuerto los días 27, 30 y 31 del mismo mes.
Sin embargo el desbloqueo completo del paso del estrecho no se produciría hasta más tarde cuando el gobierno republicano decidió transferir la mayoría de sus barcos de guerra al Cantábrico, lo que según el historiador Michael Alpert constituyó "quizá el mayor error de la Guerra Civil". Esta decisión estuvo motivada, entre otras razones, por la negativa de Gran Bretaña, que contaba con la flota naval de guerra más importante del Mediterráneo, a que el gobierno republicano detuviera el tráfico neutral dirigido al territorio enemigo, por lo que los buques de guerra republicanos no podrían impedir que los barcos mercantes alemanes e italianos desembarcaran material de guerra en los puertos de Ceuta, Melilla, Cádiz, Algeciras o Sevilla, controlados por los sublevados.

### La campaña de Guipúzcoa del general Mola
Tras el triunfo del golpe de Estado de julio de 1936 en Navarra y Álava el general Mola envió varias columnas hacia Guipúzcoa, donde el golpe había fracasado (en Vizcaya ni siquiera se había producido un conato de levantamiento), para intentar aislar la franja norte republicana. Este objetivo se alcanzó el 5 de septiembre cuando las tropas de Mola tomaron Irún y quedó consolidado con la toma de San Sebastián, el 13 de septiembre.
Esta campaña de Guipúzcoa estuvo apoyada por numerosos bombardeos aéreos y marítimos no solo sobre Guipúzcoa sino también sobre Vizcaya, especialmente el área de Bilbao, de donde podían salir los refuerzos para las fuerzas republicanas que resistían el avance sublevado en Guipúzcoa. Precisamente el primer bombardeo se produjo el 8 de agosto sobre el "Gran Bilbao", cuando un avión rebelde arrojó varias bombas sobre Santurce. Una semana después fue el destructor Velasco el que bombardeó de nuevo de Santurce, concretamente los depósitos de Campsa que fueron alcanzados, provocando una gran humareda. Asimismo durante todo el mes de agosto las baterías de costa de Guipúzcoa sufrieron un intenso bombardeo por los buques de guerra del bando sublevado, pero también las poblaciones. El más grave fue el que realizó el acorazado España sobre San Sebastián causando 4 muertos y 38 heridos.
Después de la toma de Irún y San Sebastián continuaron los bombardeos de los sublevados sobre Vizcaya. El más duro fue el 25 de septiembre sobre Bilbao, que fue bombardeada por cinco Junkers Ju 52 alemanes dos veces, una por la mañana y otra por la tarde. Esta acción respondía a un ultimátum del general Mola del 18 de septiembre, cinco días después de la toma de San Sebastián (y cuyo texto completo fue impreso en octavillas que fueron lanzadas sobre Bilbao), en el que decía:

Vascos y montañeses: Conquistados Irún y San Sebastián por mis tropas, inmediatamente voy a dar orden prosigan las operaciones sobre las provincias de Vizcaya y Santander. En evitación de derramamiento de sangre inocente, os doy un largo plazo para que puedan ser puestos a salvo los no combatientes de ambos sexos, en inteligencia de que nada tienen que temer los ciudadanos que quieran venir a nuestro campo... Sólo los que sean responsables de delitos contra el derecho de gentes, devastación y saqueo, tendrán que temer la justicia, por mediación de tribunales competentes; pero nunca de la arbitrariedad ni del terror. Igual práctica se seguirá con los jefes militares que han sido cabezas directoras de la rebelión [sic] roja. A partir de una hora del 25 del corriente, quedo en libertad de acción para proceder contra los objetivos tácticos y estratégicos con la violencia que las necesidades militares lo requieran. A partir de esa fecha ningún bombardeo aéreo será anunciado. Para adoptar una decisión se da [sic] tiempo suficiente. Valladolid 18 de noviembre de 1936. El General Jefe del Ejército del Norte. Mola

Al día siguiente, 26 de septiembre de 1936, Bilbao fue bombardeada de nuevo, esta vez lanzando también bombas incendiarias. A partir de esa fecha, los bombardeos sobre Bilbao y otras ciudades e instalaciones de Vizcaya, Cantabria y Asturias fueron frecuentes. Uno de los objetivos principales fueron las fábricas de armas de Trubia en Asturias y de Reinosa en Cantabria, bombardeadas en diversas ocasiones por aviones de la Legión Cóndor alemana. El domingo 27 de diciembre fue bombardeada por primera vez la ciudad de Santander sin previo aviso por nueve Junkers Ju 52 que causaron 70 muertos, entre ellos varias mujeres y niños, y unos 50 heridos, cinco de los cuales morirían en los días siguientes. Una semana después, el 4 de enero de 1937, Bilbao sufrió uno de los bombardeos más fuertes de toda la guerra que causó grandes destrozos en las instalaciones fabriles y tres muertos y varios heridos. Durante el bombardeo los Junkers Ju 52 y los cazas de escolta del bando sublevado fueron atacados por cazas republicanos que lograron derribar cuatro aviones enemigos. "Uno de los pilotos alemanes [de los aviones derribados] cayó en manos de una furiosa multitud, que lo linchó y arrastró por las calles, aunque la versión oficial fue que al intentar ser detenido por los milicianos disparó contra los mismos y murió en el tiroteo".

### Las represalias por los bombardeos
Los primeros bombardeos provocaron represalias en ambas zonas. En la zona sublevada los ataques de la aviación y de la marina republicanas fueron respondidos por los militares con la amenaza de que serían fusilados los detenidos del bando contrario que tenían en su poder. El 20 de julio de 1936 el general Miguel Cabanellas, que había dirigido la sublevación en Zaragoza, amenazó con que mandaría fusilar al general Núñez de Prado, que había sido enviado por el gobierno republicano para sustituirle en el mando de la V División Orgánica y que fue inmediatamente detenido, si eran "bombardeados por algún aparato los cuarteles o edificios civiles de esta ciudad o de la región" (el general Núñez de Prado nunca fue juzgado por un consejo de guerra pero su cadáver apareció en Bearin cerca de Pamplona). El mensaje fue respondido por el crucero Libertad, buque almirante de la flota republicana: "si escuadra tiene conocimiento se produce fusilamiento general Núñez de Prado, fusilará a 90 jefes y oficiales y a un general que tiene prisioneros". El 26 de julio el coronel Soláns, comandante militar sublevado de Melilla, amenazó con fusilar a 2.600 rehenes si continuaban los bombardeos de la marina republicana (que él llamaba "barcos piratas") sobre la ciudad.
Los bombardeos republicanos sobre Huesca y Jaca de finales de julio fueron respondidos con amenazas del comandante militar de Jaca, Rafael Bernabeu, de ejecutar a "los familiares de los rojos huidos de Jaca", amenaza que los sublevados cumplieron el 23 de agosto cuando se produjo un nuevo bombardeo y unas 100 personas fueron fusiladas, entre ellas el alcalde de la ciudad Mariano Carderera Riva. El 8 de septiembre el general Queipo de Llano comunicó por la radio en una de sus famosas "charlas" que había mandado fusilar a tres familiares de cada uno de los marineros del guardacostas que había bombardeado La Línea, y sus amenazas continuaron en los siguientes días si la "escuadra pirata" (como él llamaba a la flota republicana) bombardeaba alguna población costera. Granada fue una de las poblaciones controladas por los sublevados donde se produjeron mayor cantidad de fusilamientos de presos republicanos, unos 60, por los bombardeos que sufría la ciudad.
En la zona republicana las represalias por los bombardeos de los sublevados fueron de mayores dimensiones que en la zona sublevada ya que allí los mecanismos de coerción del Estado prácticamente habían desaparecido debido al estallido de la revolución. En Gijón el pánico y el odio causado por el durísimo bombardeo del 14 de agosto que causó muchos muertos provocaron el fusilamiento de más de 150 presos que estaban detenidos en la iglesia de San José. En Málaga los bombardeos aéreos de los sublevados día y noche fueron alimentando el odio en la población y el 22 de agosto tras una incursión de la aviación sublevada que destruyó e incendió los depósitos de Campsa pero también causó numerosas víctimas civiles, se produjo la primera saca de la cárcel en la que fueron fusiladas 50 personas, entre ellas el general Francisco Patxot Madoz, gobernador militar de Málaga que se había unido a los sublevados o el poeta José María Hinojosa. Los bombardeos de los días 30 de agosto y 20, 21 y 24 de septiembre provocaron nuevas sacas en las que fueron fusiladas más de doscientas personas.
Gamel Woolsey, esposa de Gerald Brenan, explicaba así las represalias a los bombardeos aéreos en su obra "Málaga en llamas" publicada en 1939:

«El odio alcanza cotas muy elevadas durante los ataques aéreos, especialmente por la noche. (...) La bomba cae y siega la vida de sus inocentes víctimas; después el pueblo soliviantado reclama su deuda de sangre. La misma historia siempre: la gente del barrio se exalta y se dirige a cobrársela a las cárceles, donde a su vez aniquila a cuarenta o cincuenta de entre un centenar de infelices almas, la mayoría tan inocentes como los niños exterminados por las bombas.»

Asimismo el bombardeo del acorazado Jaime I fondeado en el puerto de Málaga fue respondido con la formación de un improvisado tribunal que juzgó y condenó a muerte a los diez oficiales detenidos por haber intentado sublevarse el 19 de julio, que fueron inmediatamente fusilados en la noche del 12 al 13 de agosto. Los hechos ocurrieron en alta mar cuando el barco iba rumbo a la base naval de Cartagena para ser reparado y la marinería se amotinó exigiendo su ejecución. Cuando el Jaime I llegó a Cartagena el 13 de agosto la exaltación de su marinería contagió al resto de dotaciones y a la guarnición de la base naval, y la misma noche de su llegada diez oficiales fueron fusilados en un callejón. Pero lo más grave ocurrió al día siguiente cuando fueron asaltados dos barcos prisión, el Sil y el España n.º 3, y conducidos a alta mar y allí los detenidos, muchos de ellos militares que habían participado en Cartagena, Albacete y Almería en el golpe de Estado del 18-19 de julio, fueron asesinados y arrojados al mar (52 del Sil y 159 del España n.º 3). Al mismo tiempo en tierra algunas destacadas personas de derechas fueron sacadas de la cárcel y asesinadas en la carretera de Murcia.
En la noche del 13 de septiembre de 1936 un grupo de milicianos ejecutó a la mayoría de los presos, 93, que se encontraban recluidos en el castillo de Ibiza (algunos salvaron la vida saltando por las ventanas y huyendo) como represalia por el bombardeo que había sufrido la ciudad aquel día. El 18 de noviembre en Menorca, fueron sacados 50 presos del buque prisión Atlante, la mayoría de ellos religiosos y militares, y fueron inmediatamente asesinados, en represalia por los bombardeos de la base naval de Mahón de los días 15, 16 y 18 de noviembre, especialmente por el último que causó seis muertos entre los trabajadores de las fortificaciones y un marinero. Al día siguiente un pelotón de artilleros fusiló a otro grupo de 22 presos, 15 de ellos religiosos.
En la campaña de Guipúzcoa las primeras amenazas de que habría represalias si se producían bombardeos la hizo pública la Junta de Defensa de Irún que advirtió que serían fusilados "los rehenes derechistas, entre los que se encuentran Víctor Pradera, Honorio Maura, el obispo de Valladolid..." si la población era bombardeada (amenaza que fue cumplida). Una proclama similar hizo la junta de San Sebastián y la cumplió tras el bombardeo que sufrió la ciudad el 18 de agosto por el acorazado España: fueron condenados a muerte por un consejo de guerra 13 militares y civiles detenidos. Las represalias más graves tuvieron lugar en Bilbao, la ciudad del norte más castigada por los bombardeos de los sublevados. Los ataques de la aviación franquista de los días 31 de agosto y 25 de septiembre motivaron el asesinato de los detenidos en los barcos prisión Cabo Quilates y Altuna Mendi (siete el 31 de agosto y 75 el 25 de septiembre). El 2 de octubre volvió a ser asaltado el Cabo Quilates por marineros del acorazado republicano Jaime I que asesinaros a numerosos detenidos, entre ellos doce sacerdotes. Las represalias más graves se produjeron el 4 de enero de 1937 tras el durísimo bombardeo que sufrió la ciudad ese día. "Una multitud exaltada asaltó distintas cárceles y más de 200 personas fueron ejecutadas". El gobierno vasco presidido por José Antonio Aguirre reaccionó inmediatamente y ordenó una investigación judicial para determinar las responsabilidades de los hechos. Fueron detenidas 61 personas, aunque finalmente las condenas a muerte no se cumplieron, pero fue la primera vez en ambos bandos en que las autoridades investigaron un caso de represalias por bombardeos (en todos los demás los responsables quedaron impunes). Además el gobierno vasco tomó medidas muy estrictas lo que impidió que hubiera nuevas represalias. Una gravedad similar a las represalias de Bilbao del 4 de enero tuvieron las motivadas por el primer bombardeo de Santander una semana antes (el 27 de diciembre de 1936) que causó muchas víctimas civiles. El barco prisión Alfonso Pérez fue asaltado y 155 detenidos derechistas fueron asesinados.

## La batalla de Madrid (octubre de 1936-marzo de 1937)

### Los bombardeos sobre Madrid
En la noche del 27 al 28 de agosto de 1936 Madrid fue bombardeada por primera vez (previamente los sublevados habían bombardeado los aeropuertos de Getafe y Cuatro Vientos). Un Junkers Ju 52 alemán lanzó varias bombas sobre el Ministerio de la Guerra y la Estación del Norte, causando un muerto y varios heridos. A partir de entonces "Madrid iba a convertirse en la primera gran ciudad europea de la historia bombardeada por la aviación". Las autoridades tomaron una serie de medidas para proteger a la población civil frente a los bombardeos, infomándo de lo que debían hacer y señalando los refugios en los que podían resguardarse, "aunque en realidad no se tomaron medidas sistemáticas a fin de preparar a la ciudad para una guerra moderna".
A medida que las tropas sublevadas del "Generalísimo" Franco se fueron acercando a Madrid se intensificaron los bombardeos sobre la ciudad y sobre las poblaciones cercanas como Getafe. En esta última localidad el bombardeo del 30 de octubre causó la muerte de 60 niños. Y a principios de noviembre, cuando las tropas sublevadas llegaron a la Casa de Campo de Madrid los bombardeos pasaron a ser diarios, no solo de la aviación sino de la artillería. El primer gran bombardeo tuvo lugar el 4 de noviembre, pero a partir de mediados de ese mes, cuando el ataque frontal a Madrid se detuvo en la Ciudad Universitaria gracias a la resistencia republicana, comenzaron los ataques masivos y metódicos no contra objetivos militares sino contra la población civil para conseguir que se desmoralizara y obligara a rendirse a la Junta de Defensa de Madrid presidida por el general Miaja (el gobierno de Largo Caballero a principios de noviembre se había trasladado a Valencia). "Destruiré Madrid antes que dejárselo a los marxistas", declaró el general Franco. Y el general Alfredo Kindelán escribió: "Franco ordenó un ensayo de actuación desmoralizadora de la población [de Madrid] mediante bombardeos aéreos". Sin embargo, la "intimidación por bombardeos aéreos", como la llamó el general Kindelán, no solo no surtió el efecto deseado sino que aumentó el deseo de resistir de los madrileños, muchos de los cuales que al principio eran indiferentes, comenzaron a odiar a la causa de los sublevados. Una madrileña, secretaria de profesión, recordaba:

Sabiendo que en cualquier momento podían matarte desde el aire, te decías que daba lo mismo morir combatiendo. Los bombardeos no le sirvieron de nada al enemigo. Sólo ponían furiosa a la gente, aumentaban su decisión de resistir. Se crearon comités de casa para controlar los movimientos de los residentes, para impedir los saqueos durante las incursiones aéreas. Era una forma de control civil, aunque no pasó de eso. Al cabo de un tiempo te volvías fatalista. Yo me negaba a bajar al refugio cuando sonaba la sirena

La mayoría de los bombardeos fueron realizados por Junkers Ju 52 que volaban en escuadrillas de tres aparatos por lo que los madrileños los bautizaron como "las tres viudas". En los bombardeos se utilizaron también bombas incendiarias y algunas cayeron sobre edificios históricos, como el Museo de Arte Moderno o el Museo de Arqueología. Madrid no contaba por entonces con medios de defensa antiaérea. En la noche del 8 de noviembre catorce aviones alemanes bombardearon la capital, provocando muchas víctimas. Mr Edwin Lance, representante diplomático de Gran Bretaña y que resultó herido, declaró: «Estos bombardeos nocturnos sobre el centro de una ciudad constituyen el crimen más abominable de la Historia». Del 9 al 15 de noviembre hubo decenas de millares de muertos, siendo bombardeados el Hospital de San Carlos y el de Santa Isabel (quedando los cuerpos de muchos enfermos destrozados por la metralla). El ataque del día 16 de noviembre sobre el Museo del Prado, aunque el incendio del tejado fue rápidamente sofocado, causó un gran escándalo internacional, y obligó a plantearse el traslado de los principales cuadros a Valencia. Ese mismo día también fue bombardeado el edificio de la Biblioteca Nacional, lo que obligó a iniciar el traslado de los 630.000 volúmenes que se encontraban en sus sótanos. A partir de esa fecha se generalizaron también los bombardeos nocturnos; el del 17 de noviembre duró desde las nueve de la noche hasta las dos de la madrugada. Como consecuencia de todos estos bombardeos Madrid era un caos y, como explicó un testigo presencial, "los madrileños debían refugiarse cada poco tiempo en el metro o en los portales, en medio del ruido de las explosiones y de las sirenas de ambulancias y bomberos".

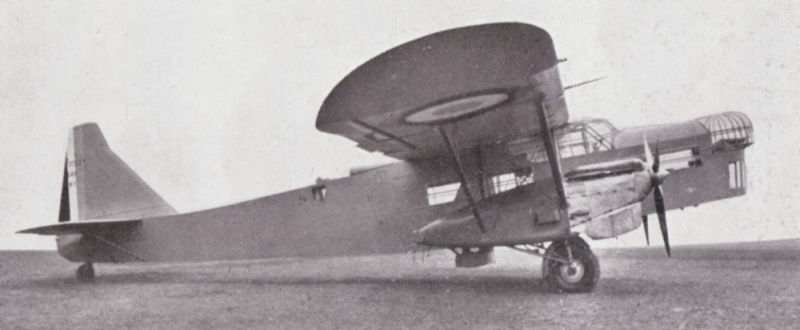
Avión Potez 54

Los días 18 y 19 de noviembre de 1936 Madrid sufrió día y noche una durísima oleada de bombardeos, durante los cuales murieron 133 civiles, que provocaron que el cuerpo diplomático hiciera pública el día 20 una nota de protesta por los "bombardeos aéreos que causan numerosas víctimas indefensas en la población civil, entre ellas, tantas mujeres y niños". Asimismo el periodista francés Louis Delaprée también denunció los bombardeos indiscriminados sobre la población civil, pero su periódico Paris-Soir se negó a publicar alguno de sus artículos, especialmente uno en el denunciaba la matanza de mujeres y niños bajo el título, prestado de Emile Zola, J'accuse. En una trágica ironía del destino, Delaprée murió el 8 de diciembre de 1936 cuando el avión en que viajaba, un Potez 54 adscrito a la embajada de Francia en Madrid que se dirigía a Toulouse, fue ametrallado por un caza republicano que lo derribó cerca de Guadalajara. Los otros pasajeros solo resultaron heridos, pero él recibió un balazo mortal en el vientre y otro en la ingle. El piloto del caza republicano, un ruso, confundió el avión con uno del bando sublevado. Una de sus últimas crónicas sobre los bombardeos de Madrid terminaba así:

El Cristo ha dicho: Perdonadlos, porque no saben lo que hacen. Me parece que después de la matanza de los inocentes de Madrid, debemos decir nosotros: "No los perdonéis, pues ellos saben lo que hacen"

Los bombardeos continuaron en los meses siguientes, aunque a partir de enero de 1937 el bombardeo artillero desde la Casa de Campo fue predominando cada vez más sobre el bombardeo aéreo. Así el nuevo año fue "celebrado" por las fuerzas sublevadas con el bombardeo de la Puerta del Sol con doce obuses lanzados por la artillería sublevada situada en el cerro de Garabitas de la Casa de Campo.
A principios de abril de 1937, una vez concluida la batalla de Madrid, las autoridades republicanas dieron a conocer las cifras oficiales de los daños sufridos a causa de los bombardeos de aviación y de artillería desde el 7 de noviembre de 1936. "Un total de 980 edificios, entre ellos 14 escuelas, 8 iglesias, 4 hospitales y 2 museos, habían sido dañados total o parcialmente. En cuanto a personas, 907 habían muerto en el acto, 2.800 habían resultado heridas y 370 de ellas fallecerían después, mientras que 430 habían desaparecido. En estas cifras no están incluidos los destrozos sufridos en Tetuán de las Victorias y Puente de Vallecas, y tampoco los 214 muertos que ocasionaron en la población civil los bombardeos aéreos que sufrieron estas barriadas. En total, la cifra de fallecidos ascendía a 1.491". El barrio de Madrid menos afectado fue el barrio de Salamanca ya que Franco ordenó que no fuera bombardeado (allí es donde se encontraban las casas de muchos de los que habían apoyado la sublevación), mientras que el centro (la Gran Vía fue rebautizada como la "Avenida de las bombas") y sobre todo el barrio de Argüelles fueron los más castigados: "fachadas en difícil equilibrio, boquetes a la altura de los pisos superiores, postes de luz derribados, socavones, raíles de tranvías retorcidos y edificios completamente hundidos".

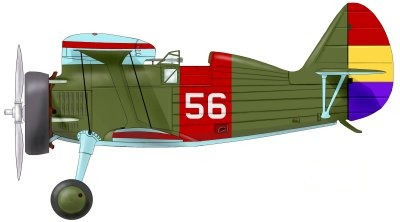
Avión Polikarpov I-15 "Chato" republicano

### Los cazas soviéticos en la defensa de Madrid
En el éxito de la defensa de Madrid desempeñaron un papel muy importante los aviones enviados por la Unión Soviética con sus respectivas dotaciones, que entraron en acción nada más iniciarse el asalto a la capital por las tropas sublevadas a principios de noviembre de 1936. Así los 132 cazas soviéticos "Moscas" y "Chatos" disputaron la superioridad aérea a los 117 aviones de la Legión Cóndor alemana y a los cazas italianos, hasta entonces incontestada.

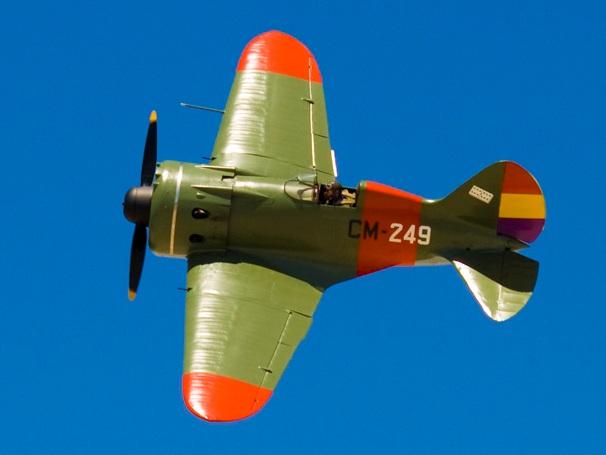
Un Polikarpov I-16, "Mosca", de la Fundación Infante de Orleans (2008).

El primer día en que empezaron a actuar los "Chatos" fue el 4 de noviembre logrando dispersar a los cazas Fiat C.R.32 que escoltaban a los Junkers Ju 52 que iban a bombardear Madrid, y en los días siguientes logran derribar seis aviones enemigos. El 13 de noviembre se enfrentan 13 "Chatos" con 14 Fiat C.R.32 sobre el paseo de Rosales pero, pese a su mayor velocidad, los aviones soviéticos no consiguen eliminar del cielo a los aviones rebeldes.
Los cazas soviéticos también tienen una actuación muy destacada en febrero de 1937, durante la batalla del Jarama, ya que consiguen impedir los bombardeos de los Junkers Ju 52 alemanes. Pero el 18 de febrero, tras un combate aéreo dirigido por Joaquín García-Morato al frente de la Patrulla Azul, los rebeldes recuperan el dominio del aire. En un combate entre Fiat y Chatos, pese a su menor velocidad, los Fiat derriban a ocho Chatos. A partir de este momento, los rusos, por precaución, deciden no enviar más Chatos a la batalla del Jarama.
También intervienen en la batalla de Guadalajara, consiguiendo la superioridad gracias a que los aeródromos improvisados de los sublevados están embarrados debido a las fuertes lluvias y no permiten que despegue la aviación. Los republicanos tienen así el dominio del aire y hostigan a las fuerzas italianas, empleando los aviones incluso para la guerra psicológica, bombardeando a las tropas con pasquines que les invitan a desertar. El día 12 de marzo la aviación apoya el avance de las tropas republicanas que consiguen detener la ofensiva italiana sobre Guadalajara.

## Los bombardeos de los puertos del Mediterráneo
En octubre de 1936 llegaron los primeros envíos de material bélico de la Unión Soviética y el bando sublevado intentó impedirlo bombardeando los puertos del Mediterráneo a donde llegaban los barcos soviéticos, especialmente Cartagena que era el puerto principal de arribada. Así el 18 de octubre Cartagena sufrió el primer gran ataque aéreo, pero las defensas antiaéreas de la base naval impidieron que el puerto resultara dañado (aunque hubo 22 muertos y decenas de heridos). Los bombardeos continuaron los días siguientes efectuados por aviones italianos Savoia-Marchetti S.M.81 y alemanes Junkers Ju 52, incluyendo el aeródromo de Cieza y Hellín donde se montaba el material soviético. Así entre octubre y diciembre Cartagena fue bombardeada en nueve ocasiones causando 65 víctimas mortales, la mayoría de ellos civiles porque muchas de las bombas lanzadas desde gran altura para evitar las defensas antiaéreas cayeron sobre la ciudad. Además en estos bombardeos los aviones alemanes e italianos contaron con la colaboración de un crucero y dos destructores alemanes que les emitían señales de balizamiento para orientarlos en la ida y en el regreso del ataque. "A pesar de esta serie de bombardeos, el objetivo de impedir el desembarco de las armas rusas no se cumplió... y ninguna de las instalaciones militares de la ciudad sufrió graves daños".
Alicante y su puerto fueron bombardeados desde el aire el 5 y el 28 de noviembre de 1936. En el primer bombardeo hubo dos muertos y causó un gran pánico entre la población (muchos alicantinos se marchaban por la noche a dormir a sus casas de la huerta) y en el segundo tres muertos y 26 heridos (en este último las agresiones fueron varias y en total los aviones lanzaron 160 bombas que, entre otros objetivos, alcanzaron la factoría de Campsa). Asimismo la armada sublevada bombardeó varios puertos, como el de Rosas en Gerona el 30 de octubre que fue cañoneado por el crucero Canarias, y con la inestimable ayuda de la armada italiana comenzó el bloqueo del Mediterráneo para impedir que los barcos soviéticos llegaran a puerto, lo que fue anunciado por el "Generalísimo" Franco el 3 de octubre, acompañado de la amenaza de bombardear Barcelona, provocando que abandonaran la ciudad la mayoría de los residentes extranjeros. Por su parte el crucero Canarias continuó con los bombardeos de los puertos mediterráneos: el de Almería, el 8 de noviembre; el de Barcelona, el 10; el de Palamós el 17. Entre el 6 y el 12 de enero de 1937 Almería fue bombardeada desde el aire en tres ocasiones. En el ataque del día 6 murieron 7 personas, y en el día 12, 8.
A mediados de febrero de 1937 tuvieron lugar los dos primeros bombardeos graves de Barcelona y de Valencia a cargo no de los cruceros de la flota franquista, sino de dos buques de la marina italiana. Sobre las diez de la noche del 13 de febrero el crucero italiano Eugenio di Savoia, que había zarpado de la isla de Cerdeña por la mañana, lanzó nueve salvas en poco más de cuatro minutos sobre el casco urbano de Barcelona y a continuación se alejó rápidamente de la costa. La propaganda franquista atribuyó el ataque al crucero Canarias, que ese día se encontraba en reparación en Ferrol. Murieron 18 personas y a su multitudinario entierro asistieron numerosas autoridades. Al día siguiente, le tocó el turno a Valencia, bombardeada por otro crucero italiano, el Emmanuele Filiberto Duca d'Aosta, que había zarpado de Palma de Mallorca a las 13.00 horas, llegando a la altura de Valencia sobre las nueve de la noche. El ataque duró ocho minutos (disparó 32 salvas) y causó daños en la ciudad (fueron alcanzados el Hospital provincial y un comedor para niños del Socorro Rojo Internacional, que afortunadamente a esa hora estaba vacío). Hubo 25 muertos y numerosos heridos, según los periódicos de la ciudad. A partir de ese día, Valencia, capital de la República en aquellos momentos, fue objeto de numerosos bombardeos tanto aéreos, como los de los días 22 y 23 de marzo, como marítimos, esta vez a cargo de los cruceros Baleares y Canarias. Por esas fechas de finales de marzo también fueron bombardeados Castellón de la Plana (9 muertos, entre ellos dos niñas) y Sagunto y su puerto.

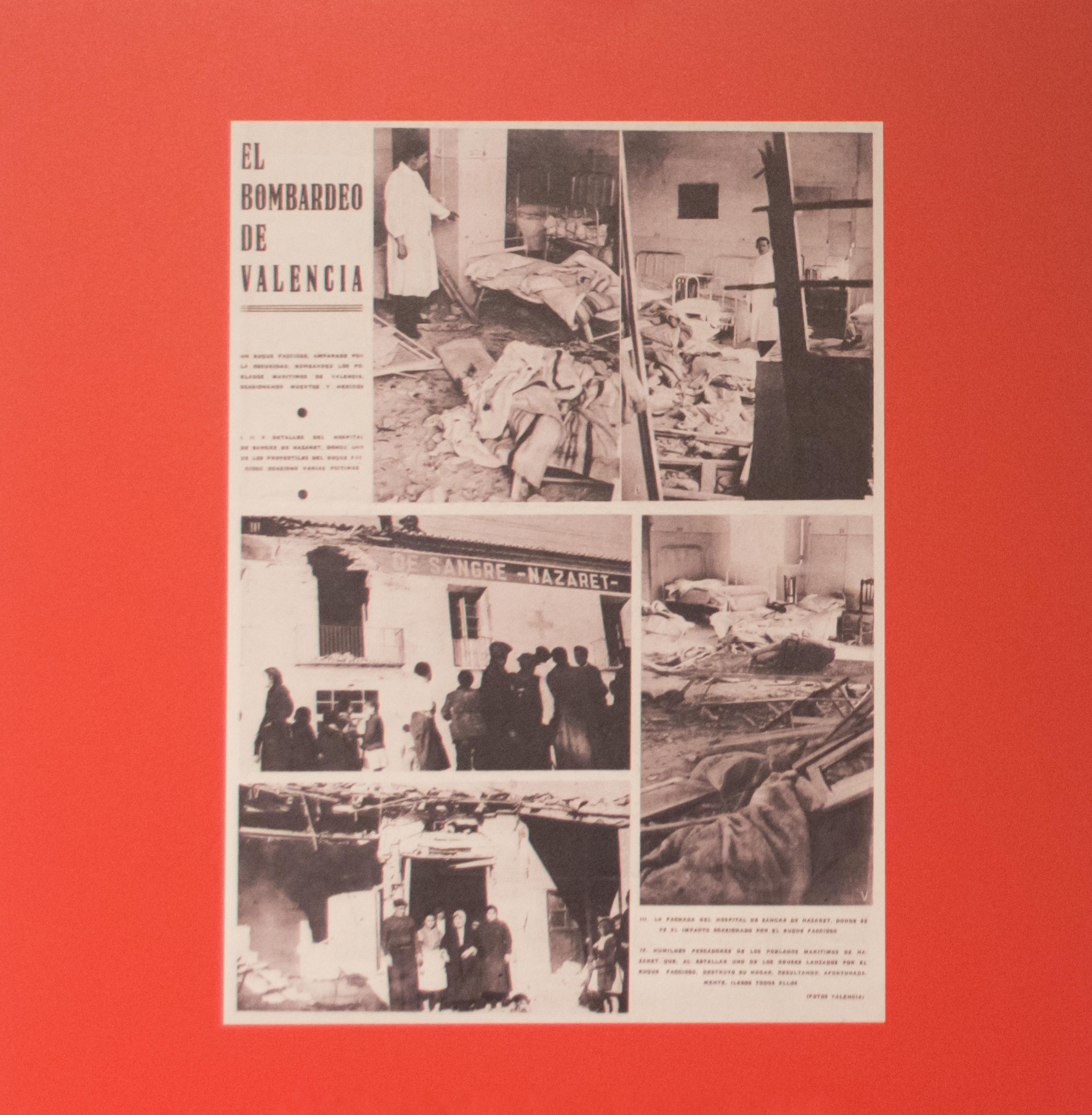
Noticia en un periódico del bando republicano sobre el bombardeo de Valencia en 1937.

Simultáneamente con esos ataques a los puertos de Mediterráneo, en los dos primeros meses de 1937 se produjeron bombardeos aéreos sobre las centrales eléctricas de los Pirineos catalanes (efectuados por una escuadrilla de tres He-70 de la Legión Cóndor que se trasladaron desde Sevilla a Zaragoza), en un intento de dejar sin energía eléctrica a la industria catalana (fueron dañadas cuatro centrales, tres de ellas costó repararlas entre dos y tres meses, la cuarta que era la más pequeña fue completamente destruida), y también bombardeos marítimos (a cargo de los cruceros Baleares, Canarias y Almirante Cervera) y aéreos (de la Aviación Legionaria con base en Mallorca) de la zona norte de la costa catalana con el objetivo de cortar las comunicaciones con Francia por donde llegaban muchos de los suministros destinados a la República (el objetivo principal fue el puente ferroviario de Colera cercano a Port-Bou que nunca fue dañado de consideración). También fue bombardeada la planta electro-química de Flix en Tarragona causando al menos cuatro víctimas mortales, entre ellas una mujer.
En lo que a los puertos africanos se refiere, además del bombardeo a Tetuán en los primeros días de la sublevación, en el golfo de Biafra el buque ciudad de Mahón de la armada franquista, enarbolando pabellón extranjero, bombardeó el 14 de octubre la población de Bata (Río Muni), tras hundir el Fernando Poo que estaba fondeado en la bahía. 

### Las represalias por los bombardeos
El primer bombardeo aéreo de la base de Cartagena del 18 de octubre tuvo represalias. "Un total de 49 personas fueron sacadas de la cárcel de San Antón y fusiladas en el cementerio de la ciudad". Asimismo el bombardeo de Alicante el 28 de noviembre motivó el asalto a la prisión provincial, de la que fue sacado un grupo de 49 presos que fueron asesinados en las paredes del cementerio. Mucho más graves fueron las represalias con motivo del bombardeo del puerto de Rosas por el crucero Canarias el 30 de octubre ya que corrió el rumor de que los franquistas habían desembarcado en aquella localidad de la costa gerundense. Así se desencadenó una ola de terror por muchas ciudades de la retaguardia catalana. En Gerona el seminario que servía como cárcel fue asaltado y 16 detenidos implicados en el golpe de julio de 1936 fueron fusilados; en Sant Feliu de Guíxols cuatro derechistas y seis sacerdotes fueron conducidos al cementerio y asesinados; en Olot también fue asaltada la prisión y diez personas fueron fusiladas; en Tarrasa unos milicianos detuvieron a doce personas y poco después las asesinaron; en Tarragona, fue asesinado un sacerdote. Asimismo el siguiente bombardeo del crucero Canarias sobre una población de la costa gerundense, esta vez Palamós el 16 de noviembre, provocó represalias en Palamós y en los pueblos cercanos. En total fueron asesinadas 22 personas. El primer bombardeo marítimo de Barcelona, el 13 de febrero de 1937, que fue realizado por el crucero italiano Eugenio de Saboya, provocó el pánico en la ciudad. Cuatro personas que presuntamente habían hecho señales desde un edificio para orientar el bombardeo fueron detenidas y fusiladas a continuación.
Durante la batalla de Madrid las represalias más graves se produjeron el 6 de diciembre de 1936 en Guadalajara después de un bombardeo en el que 23 aviones "facciosos" arrojaron 200 bombas incendiarias y 40 explosivas que causaron 18 víctimas mortales además de numerosos destrozos materiales. Ese día civiles y milicianos asaltaron la cárcel y asesinaron a todos los presos derechistas, cerca de 280 personas. Los esfuerzos para evitar la matanza del gobernador civil Miguel Benavides (quien ya había impedido un primer intento de asalto a la cárcel tras el bombardeo del 1 de diciembre) fueron inútiles ante "una ingente multitud [que] se dirigió hacia la cárcel alentada por milicianos y miembros del comité revolucionario, a los que se unieron los milicianos de una compañía del batallón Rosenberg acuartelado en la ciudad". En cambio el intento de asalto de la cárcel de Alcalá de Henares de dos días después, como represalia a un bombardeo franquista en que murieron varios civiles, fue impedido por el anarquista Melchor Rodríguez, director general de Prisiones, que, según uno de los reclusos, el conocido monárquico Cayetano Luca de Tena, "se plantó en la puerta [de los talleres de la prisión donde se habían refugiado los presos] y consiguió frenarles. Les dijo que eran unos cobardes, que matar presos desarmados era muy fácil y que si querían podían ir al frente".
Las últimas represalias por bombardeos fueron las de Jaén de principios de abril de 1937, en que 128 personas derechistas encarceladas desde el golpe de julio de 1936 fueron sacadas de la prisión provincial y fusiladas junto al cementerio de Mancha Real después del bombardeo que sufrió la ciudad el 1 de abril, y las de Gijón de agosto de 1937, en que cada vez que el puerto o la ciudad eran bombardeadas se fusilaba en la cubierta del barco prisión Luis Caso de los Cobos a varias decenas de los 500 detenidos derechistas, entre ellos algunos sacerdotes, que estaban allí recluidos.

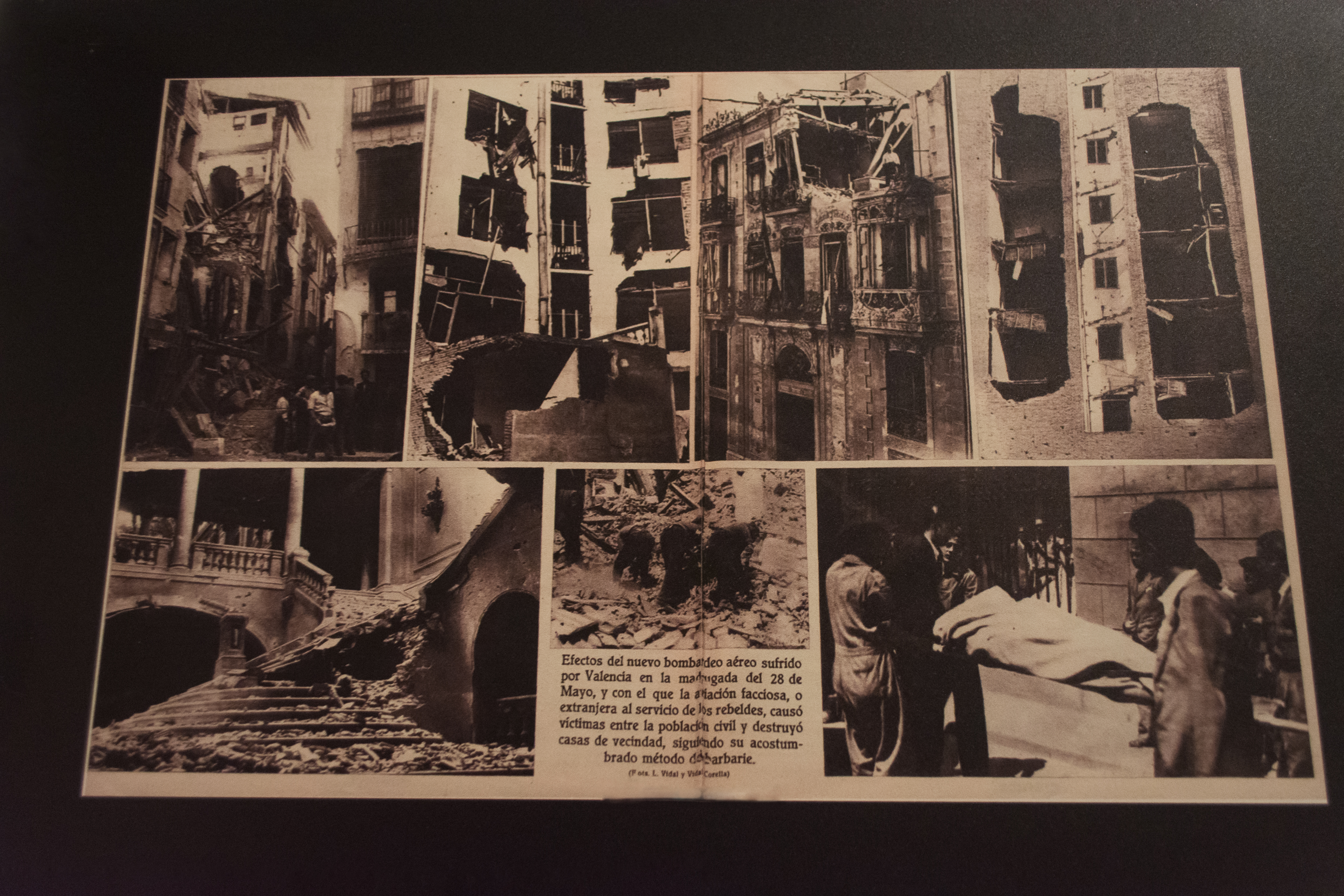
Efectos de los bombardeos de Valencia de mayo de 1937.

### La toma de Málaga
Además de los bombardeos de la aviación, los cruceros franquistas Canarias y Almirante Cervera bombardean el puerto de Málaga el 11 de enero de 1937, tres días después de que diera comienzo la ofensiva sobre Málaga, una operación en la que tuvo un destacado protagonismo el CTV italiano (Corpo di Truppe Volontarie). El ataque que seguía la carretera costera avanzando hacia Marbella por el oeste fue apoyado por los cruceros Baleares y Canarias que bombardeaban desde el mar y contra los que poco podían hacer los destructores y los más viejos y peor armados cruceros republicanos. El día 5 de febrero convergieron las columnas que avanzaban desde el interior y desde la costa hacia Málaga encabezadas por las fuerzas italianas. Esto obligó a retirarse a los milicianos a la capital pero allí faltos de mandos, de fortificaciones para la defensa y del apoyo de la flota republicana no tuvieron más remedio que emprender la huida hacia el este por la carretera costera de Málaga a Almería acompañados de miles de civiles mientras eran ametrallados y bombardeados por la aviación italiana de la Aviación Legionaria y los barcos de guerra de los sublevados. A los pocos días los sublevados llegaban a Motril haciendo numerosos prisioneros y obteniendo grandes cantidades de material. En su última actuación, la escuadrilla de André Malraux trató de proteger esa retirada, que se convirtió en la masacre de la carretera Málaga-Almería, donde murieron entre 3000 y 5000 civiles bajo fuego aéreo y marítimo.
A primeros de abril de 1937 cae en manos republicanas el Santuario de la Virgen de la Cabeza, en la provincia de Jaén. Durante su asedio fue aprovisionado por aire, habiendo recibido unas 70 toneladas de alimentos desde Córdoba y unas 80 desde Sevilla. Las tropas franquistas empleaban para el aprovisionamiento técnicas de bombardeo en picado y, para el material delicado (como medicinas), la «técnica del pavo», que consistía en lanzar en la vertical del santuario un pavo vivo al que se le ataba el material más frágil.

## La campaña del Norte (marzo-octubre 1937)

Mapa de la Campaña del Norte.

Solo una semana después de fracasar el último intento del bando sublevado de tomar Madrid a mediados de marzo de 1937, se inició la Campaña del Norte, el ataque de las fuerzas del generalísimo Franco contra la franja cantábrica que permanecía fiel a la República pero que estaba aislada por tierra del resto de la zona republicana. El objetivo de los sublevados era controlar sus importantes recursos mineros e industriales (especialmente las siderurgias y las fábricas de armas), además de que su conquista permitiría trasladar la flota sublevada al Mediterráneo para intentar detener el tráfico marítimo que se dirigía a los puertos republicanos.

### La campaña de Vizcaya
Para la ofensiva las fuerzas sublevadas al mando del general Mola contaban con unos 28 000 efectivos, incluidos los de las unidades del CTV italiano, apoyados por unos 70 aviones italianos de la Aviación Legionaria y unos 80 alemanes de la Legión Cóndor. El punto de partida fueron las posiciones alcanzadas en octubre de 1936 en la campaña de Guipúzcoa, que se situaban a unos 35 kilómetros al oeste de San Sebastián, y el primer objetivo fueron las defensas de Vizcaya que había organizado el gobierno vasco presidido por José Antonio Aguirre desde octubre de 1936.
Sin embargo, la ofensiva se inició el 31 de marzo de 1937 con el bombardeo de dos poblaciones vascas de la retaguardia: Durango y Elorrio. El bombardeo de Durango fue uno de los más terribles de la guerra civil ya que la villa no constituía ningún objetivo militar importante por lo que se pretendió fue atemorizar a la población civil, como ya había sucedido en Madrid a partir del fracaso del asalto frontal a la ciudad a mediados de noviembre de 1936. El ataque fue realizado por doce Savoia-Marchetti S.M.81 italianos que causaron una gran destrucción y las víctimas, cuyo número superó las 250 personas, fueron en su mayoría civiles, muchos de los cuales estaban asistiendo a misa a primeras horas de la mañana. Por eso entre ellos se encontraba un sacerdote y once monjas de clausura. "Era la primera vez que de un modo tan violento se atacaba desde el aire, en Vizcaya, a una población situada en la retaguardia. La finalidad clara era causar la desmoralización". En el frente norte fue el primer bombardeo aéreo a una ciudad indefensa y desató una oleada de indignación. El cónsul británico en Bilbao que visitó Durango tras el bombardeo afirmó que la acción "supera de mucho por su saña y encono, a los [bombardeos] que él había contemplado durante la Gran Guerra"
Ese mismo día también fue bombardeado Elorrio dos veces por ocho Savoia-Marchetti S.M.81 italianos. Las órdenes que había recibido el grupo de bombardeo italiano que debía realizar las misiones sobre Elorrio y Durango eran que se debían usar bombas pesadas y repetir las agresiones tantas veces como fuera necesario para impedir que llegaran los refuerzos al sector afectado. Pero las previsiones militares de un avance rápido por parte de las tropas franquistas no se cumplieron. Ataques similares sufrieron Ochandiano, Ermua, Elgueta y Guerricaiz.
Bilbao y su área industrial fue objeto de bombardeos casi diarios por la aviación "facciosa" gracias a la superioridad de que gozó durante toda la Campaña del Norte, y de la que en repetidas ocasiones se quejaron las autoridades vascas al gobierno de Valencia ("indefensión produce tropas [y] retaguardia profunda impresión", comunica Aguirre el 8 de abril), pidiéndole que le enviara aviones para detener el avance de los sublevados ("situación hácese gravísima cada momento sin que baste heorísmo tropas que pueden derrumbarse rápidamente", comunica Aguirre el 23 de abril). El bombardeo más grave fue el que se produjo el domingo 18 de abril en el que en pocos minutos murieron 67 personas, entre ellas varias mujeres y niños, y 110 resultaron heridas. Los aviones atacantes fueron seis aparatos de la Legión Cóndor alemana (tres Heinkel He 111 y tres Dornier Do-17, uno de los cuales fue derribado por los cazas republicanos). En alguno ocasión lo que lanzaban los aviones eran octavillas llamando a la rendición de la ciudad firmadas por el general Mola.

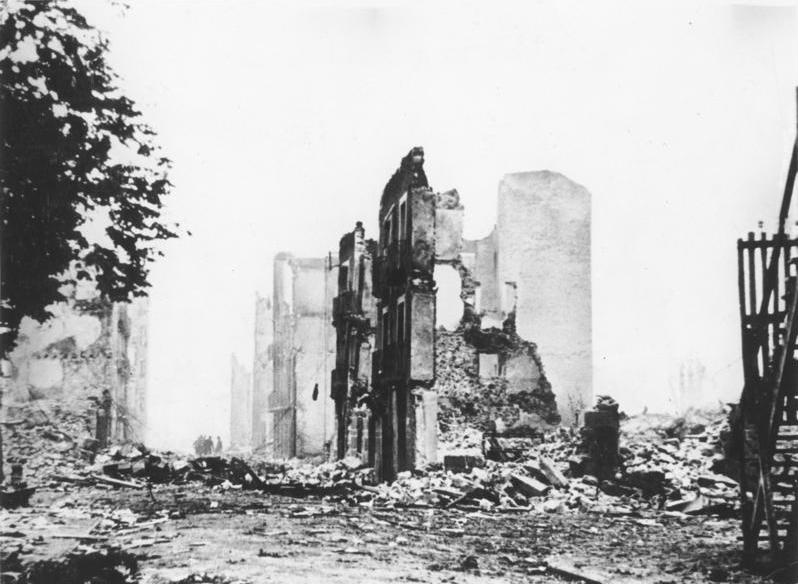
Guernica tras el bombardeo, el 26 de abril de 1937.

El lunes 26 de abril tuvo lugar el bombardeo de Guernica, sin duda el bombardeo de mayor impacto en la zona republicana y en la opinión pública internacional de toda la Guerra Civil Española. Aunque hubo un primer bombardeo pasadas las 4 de la tarde protagonizado por tres aviones italianos Savoia-Marchetti S.M.79 y un Dornier Do-17 alemán, el grueso del ataque se produjo a las seis de la tarde a cargo de 19 Junkers Ju 52 alemanes de la Legión Cóndor que lanzaron bombas explosivas y también incendiarias que redujeron la villa de Guernica a cenizas (más del 70% de los edificios fueron destruidos). Además a continuación los cazas de escolta italianos Fiat C.R.32 y alemanes Messerschmitt Bf 109 ametrallaron a la población civil en el interior y en los alrededores de la villa que pretendía huir. Aunque los agresores alegaron que el objetivo era destruir un puente para dificultar la retirada de las tropas del ejército vasco, el uso de bombas incendiarias y el número de aviones que se emplearon prueba que el objetivo era destruir la ciudad y sembrar el pánico entre la población civil (murieron entre 250 y 300 personas [aunque algunos estudios recientes han rebajado la cifra a 126], que es una cifra proporcionalmente muy elevada pues representa alrededor del 5 % de los habitantes que tenía Guernica en esos momentos). Milagrosamente se salvaron la Casa de Juntas de Guernica y el árbol de Guernica, así como el puente que quedó intacto a pesar de ser el supuesto objetivo de los agresores. Como la repercusión internacional del bombardeo fue enorme, gracias especialmente a los artículos que escribió el corresponsal del The Times de Londres, George Steer, la propaganda franquista se inventó que la ciudad había sido destruida por los propios republicanos, mentira que se mantendría durante toda la guerra y durante prácticamente toda la dictadura franquista. Al impacto del bombardeo contribuyó notablemente que ese fuera el tema escogido por el pintor Pablo Picasso para el cuadro que le había encargado el gobierno republicano para el pabellón español de la Exposición Universal de París de 1937. Lo que todavía discuten los historiadores es si el bombardeo fue una iniciativa alemana de la Legión Cóndor o fue ordenado por el "Generalísimo" Franco.
El 30 de abril la aviación republicana ataca al acorazado España y al destructor Velasco tratando de dificultar el rescate por parte del destructor rebelde de la marinería del acorazado, que se iba a pique frente a las costas de Santander.
Después de Guernica los bombardeos sobre Bilbao y su área industrial fueron constantes. Todos los días sonaban las sirenas de alarma, que causaban temor entre la población. En el del 12 de mayo tres Heinkel He 111 y dos Dornier Do-17 de la Legión Cóndor lanzaron bombas sobre los depósitos de Campsa incendiándolos. Tres días después lanzaban octavillas instando a la población a rendirse. En ese mismo mes de mayo la Legión Cóndor bombardea los bosques con bombas incendiarias, para obligar a retirarse a los republicanos. A partir del 22 de mayo, la República envía a los aeropuertos vascos, atravesando el territorio en poder de Franco, unos 50 Moscas, Chatos y Katiuskas, de los que se pierden 5. El 11 y 12 de junio se producen bombardeos masivos sobre el Cinturón de Hierro de Bilbao, previos al ataque artillero y al avance de las tropas. El 14 de junio los cazas efectúan ataques rasantes sobre la carretera de Bilbao a Santander, atacando a las tropas y a los civiles que huyen de Bilbao, que cae en manos de las tropas sublevadas al día siguiente.
El afán destructivo de la campaña de Vizcaya, según el testimonio de algunos oficiales alemanes, fue una decisión expresa de los generales del bando sublevado. Por ejemplo, Von Richthofen refiere la insistencia del general Mola de que los bombarderos de la Legión Cóndor destruyeran la industria de Vizcaya, una idea que Von Richthofen consideraba una "idiotez": "destruir inmediatamente algo que se quiere tomar poco después". Por otro lado los oficiales alemanes de la Legión Cóndor reconocían que uno de los objetivos de los bombardeos había sido "atemorizar en profundidad" a la población civil, para que de esa forma "al enemigo no le resultara fácil forzar al orden y a la tranquilidad a una población que ya había sido aterrorizada una vez", según recoge un informe elaborado por un oficial alemán nada más terminar la campaña de Vizcaya a mediados de junio de 1937.

### La campaña de Santander y Asturias
Para aliviar la presión en el norte, el ejército republicano lanza una ofensiva en el frente de Aragón, lo que obliga a la Legión Cóndor a acudir a apoyar a las tropas franquistas en la batalla de Brunete. El 18 de julio de 1937, la Legión Cóndor derriba 21 aparatos republicanos, volviendo a dar a los sublevados el dominio del aire. Ente el 19 y el 22 de julio, la República pierde unos 100 aviones y los sublevados 23. El 6 de agosto la aviación republicana pierde 12 cazas en una batalla aérea sobre Torrelavega (Cantabria).

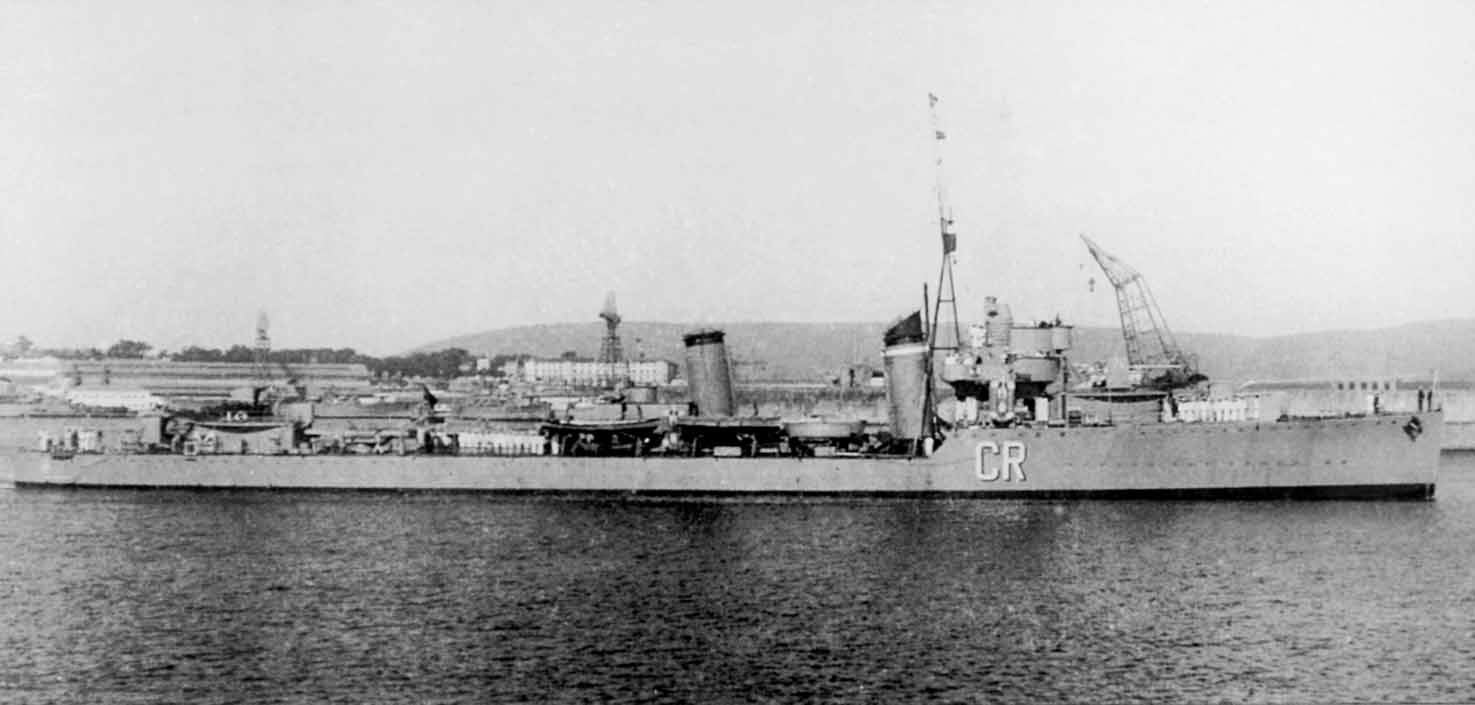
Fotografía del destructor Císcar, hundido en el puerto de El Musel el 20 de octubre.

Fracasada la ofensiva republicana en Aragón, continúa el avance de los franquistas por Santander hacia Asturias, con el apoyo de unos 250 aviones, pese a la ausencia de la Legión Cóndor. Esta cuando vuelve estrena tácticas de bombardeo masivo sobre las tropas republicanas asturianas (Asturias se había proclamado independiente el 28 de agosto). No hay indicios de aviación asturiana.
Durante la ofensiva de Asturias los aviones de la Legión Cóndor, unos 50, se centraron en el bombardeo de los puertos, especialmente los de Gijón y Avilés para impedir que las tropas republicanas recibieran ayuda, o, en última instancia, pudieran escapar. Se produjeron también ataques aislados a posiciones estratégicas, como el Bombardeo de la Fabricona de Golpejar en abril de 1937, lugar de vital importancia  de los republicanos para la defensa del Puerto de Pajares. Los primeros ataques de la Legión Cóndor a los puertos de Gijón y Avilés se produjeron a finales de agosto de 1937, hundiendo dos barcos mercantes y dañando otros. También resultó afectado el submarino republicano C-4 que marchó hacia Burdeos para reparar las averías pero ya no regresó. A medida que la campaña de Asturias se acercaba a su final los bombardeos sobre la ciudad de Gijón y su puerto de El Musel se intensificaron (sufrió bombardeos el 7, el 17, el 18 y 19 de octubre; este último día fue alcanzado el submarino republicano C-6 que fue remolcado al exterior del puerto y hundido). El día 20 de octubre los bombarderos Heinkel He 111 de la Legión Cóndor hundieron el destructor Císcar anclado en el puerto, con lo que las posibilidades de huida de los dirigentes republicanos asturianos más señalados desaparecieron. Cuando los sublevados ocuparon finalmente Gijón se encontraron con una "visión dantesca" del puerto por la cantidad de buques hundidos o semihundidos que había en él. El 27 de octubre de 1937 toda Asturias estaba en poder franquista, poniéndose fin así a la Campaña del Norte iniciada siete meses antes.

### Los bombardeos en el resto de la España republicana

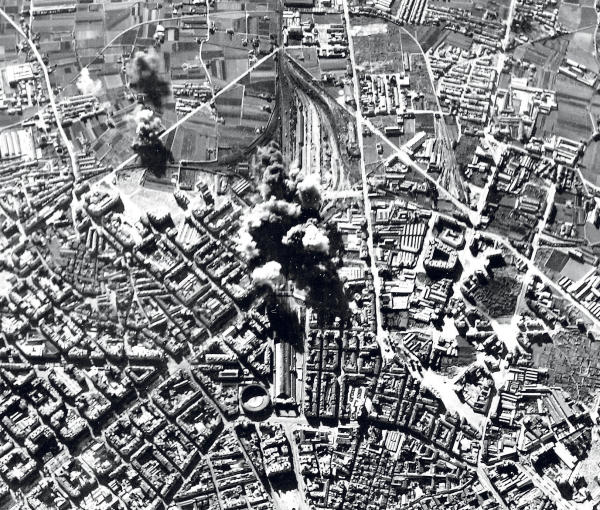
Bombardeo de la Estación del Norte de Valencia por aviones italianos en 1937.

Mientras se desarrollaba la campaña del Norte, los bombardeos de los puertos y de las ciudades del resto de la España republicana, no solo no se redujeron sino que se incrementaron aún más, especialmente a partir de septiembre de 1937 cuando la Aviación Legionaria italiana con base en Mallorca incrementó notablemente sus efectivos y comenzó a utilizar los Savoia-Marchetti S.M.79, "unos aviones que por su velocidad, autonomía, capacidad de carga y armamento eran en aquellos momentos, seguramente, los mejores bombarderos medios de serie del mundo". Una de las ciudades más castigadas fue la capital de la República, Valencia, cuyo primer bombardeo grave lo había sufrido el 14 de febrero (a cargo de un barco italiano), continuado durante el mes de marzo. El 22 de abril sufrió un ataque aéreo y el 27 uno marítimo por los cruceros Baleares y Canarias que causó cuatro muertos y 27 heridos. Al anochecer del domingo 15 de mayo, en plena crisis del gobierno de Largo Caballero por los sucesos de mayo de 1937, Valencia fue bombardeada por tres Savoia-Marchetti S.M.81 procedentes de Mallorca que causaron 33 víctimas mortales y numerosos destrozos (el bombardeo causó gran indignación entre la población, según el testimonio que dejó escrito el propio presidente de la República Manuel Azaña). Un ataque tan sangriento se volvió a repetir el 28 de mayo, causando veinte muertos y de nuevo grandes destrozos. Los bombardeos continuaron los meses siguientes. El 5 de julio (un bombardeo que fue ordenado por el "Generalísimo" Franco como represalia por ataques aéreos republicanos sobre Sevilla, Ávila, Talavera y Salamanca), el 11 de agosto (en el que un hidroavión realizó un ataque nocturno sobre el puerto), el 29 de agosto (a cargo de Savoia-Marchetti S.M.81 italianos por orden directa del conde Ciano, yerno de Mussolini, acción que fue respondida por la defensa antiaérea). Desde el 4 de agosto la Aviación Legionaria ya disponía de un plano fotográfico de Valencia donde había señalados 53 objetivos, uno de los cuales era la Comandancia Militar, donde al parecer el presidente Azaña concedía las audiencias particulares. El 15 de septiembre fueron bombardeados la estación y el puerto. El 3 de octubre el ataque de cinco Savoia-Marchetti S.M.81 causó 50 muertos, 78 heridos y la destrucción de 160 casas,. El 14 fue bombardeado el Grao.
Otra de las ciudades que siguió siendo bombardeada periódicamente fue Barcelona, que acabó convirtiéndose en la ciudad republicana más bombardeada de toda la guerra. El sábado 29 de mayo sufrió el primer bombardeo aéreo grave, que causó 64 muertos y 88 heridos (aquel mismo día también fue bombardeada Santa Coloma de Gramanet, muriendo 9 personas). En julio se volvieron a producir ataques por mar y por aire los días 18, 22, 24 y 25 (este último día hubo 22 muertos). También hubo bombardeos en septiembre, el 15 y en la noche del 19 al 20, y en octubre. El más brutal fue el del 1 de octubre que dañó muy gravemente al barrio de La Barceloneta donde murieron 55 personas, cuyos cadáveres fueron recogidos entre los escombros, y que obligó a evacuar todo el barrio. El día 3 hubo otro sobre el centro de la ciudad. Estos bombardeos poco a poco fueron cambiando el aspecto de Barcelona, tal como lo relató George Orwell:

De noche las calles estaban muy mal iluminadas por miedo a los bombardeos (...) y en toda Barcelona se estaban construyendo refugios aéreos. Las alarmas por ataques aéreos y por mar menudeaban; la mayor parte de las veces se trataba de falsas alarmas, pero cada vez que sonaban las sirenas en toda la ciudad se apagaban las luces y se hacía la oscuridad horas enteras, mientras la gente temerosa se refugiaba en los sótanos

También fue objeto de bombardeos Tarragona. El 19 de julio de 1937 sufrió el más sangriento de toda la guerra a cargo de tres Savoia-Marchetti S.M.81 italianos que volaban a baja altura. "Fue una operación de terror, pues todas las bombas cayeron en el centro de la ciudad. Quedaron dañados numerosos edificios, pero el balance más trágico fue el de víctimas: 51 muertos y 104 heridos". El entierro de la víctimas fue multitudinario y fue presidido por las autoridades republicanas. También creó una sensación de indefensión entre la población civil y muchas personas se fueron a vivir fuera de la ciudad. El 18 de agosto sufría un nuevo ataque por un Savoia-Marchetti S.M.81 causando 6 muertos y 10 heridos El 4 de septiembre fueron atacados los depósitos de Campsa que sufrieron daños importantes y estuvieron ardiendo durante cinco días (estas pérdidas de gasolina afectaron gravemente a la capacidad ofensiva del ejército republicano, según comunicó el ministro de Defensa Indalecio Prieto al presidente de la República Manuel Azaña). Tarragona y su puerto sufrieron dos nuevos ataques de la Aviación Legionaria los días 23 y 25 de septiembre (este último causó 6 muertos, cuatro de ellos niños, y 24 heridos). Durante el mes de octubre Tarragona sufrió nueve bombardeos, la mayoría de ellos dirigidos de nuevo contra los depósitos de Campsa.
Otros puertos y ciudades de Cataluña y de Valencia fueron bombardeados desde el aire o desde el mar. Castellón y su puerto (13 de abril, 2 de julio y 15 de octubre), Vinaroz (14 de abril y 18 de octubre), Sagunto (27 de junio, 2 y 4 de julio, noches del 22 al 23 y del 23 al 24 de septiembre y 8 de octubre), Denia (13 de agosto, 2 y 12 de octubre), Alicante y su puerto (30 de septiembre y 8 de octubre), Peñíscola (20 de octubre) y Benicarló (18 de octubre). En las costa catalana fueron bombardeados por los cruceros franquistas Palamós (7 de junio, noche del 24 al 25 de junio y 14 de octubre), Sant Feliu de Guíxols (7 de junio, noche del 24 al 25 de junio y 13 de agosto), Mataró (noche del 24 al 25 de junio y 22 de julio), Tosa de Mar (7 y 8 de junio), Blanes (7 de junio), Sant pol (8 de junio), Rosas (9 de octubre) y Premiá de Mar (24 de octubre). En el interior de Cataluña, Reus (2 y 24 de agosto, 17 de septiembre y 8 de octubre) y Badalona (3 de agosto), además del puente de Culera y Portbou cerca de la frontera francesa (3, 12, 14, 15 y 16 de septiembre y 18 de octubre). Fuera de Cataluña y de Valencia también fueron bombardeados los puertos y las ciudades de Mahón (22 de abril y 7 de julio) y de Cartagena (9 de agosto y 14 de octubre).
Otras acciones de la marina y de la aviación del bando sublevado se realizaron para intentar detener el tráfico mercante que se dirigía a los puertos republicanos. Para ello contaron con la colaboración de la armada italiana y alemana (por ejemplo, dos submarinos italianos atacaron el 30 de mayo el paquebote Granada y el buque Ciudad de Barcelona, que fue hundido llevando a bordo decenas de brigadistas internacionales, que murieron ahogados). La armada franquista atacó un paquebote el 4 de junio y el buque Cabo de Palos el 27 de junio. También fueron bombardeados desde el aire varios barcos: el Bepo el 30 de julio y el vapor Edith hundido el 13 de agosto.
El bombardeo aéreo más importante del bando sublevado fue el del 21 de mayo de 1937 sobre el acorazado Jaime I, que se encontraba fondeado en el puerto de Almería. El buque republicano fue atacado por cinco Savoia-Marchetti S.M.79 italianos pilotados por italianos y españoles que habían despegado del aeródromo de Tablada en Sevilla. Los aviones realizaron dos pasadas lanzando doce bombas de 250 kg, una de las cuales al menos le alcanzó de pleno. En la noche del 24 al 25 de mayo fue atacado de nuevo el Jaime I, esta vez por hidroaviones del Grupo de reconocimiento naval AS/88 con base en Cádiz. A pesar de sus averías, el buque pudo llegar por sus propios medios a la base naval de Cartagena. Pero allí durante los trabajos de reparación se produjo una gran explosión interna el 17 de junio y el barco se hundió.

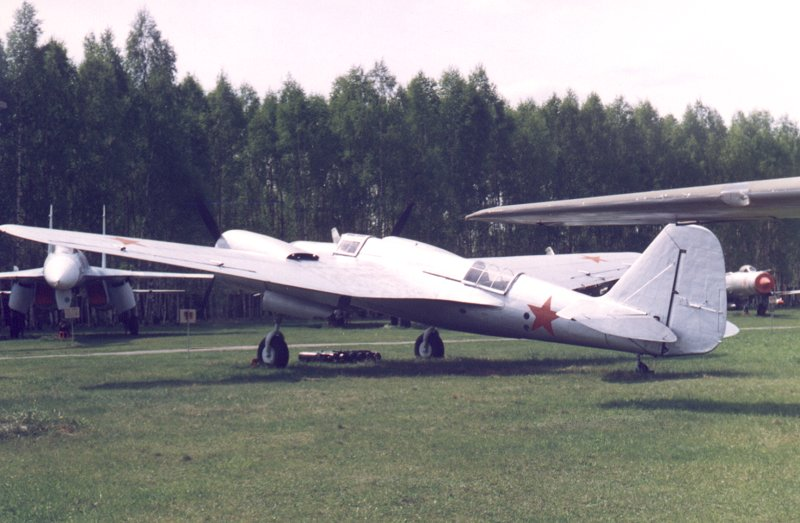
Un Tupolev SB-2 Katiuska en el museo de la Fuerza Aérea Rusa.

Por otro lado, las autoridades republicanas tenían constancia de que los barcos italianos y alemanes asignados al control naval establecido por el Comité de No Intervención a principios de 1937 estaban colaborando abiertamente con los sublevados informándoles de los movimientos de la flota republicana y de los barcos mercantes que se dirigían a los puertos republicanos. Estos barcos ya habían bombardeado los puertos de Barcelona y de Valencia. En ese contexto se produjo el incidente del Deutschland que a punto estuvo de provocar la entrada abierta en la guerra de España de la Alemania nazi.
Al atardecer del 29 de mayo de 1937 una flotilla alemana encabezada por el acorazado de bolsillo Deutschland fondeaba en Ibiza y poco después dos bombarderos Tupolev SB-2 (Katiuska) republicanos bombardearon el Deutschland causando 22 muertos y 83 heridos (9 de los cuales murieron poco después) y el buque fue gravemente dañado. El Deutschland se hizo a la mar inmediatamente en dirección al estrecho de Gibraltar junto con su gemelo el Admiral Scheer. Los pilotos soviéticos de los Katiuskas habían confundido el Deutschland con el acorazado franquista Canarias. Hitler estaba furioso y su primera orden fue bombardear el puerto de Valencia como represalia, pero altos cargos nazis le convencieron para que el ataque fuera sobre un puerto de menor relevancia. Se decidió entonces que el acorazado de bolsillo Admiral Scheer y los destructores Albatros, Luchs, Seedler y Leopart bombardearan el puerto de Almería.

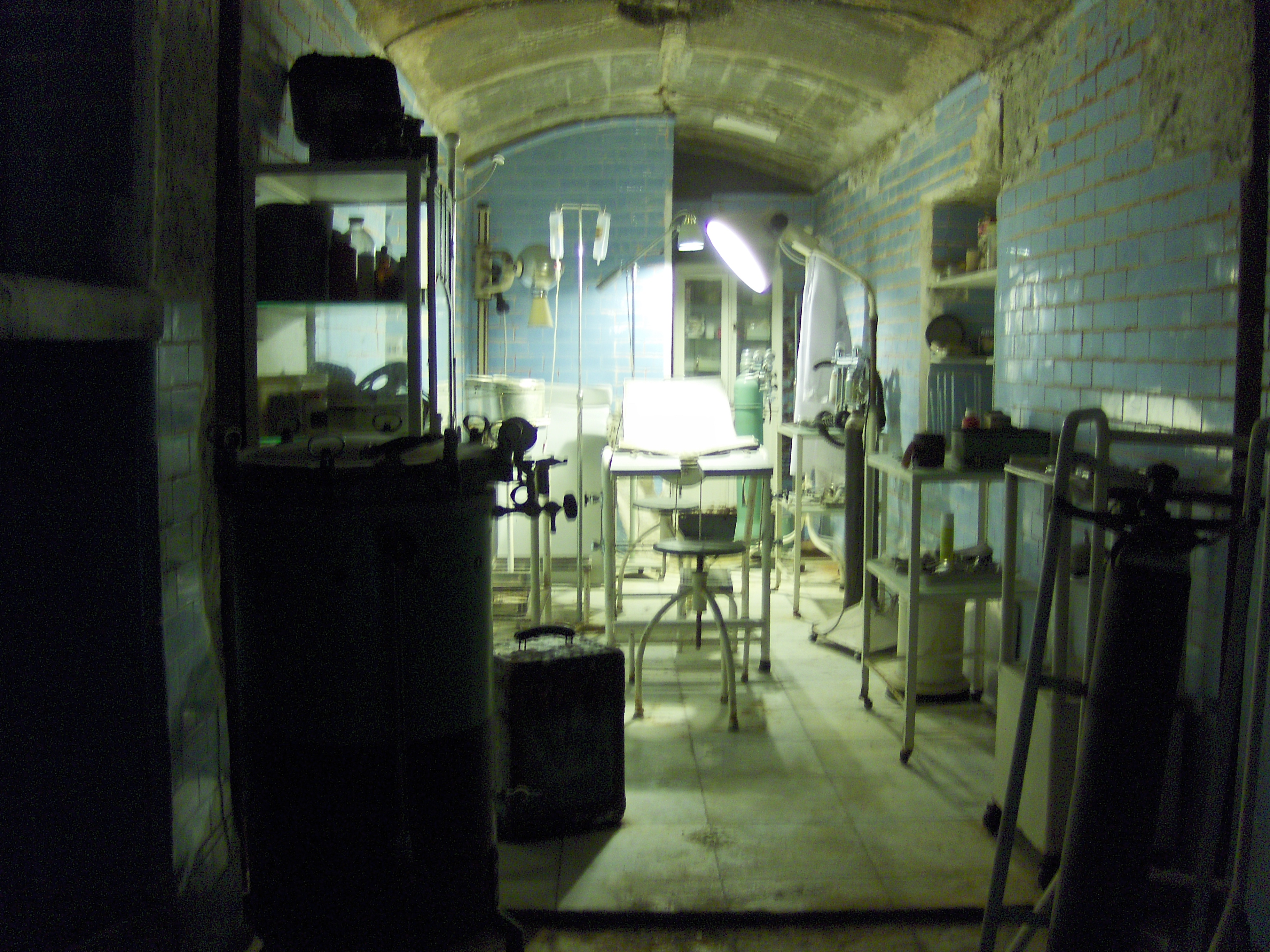
Vista del quirófano de los refugios subterráneos de Almería construidos a raíz del bombardeo que sufrió la ciudad por la marina de guerra del Tercer Reich.

El bombardeo de Almería tuvo lugar en la madrugada del 31 de mayo y duró casi una hora. Toda la ciudad se vio afectada y 31 personas murieron en el bombardeo. Como respuesta Indalecio Prieto, ministro de Defensa, propuso en la reunión urgente que mantuvo el gobierno republicano en su sede de Valencia que los aviones republicanos localizaran y bombardearan a la flotilla alemana, aunque eso supusiera la entrada de Alemania en la guerra. Por este último motivo la propuesta fue rechazada por el presidente del gobierno Juan Negrín, apoyado por los ministros comunistas, y por el presidente de la República, Manuel Azaña. Las protestas del gobierno de la República se tuvieron que limitar a la vía diplomática. Pero eso "no cambió en nada la postura de las potencias democráticas: Francia e Inglaterra eran partidarias de la moderación para que el conflicto español no se extendiese. Dieron por zanjado el incidente".
Algunas ciudades del interior de la zona republicana también fueron bombardeadas. El caso más grave fue el bombardeo de Jaén del 1 de abril. La ciudad, que no constituía ningún objetivo estratégico, fue atacada justo un día después de iniciarse la campaña del Norte por seis aviones de la Legión Cóndor que descargaron sus bombas sobre el centro de la ciudad causando más de 150 víctimas mortales, 250 heridos y numerosos destrozos. Según el testimonio de una testigo, entonces adolescente, la gente huyó asustada hacia los campos de las afueras de la ciudad, dejando incluso las casas abiertas. La represalia por el bombardeo se produjo en los días siguientes (fue una de las últimas represalias de la guerra): 128 personas derechistas encarceladas desde el golpe de julio de 1936 fueron sacadas de la prisión provincial y fusiladas junto al cementerio de Mancha Real. En Aragón el 18 de octubre fue bombardeada Caspe.
Por último, Madrid durante la campaña del norte continuó siendo bombardeada casi a diario por la artillería franquista situada en la Casa de Campo. Entre el 1 de abril de 1937 y los primeros de mayo hubo 217 muertos y 693 heridos a causa de los bombardeos. Uno de los ataques más violentos tuvo lugar el 22 de mayo en el que murieron 71 personas. También causaron numerosas víctimas los bombardeos del mes de junio (los días 4, 7, 8, 19 y 29 especialmente), de julio (los días 2, 7, 8, 10, 22, 23, 24 y 25 especialmente) y de agosto (los días 3, 6 y 24 sobre todo). En septiembre de 1937 se hizo público un balance de los ataques sufridos desde septiembre del año anterior: unas 5.000 bombas y proyectiles habían caído sobre la ciudad, ocasionando 768 muertos y 3.567 heridos. En octubre los bombardeos continuaron. Los más violentos se produjeron en las noches del 11, 12 y del 13 al 14, causando de nuevo numerosas víctimas.

### Los bombardeos republicanos sobre la zona sublevada
El 4 de abril de 1937 los destructores republicanos Lepanto, Almirante Valdés, Alcalá Galiano y Sánchez Barcáiztegui bombardearon Ceuta, siendo alcanzados los cuarteles de la Legión Extranjera.
El 12 de abril fue atacado el cuartel de la Academia de Caballería de Valladolid pero la mayoría de las bombas cayeron en varias casas próximas y enfrente de una escuela de la que en ese momento salían muchos niños. Hubo 30 muertos y 100 heridos, algunos de los cuales murieron en los días siguientes. Valladolid fue bombardeaba también el 21 y el objetivo esta vez fueron los talleres del ferrocarril. Murió una persona.

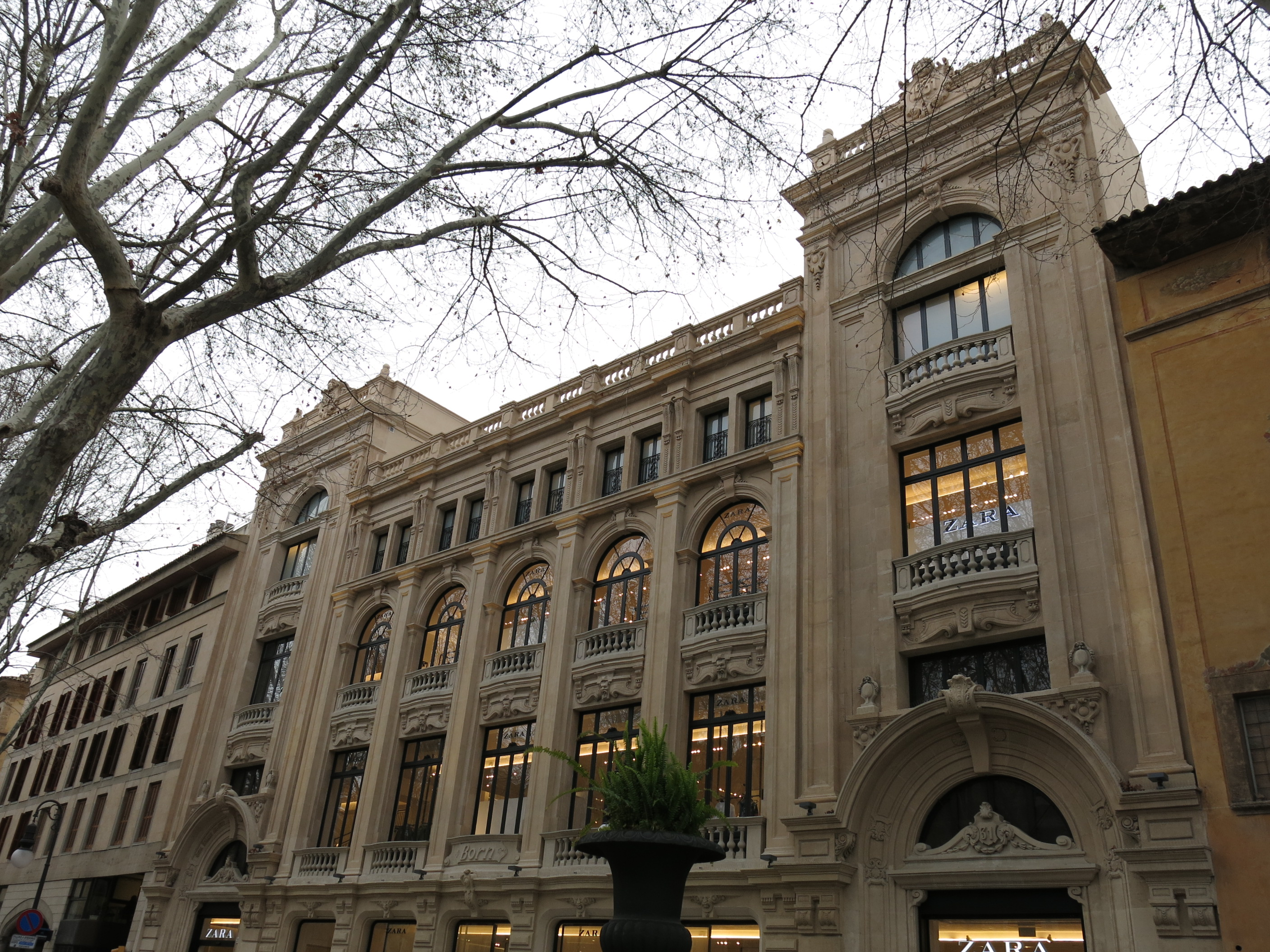
Edificio del Paseo del Born de Palma de Mallorca, dotado con refugio antiaéreo.

En los meses siguientes uno de los objetivos prioritarios de la aviación republicana fue el puerto y el aeropuerto de Palma de Mallorca, bases principales de la armada italiana y de la Aviación Legionaria que estaba bombardeando casi a diario las ciudades y los puertos republicanos de la costa mediterránea. El 31 de mayo varios Potez-54 que habían despegado de la base de Lérida bombardearon la ciudad de Palma (al parecer el objetivo era el puerto) y causaron catorce muertos. Los cazas italianos derribaron a uno de los aviones atacantes. El 7 de agosto varios «Katiuskas» soviéticos atacaron el aeródromo de Palma, matando a un soldado que estaba de guardia. También se produjeron ataques sobre el mismo aeródromo el 7 de octubre y el 7 de diciembre.
En junio de 1937 Granada fue bombardeada por dos aviones, causando 8 muertos y 62 heridos. El julio el día 1 fue atacado el aeródromo de Sevilla, causando 4 muertos entre la población civil. Al día siguiente nueve aviones bombardearon Talavera de la Reina, con un balance de 16 muertos y 12 heridos, y un avión Burgos, ocasionando algunas víctimas. El día 3 fue Alba de Tormes la bombardeada (5 muertos y 14 heridos); el 5 Navalcarnero (10 muertos y quince heridos); el 17 la estación de ferrocarril de Segovia (un militar murió) y Cantalejo (12 muertos y 4 heridos); el 23 Cáceres (tres muertos militares y 24 muertos y 68 heridos entre la población civil; varios edificios fueron seriamente dañados); el 28 Córdoba (5 muertos y 3 heridos y graves desperfectos en edificios) y Roa de Duero (3 muertos y 5 heridos); el 31 el aeródromo de Burgos.
En agosto fueron bombardeados el día 1 el aeródromo de Burgos; el 10 Daroca y Calatayud (un soldado muerto y dos heridos); el 13 Miranda de Ebro (3 muertos y 3 heridos), Tudela y Burgos; el 16 los alrededores de Valladolid (1 muerto y 3 heridos) y Palencia (3 muertos y 15 heridos); el 20 Logroño (3 muertos y 3 heridos).
En octubre fueron bombardeados el 4 Vélez-Málaga (5 muertos y 3 heridos); el 9 Granada (2 muertos y 23 heridos); el 19 Azuaga (3 militares y 13 civiles muertos y 14 heridos, 7 de ellos militares) y la factoría Electromecánica de Córdoba (2 muertos).

## Guerra aérea y bombardeos en el Mediterráneo (noviembre de 1937-marzo de 1939)

### Del final de la Campaña del Norte al final de la batalla de Teruel (noviembre de 1937-febrero de 1938)

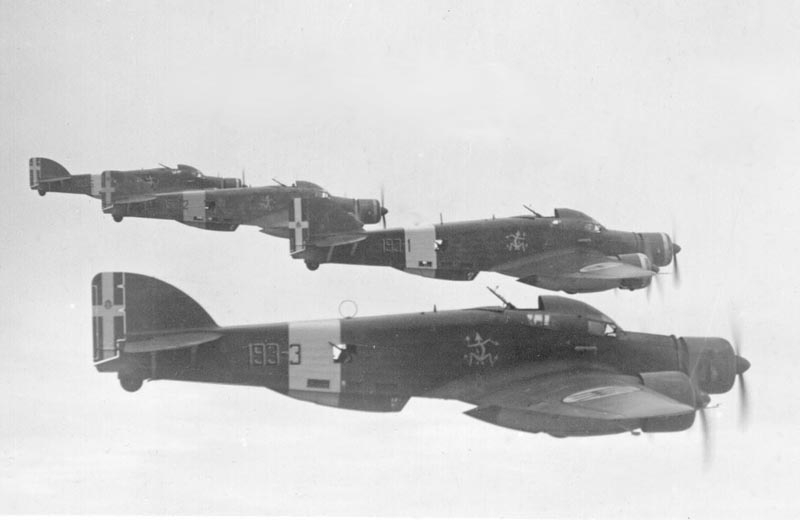
Cuatro Savoia-Marchetti S.M.79 de la aviación italiana como los que participaron en el bombardeo de Lérida.

Cuando la Campaña en el Norte terminó a finales de octubre de 1937 con la conquista por los sublevados de la franja cantábrica republicana, los bombardeos sobre el resto de la zona republicana se intensificaron y la primera víctima fue la ciudad de Lérida. En el bombardeo de Lérida del 2 de noviembre de 1937, uno de los más violentos de toda la guerra, participaron 9 bombarderos italianos Savoia-Marchetti S.M.79 que en pocos segundos convirtieron la ciudad "en un infierno y sus calles en un campo sembrado de cadáveres". Las bombas de los aviones cayeron en numerosos puntos del casco urbano, especialmente en los alrededores del Puente viejo, la Calle Mayor, el Mercado de San Luis, la sede local del Banco de España y el Liceo Escolar, donde más de 60 alumnos de edades comprendidas entre los 9 y los 13 años quedaron sepultados bajo los escombros. Una de las bombas alcanzó de lleno un autobús repleto de viajeros en medio del puente del río Segre. No hubo supervivientes. El número de fallecidos en el ataque superó los 250, lo que causó un escándalo internacional (y las autoridades republicanas lograron que la población no tomara represalias contra los presos derechistas encarcelados). Las autoridades franquistas de la posguerra hicieron desaparecer el libro del registro civil donde habían sido consignados los fallecidos (entre 250 y 300 según recordó el oficial mayor que los inscribió) y los ejemplares del diario local "HP" de aquellos días donde aparecía la relación nominal de las víctimas. Como ha señalado la historiadora Mercè Batallat citada por Solé i Sabaté y Villarroya:

Si el bombardeo de Guernica los nacionales lo atribuyeron a los republicanos, este bombardeo de Lleida optaron por ignorarlo y hacer desaparecer las víctimas del registro

En ese mes de noviembre fueron bombardeadas varias localidades de Aragón. El día 4 Barbastro (donde los aparatos de la Aviación Legionaria tuvieron que enfrentarse a los cazas soviéticos republicanos); el 18 Bujaraloz (con 26 muertos y unos 30 heridos, en su mayoría soldados); el 20 Monzón (hubo diez heridos, algunos de los cuales fallecieron poco después, entre ellos una mujer); el 23 Caspe y Alcañiz. También en noviembre y a principios de diciembre fueron bombardeadas varias localidades de la zona centro como Tarancón, Santa Cruz de la Zarza y Ocaña el 26; Ocaña de nuevo el 27 (hubo 14 muertos y 70 heridos); Alcalá de Henares y Guadalajara el 29; Tarancón de nuevo el 3 de diciembre y Aranjuez el 18. Por su parte Madrid siguió sufriendo los bombardeos artilleros casi diarios. Los dos más graves fueron los del 24 de noviembre y los del 26 de diciembre.
Pero la mayor parte de los bombardeos aéreos y marítimos del bando sublevado siguieron concentrándose en las ciudades y puertos de la costa valenciana y catalana. Fueron bombardeados Alicante y su puerto (el 21 de noviembre, con 37 muertos y 60 heridos y 10 de diciembre); Valencia y su puerto (23 de noviembre; 11, 15 de diciembre y 22 de diciembre, que causó 15 muertos y numerosos heridos), Denia (noche del 22 al 23 y del 23 al 24 de diciembre), Gandía (noche del 22 al 23 y del 23 al 24 de diciembre), Castellón (26 de diciembre), Burriana (26 de diciembre) y Vinaroz (26 de diciembre).
Para contrarrestar los ataques aéreos a la costa mediterránea, la aviación republicana volvió a bombardear el puerto y los aeródromos de Mallorca en dos ocasiones, el 7 de octubre y el 7 de diciembre de 1937. El último ocasionó graves pérdidas a los aviones republicanos por la acción de los cazas italianos del 10.º Grupo Autónomo de Caza de las Baleares organizado por la Aviación Legionaria tras el ataque del 7 de octubre, y a diferencia de éste no se alcanzó ningún objetivo militar importante y algunas bombas cayeron sobre la ciudad de Palma, causando 40 muertos y 15 heridos. Al día siguiente tres aviones italianos bombardeaban las cercanías de Mahón, en la isla de Menorca que seguía fiel a la República, muriendo una mujer y sus dos hijas pequeñas.
La aviación republicana también realizó en los dos últimos meses de 1937 diversos bombardeos sobre poblaciones del interior de la zona nacional. El 11 de noviembre fue bombardeada Pamplona (12 muertos, en su mayoría militares, y 70 heridos); el 12 Calatayud (4 muertos y 7 heridos) y Molina de Aragón (un muerto y varios heridos); el 20 Zaragoza (un muerto y cuatro heridos); el 23 Gallur (6 muertos, 4 de ellos militares, y varios heridos), Alfaro y Jaca; el 28 de nuevo Jaca (19 muertos y 38 heridos); y el 12 de diciembre Zaragoza y Calatayud (tres muertos y un herido grave).
El 12 de diciembre de 1937 la 11.ª División republicana al mando del comandante comunista Enrique Líster corta las de vías de comunicación de la ciudad de Teruel con la retarguardia franquista. Así da comienzo la batalla de Teruel, cuyo objetivo es conquistar este saliente que en las líneas enemigas representaba Teruel, impedir el ataque de los "sublevados" contra Madrid previsto para el día 18 de diciembre y alcanzar un éxito militar como era tomar una capital de provincia en manos de los sublevados desde el inicio de la guerra para fortalecer la confianza interior y exterior en la causa republicana tras la derrota de la Campaña del Norte. El general Franco reaccionó inmediatamente para romper el cerco de Teruel y suspendió el ataque previsto sobre Madrid pero las fuerzas republicanas (la 46.ª División al mando del miliciano Valentín González "El Campesino") lograron ocupar la ciudad. A partir de entonces las fuerzas franquistas redoblaron sus ataques. El 7 de febrero de 1938 alcanzaron la línea del río Alfambra y el 21 de febrero la ciudad estaba cercada. La 46.ª División mandada por "El Campesino" escapó o huyó, según las diferentes versiones, y la ciudad fue reconquistada por los sublevados.
Durante la batalla de Teruel no se paralizaron los bombardeos del bando sublevado sobre la zona republicana, más bien se incrementaron centrándose especialmente en Barcelona, la nueva capital de la República desde noviembre de 1937. Los bombardeos aéreos de Barcelona en enero de 1938 comenzaron el mismo día 1 y tuvieron una magnitud desconocida hasta entonces. Ese primer día de 1938 una escuadrilla de Savoia-Marchetti S.M.81 bombardeó el casco antiguo causando una gran destrucción, y un solitario avión Savoia-Marchetti S.M.79 bombardeó el puerto para probar que ese tipo de avión podía realizar ataques nocturnos (el aparato había despegado de Italia y llevaba las insignias y los distintivos de ese país, lo que demostró hasta qué punto llegaba el desprecio italiano por el derecho internacional y por los Acuerdos de No-Intervención). Los bombardeos italianos continuaron los días 6, 7, 8, 11, 15 y el 19 de enero. El de este último día, según los historiadores Solé i Sabaté y Villarroya fue "sin duda el primer bombardeo aéreo de terror sufrido por Barcelona" "por el horario elegido [mediodía], por los lugares donde cayeron las bombas [el centro de la ciudad] y por el número de víctimas causadas [más de 170 muertos]" El ataque tuvo un gran impacto internacional debido a la brutalidad del mismo y al hecho de que en esos momentos se encontrara en Barcelona una delegación de diputados laboristas británicos visitando los puntos más afectados por los bombardeos en el casco antiguo y en La Barceloneta. Además motivó que las Fuerzas Aéreas de la República Española bombardearan como represalia las principales ciudades de la España sublevada: el 21 de enero Salamanca, sede del Cuartel General del "Generalísimo" Franco desde donde "salen [las] órdenes para tanta matanza" (hubo 8 muertos y 7 heridos graves); Sevilla el 23 (11 muertos y 23 heridos); y Valladolid el 25 (14 muertos y 70 heridos). En una declaración el gobierno republicano denunció como justificación que "mientras nuestra aviación ha venido consagrándose exclusivamente a las operaciones militares de Teruel y en otras zonas a mantener servicios de vigilancia y protección, los facciosos han dedicado buena parte de sus aviones rápidos de bombardeo a agresiones que desde semanas constituyen un sistema ininterrumpido, pues no pasa día en que no se produzcan víctimas".
Los bombardeos de represalia republicana tuvieron una respuesta inmediata con un nuevo ataque sobre Barcelona, el mismo día en que era bombardeada Valladolid, y que en esta ocasión se saldó con más de 50 muertos. Pero el siguiente bombardeo aéreo sobre Barcelona fue el más devastador. Tuvo lugar el 30 de enero de 1938. Fue bombardeado el centro de la ciudad siendo especialmente afectada la Iglesia de San Felipe Neri donde se encontraba un refugio (muchos de los que allí se habían refugiado murieron) y sus alrededores, donde en un bajo de la calle de la Palla había una guardería por lo que murieron muchos niños. El número total de víctimas superó los 200 muertos y los daños materiales fueron enormes.

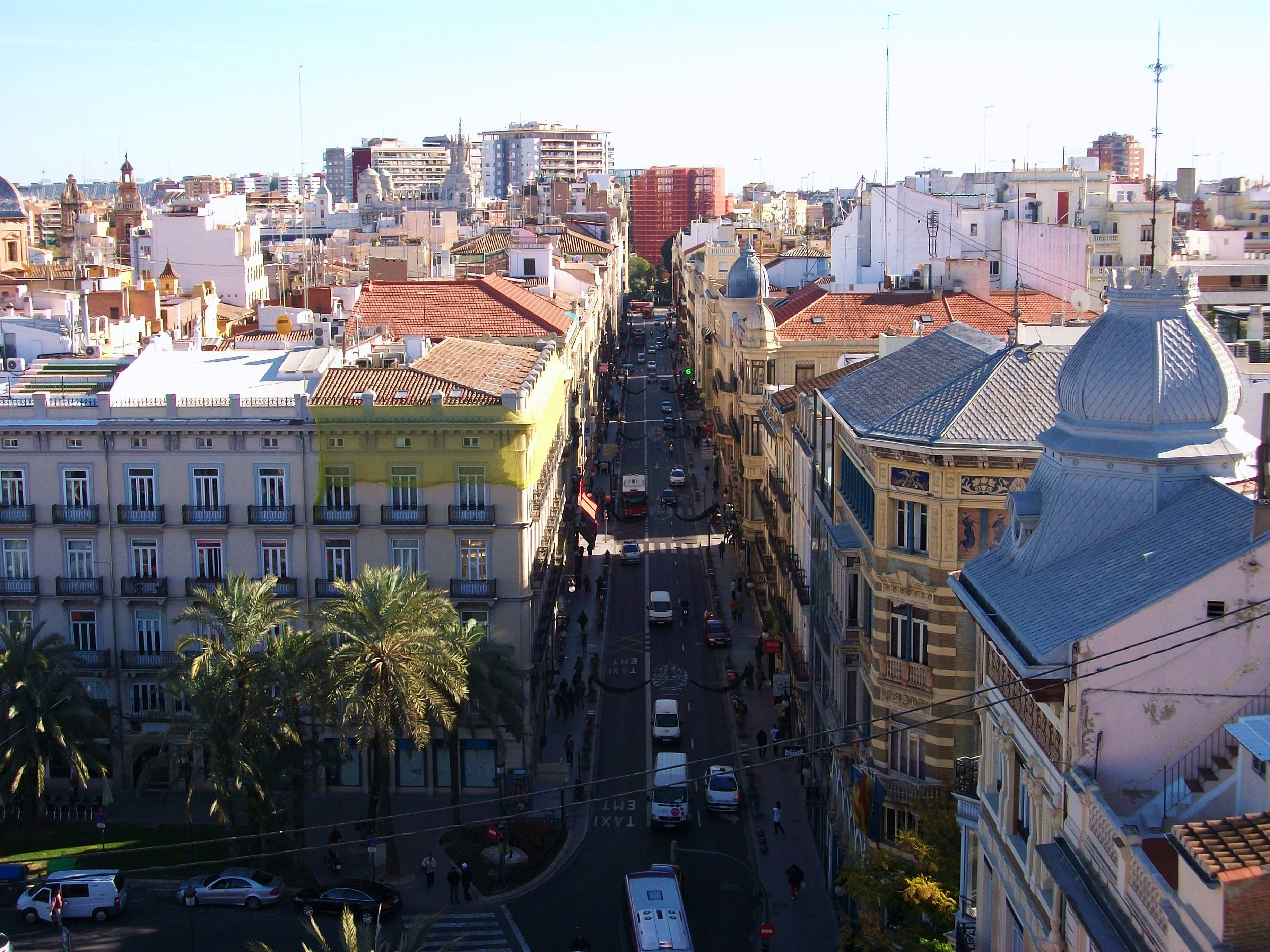
Calle de la Paz de Valencia. Esta céntrica calle y sus alrededores fueron bombardeados el 26 de enero de 1938. Fue uno de los ataques aéreos más duros que sufrió Valencia: murieron 125 personas y 226 resultaron heridas.

Además de Barcelona, durante ese mes de enero de 1938, cuando se encontraba en su punto álgido la batalla de Teruel también fueron bombardeadas por la Aviación Legionaria (y en algunas ocasiones también por la Legión Cóndor) otras localidades catalanas y valencianas como Tarragona (tres veces), Reus (seis veces, con el resultado de casi un centenar de muertos), Figueras (dos veces, con más de veinte muertos), San Feliu de Guíxols (una vez, trece muertos), Puigcerdá (una vez, más de veinte muertos), Sagunto (cuatro veces), Valencia (seis veces, siendo el más terrible el bombardeo del 26 de enero que no buscó ningún objetivo militar sino que se cebó en la céntrica calle de la Paz causando 125 muertos y 226 heridos). Uno de los bombardeos de Tarragona, concretamente el del día 20 de enero, tuvo una gran resonancia internacional pues durante el mismo fue atacado el mercante británico Thorpeness que estaba descargando carbón en el puerto y murieron siete marinos del buque, además de tres trabajadores del puerto. Al entierro que se celebró al día siguiente asistió la delegación de diputados laboristas que se encontraba de visita en Barcelona, junto con representantes del gobierno republicano y de la Generalidad de Cataluña (el Thorpeness acabó hundido en el puerto de Valencia cinco meses después por un hidroavión alemán He 59 con base en Pollensa).
En cambio durante febrero de 1938, cuando acabó la batalla de Teruel con una nueva derrota para la República, los bombardeos disminuyeron porque a los gobiernos italiano y alemán les preocupaba la repercusión negativa que habían tenido los bombardeos en la opinión pública internacional, especialmente el día 30 de enero sobre Barcelona, y además los gobiernos británico y francés estaban presionando para que se dejara de bombardear a las ciudades alejadas de los frentes, y todo ello en contra de la opinión del "Generalísimo" Franco y del general Kindelán que insistían en que los bombardeos continuaran con la misma intensidad que habían tenido en el mes anterior. "Lo cierto es que las presiones internacionales fueron la causa de que la aviación italiana con base en Mallorca estuviera prácticamente inactiva las tres últimas semanas de febrero".
Esta menor actividad no significa que no hubiera bombardeos en el mes de febrero. Así fueron bombardeados Monzón, Barbastro, Segorbe, Reus, Figueras (trece muertos en el ataque del día 3 y otras trece el día 7), Sagunto (cuatro veces), Tarragona (tres veces), Villanueva y Geltrú (dos veces), Alicante, Valencia (tres veces), Rosas, Palamós y Villarreal. El día 22 de febrero los cruceros franquistas Canarias, Baleares y Almirante Cervera bombardearon Valencia, pero este último barco fue alcanzado por aviones republicanos que causaron doce muertos y veinte heridos, además de averiarle la caldera.

### Del inicio de la ofensiva de Aragón al inicio de la batalla de Ebro (marzo-julio de 1938)

Mapa de España en julio de 1938 después de la ofensiva de Aragón y cuando comenzó la batalla del Ebro.

La batalla de Teruel mostró las debilidades del ejército republicano lo que indujo al "Generalísimo" Franco a posponer definitivamente el ataque a Madrid para en su lugar lanzar la ofensiva de Aragón contra Cataluña y Valencia. El ataque comenzó al sur del río Ebro el 9 de marzo donde el frente se derrumbó ante la gran concentración de fuego artillero y de aviación. Lo mismo sucedió al norte del Ebro donde a principios de abril las tropas sublevadas llegaron a Lérida y establecieron cabezas de puente en Balaguer y Tremp. Una vez alcanzadas esas posiciones el "Generalísmo" Franco descartó dirigirse hacia Barcelona y optó por avanzar hacia el Mediterráneo al sur de la desembocadura del Ebro, objetivo que alcanzaron las tropas sublevadas el 15 de abril al llegar a Vinaroz, con lo que la zona republicana quedó dividida en dos.
El inicio de la ofensiva de Aragón fue acompañado de intensísimos bombardeos de las redes de comunicación (estaciones de ferrocarril, nudos de carreteras, puentes, puertos) y de las poblaciones de la retaguardia republicana en Cataluña y Valencia, por parte fundamentalmente de la Aviación Legionaria italiana con base en Mallorca. Así fueron atacadas Barcelona (los días 3, 4, 5 y 6 de marzo, causando 25 muertos), Badalona (una vez), Gavá (en la fábrica Roca murieron varios obreros), Mataró (cinco muertos), Tarragona (trece veces, causando numerosas víctimas mortales y heridos, entre ellas 3 marineros del buque británico Stanwell fondeado en el puerto, que fue atacado por un hidroavión alemán He 59 de la Legión Cóndor, que sería derribado poco después por la defensa antiaérea republicana y sus cinco tripulantes hechos prisioneros; en total hubo más de 50 muertos), Reus (10 veces, con un total de 30 víctimas mortales, que no fueron más gracias a los refugios; La Vanguardia tituló uno de sus artículos "Reus, la ciudad mártir y heroica, se defiende"), Tortosa (14 veces), Amposta (tres veces, con seis muertos), Valencia, Castellón (5 veces), Benicarló (4 veces; el bombardeo del 3 de abril causó 17 muertos y 30 heridos), Vinaroz (dos veces), Almazora, Burriana (dos veces), Villarreal, Torreblanca, Sagunto (4 veces) y Alicante. El 7 de marzo también fue atacada Cartagena, probablemente como represalia por el hundimiento del crucero Baleares (hubo 38 muertos y 40 heridos). Asimismo antes de iniciarse la ofensiva fueron bombardeadas algunas localidades de Aragón como Alcañiz, un ataque que fue especialmente duro ya que causó más de 200 muertos en su mayoría población civil, entre ellos varios niños de una escuela junto con su maestra (las bombas fueron lanzadas en pleno día sobre el centro de la ciudad por doce Savoia-Marchetti S.M.79 italianos con base en Logroño). Según un testigo "la aviación franquista se ensañó con la población civil de forma criminal, ya que no satisfechos con las bombas, ametrallaron al personal que estaba trabajando por las huertas o iba por los caminos y carreteras". Y durante el avance fueron bombardeadas en Aragón Sariñena, Fraga (los destrozos fueron enormes y murieron 50 personas), Albalate de Cinca y Monzón (donde la población huyó del casco urbano), y los pueblos leridanos de Mollerusa, Alcarrás, Borjas Blancas (unos veinte muertos), Tárrega (bombardeada dos veces), Agramunt (dos veces), Artesa de Segre y otras, que en total causaron unos 50 muertos y numerosos heridos. Pero sobre todo fue la propia Lérida la que sufrió el bombardeo más terrible el 27 de marzo de 1938 a cargo de Heinkel He 111 de la Legión Cóndor con el objetivo de minar su resistencia cuando las tropas franquistas ya se encontraban a unos 30 kilómetros. Durante dos horas la ciudad fue machacada y los resultados fueron terribles. De hecho cuando los sublevados entraron en la ciudad se llevaron los tomos del registro civil donde estaban consignados los muertos por los bombardeos, no solo de ese día sino los de 7 de noviembre de 1937. Sin embargo no pudieron evitar que en la "Memoria de la Casa de Lérida" de los jesuitas se dijera lo siguiente:

Pero toda resistencia quedó rota ya el mismo día 27, domingo de tristes recuerdos para Lérida. Después de comer, unos 30 aparatos de bombardeo, con entero dominio del aire y sin ser hostilizados, se dedicaron a machacar la ciudad por espacio de dos horas. Los efectos fueron terribles; se habla de 400 bajas; sólo en las cercanías de nuestra casa, a la vista se pueden contar ocho edificios destruidos, en algunos de los cuales murieron familias enteras. (...) Quedan todavía muchos sin desenterrar porque es un suicidio acercarse a los edificios destruidos con vigas colgantes que se sostienen como de milagro

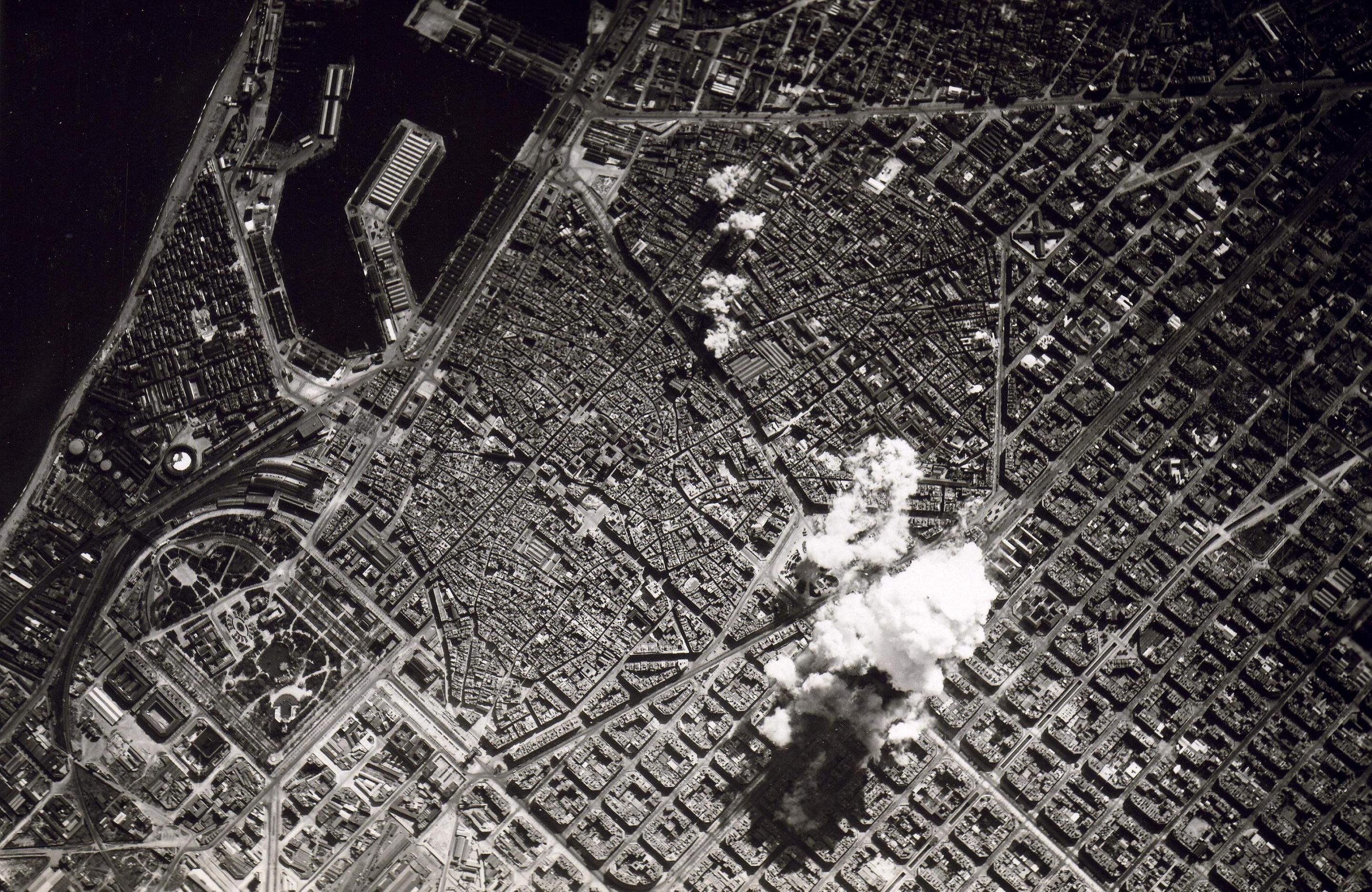
Imagen tomada desde un bombardero italiano de las explosiones en el centro de Barcelona, 17 de marzo de 1938.

Pero los más brutales fueron los bombardeos aéreos de Barcelona en marzo de 1938 que fueron ordenados por el dictador fascista italiano Benito Mussolini sin consultar con el "Generalísmo" Franco, aunque no era la primera vez que las fuerzas italianas actuaban sin contar con la autorización expresa de los militares sublevados. La orden del ataque la recibió el general jefe de la Aviación Legionaria en Baleares, en la noche del 16 de marzo, en la que se le decía Iniziare da stanotte azione violenta su Barcelona con martellamento diluito nel tempo (Iniciar desde esta noche acción violenta sobre Barcelona con un martilleo espaciado en el tiempo). Como dejó constancia en su diario el conde Galeazzo Ciano, ministro de asuntos exteriores de la Italia fascista y yerno del Duce, el objetivo era abatir "la moral de los rojos, mientras las tropas avanzan en Aragón".
La idea de "machacar" Barcelona poco a poco (martellamento diluito nel tempo) fue la estrategia que utilizaron los aviones italianos, algo completamente nuevo pues en vez de concentrar todas las bombas en un lugar y en un momento determinados, los bombardeos de Barcelona "se organizaron en cadena ininterrumpida, de modo que los sistemas de alarma y de aviso de la población quedaron trastocados, y cuando sonaban las sirenas ya no se sabía si anunciaba el fin de una incursión o el comienzo de otra". El primer ataque comenzó a las 10 y 8 minutos de la noche del 16 de marzo de 1938 y el último terminó hacia las 3,19 de la tarde del 18 de marzo, y durante ese intervalo se produjeron 13 incursiones que duraron unos 16 minutos en total y sin embargo las sirenas no dejaron de sonar durante esas 40 horas. El diario La Vanguardia de Barcelona del 18 de marzo calificó la estrategia italiana seguida en el bombardeo como "la fórmula guerrera más canallesca y miserable que haya cabido en cabeza humana".
Las bombas cayeron en la parte central y más poblada de la ciudad, sin que se buscara ningún objetivo concreto y de forma totalmente indiscriminada, tal como reconoció el embajador alemán ante el gobierno de Franco Eberhard Von Stohrer en un informe confidencial enviado a Berlín desde Salamanca el 23 de marzo de 1938, en el que decía:

He sabido que los ataques aéreos sobre Barcelona efectuados hace unos días por bombarderos italianos han sido literalmente terribles. Casi todos los barrios de la ciudad han sufrido. No hay ningún indicio de que se hayan querido tocar objetivos militares. Centenares de casas y calles han sido destruidos por las bombas, que evidentemente tenían un poder de destrucción muy particular. Se han contado hasta ahora 1.000 muertos, pero se presume que numerosos cadáveres están aún entre los escombros. El número de heridos sobrepasa los tres mil

Los efectos de los bombardeos fueron devastadores. La cifra oficial de víctimas fue de 924, según el registro del depósito de cadáveres del Hospital clínico, pero no incluye las personas desaparecidas entre los escombros. Y durante los bombardeos el pánico se apoderó de la ciudad y miles de barceloneses huyeron hacia las afueras "con los colchones encima de los automóviles, camiones, carros o sobre los hombros", tal como relató un testigo. Sin embargo, cuando los bombardeos pasaron la ciudad volvió a una relativa normalidad e incluso, como señaló el embajador norteamericano Claude Bowers, "después de los bestiales bombardeos de Barcelona, miles de personas hasta entonces aletargadas se volvieron activas".
El "Generalísimo" Franco cuando fue informado de las reacciones internacionales a los bombardeos ordenó que parasen el 18 por la tarde, aunque "las órdenes de Franco en este sentido, aparte de demostrar la autonomía con que actuaba la aviación italiana, eran meramente tácticas. Posteriores bombardeos sobre la población civil, como los de Granollers y Alicante, son buena prueba de ello". Otra prueba de que la orden de Franco no fue tan tajante fue que el día 19 de marzo fue bombardeado el centro urbano de Tarragona por tres Savoia-Marchetti S.M.79 de la Aviación Legionaria causando enormes destrozos y 21 muertos, 14 de ellos mujeres, y unos 50 heridos.
Las reacciones de rechazo por los bombardeos fueron prácticamente unánimes en todo el mundo, a excepción de Alemania e Italia. Incluso la Santa Sede hizo pública una nota el 24 de marzo que tuvo un gran efecto entre la opinión pública mundial ya que constituyó una reprimenda pública del papa Pío XI al "Generalísimo" Franco por los bombardeos de "víctimas inocentes, que la Santa Sede más que nunca deplora". Hasta el embajador de la Alemania nazi ante Franco, Eberhard von Stohrer se preocupó del impacto negativo que para Alemania y para Italia estaban teniendo las reacciones de rechazo a los bombardeos, y así lo reflejó en su informe:

Estoy convencido de que después de la guerra, tanto en España como en el extranjero, se nos criticará duramente tanto a los italianos como a nosotros, tomando como tema el hecho, bien entendido, de que no habrán sido los aviones españoles los que han destruido sus propias ciudades mediante bombardeos, sino los aviones aliados, italianos y alemanes

Una prueba del tremendo impacto internacional que tuvieron los bombardeos sufridos por Barcelona fue el discurso que pronunció el primer ministro británico Winston Churchill, el 18 de junio de 1940, en el inicio de la batalla de Inglaterra cuando el terror a los bombardeos alemanes era también extremo, en el que puso de ejemplo a los ciudadanos de Barcelona para afrontarlos con coraje:

No quiero menospreciar la severidad del castigo que cae sobre nosotros, pero confío en que nuestros conciudadanos demostrarán ser capaces de resistir como lo hizo el valiente pueblo de Barcelona

El 15 de abril de 1938 las tropas franquistas llegaban a la costa mediterránea por Vinaroz, cortando en dos la zona republicana. Ese mismo día once Savoia-Marchetti S.M.79 bombardearon intensamente Tortosa para destruir los puentes del río Ebro y cortar así la retirada del ejército republicano. Justo al día siguiente comenzó la llamada "operación Neptuno" destinada a bombardear los puertos de Cartagena y de Almería por donde entraba el material de la URSS que recibía la República. Corrió a cargo de los 40 Heinkel He 111 de la Legión Cóndor, cuatro de cuyos aparatos fueron alcanzados por las defensas antiaéreas y sufrieron graves daños mientras que un quinto fue derribado y cayó al mar. Los daños que ocasionaron sobre la ciudad de Cartagena fueron cuantiosos y el número de víctimas no se conoce (mientras que la base naval apenas fue afectada gracias a las defensas antiaéreas).
A partir del corte en dos del territorio de la República y del inicio el 26 de abril de la ofensiva del Levante (en la que el ejército franquista avanzó hacia Valencia por la costa desde Vinaroz y por el interior desde Teruel), los bombardeos de la aviación "fascista" sobre los puertos y ciudades del Mediterráneo se intensificaron porque no solo intervinieron en ellos como había sucedido fundamentalmente hasta entonces la Aviación Legionaria con base en Mallorca sino que también participaron la Legión Cóndor y la aviación franquista, propiamente dicha. Esta "colaboración" permitió a los italianos centrarse más en los puertos buscando los buques mercantes que se encontraban en ellos, con el objetivo de colapsar el comercio marítimo mediterráneo, sin olvidar los aeródromos y los nudos de comunicación. Así durante la segunda quincena de abril y el mes de mayo fueron bombardeados en la retaguardia republicana catalana Reus, Salou, Tarragona, Gerona (hubo once muertos), Palamós, Rosas, Portbou (dos veces), Puigcerdá, Badalona (once muertos, entre ellos varios niños), la central eléctrica de San Adrián del Besós (atacada dos veces y hubo 11 obreros muertos) y Barcelona (que desde los bombardeos del 16 al 18 de marzo había pasado un mes relativamente tranquilo y que fue atacada el 30 de abril, sobre todo el puerto donde había varios barcos descargando, resultando muertas 40 personas; y que continuaron el día 12 de mayo, que fue el ataque más duro pues murieron más de 50 personas, y el 13, 14, 24, 28, 29, 30 y 31 de mayo). También fueron bombardeadas las poblaciones de la costa que se encontraban entre Vinaroz y Valencia: Nules, Oropesa (dos veces), Sagunto y su puerto (tres veces), Burriana, Benicarló, el puente del río Mijares cerca de Villarreal y sobre todo Castellón que los días 4 y 5 de mayo sufrió unos durísimos bombardeos. También fue atacada la retaguardia valenciana: Algemesí, Benifayó, Silla, Alcira, y especialmente la ciudad de Valencia y su puerto (atacado los días 5, 7, 11, 20, 23, 28 y 30 de mayo, resultando seriamente dañado un mercante inglés y hundido otro) y la ciudad de Alicante (los días 13, 17, 18 y 23 de mayo) y su puerto (atacado los días 13, 17, 18, 23 y 25 de mayo).
En mayo de 1938 volvieron los bombardeos de terror por parte de la Aviación Legionaria italiana como los que se habían producido sobre Barcelona entre el 16 y el 18 de marzo. El primero fue el bombardeo del mercado central de Alicante del miércoles 25 de mayo, en el que murieron más de 300 personas. Alrededor de las 11’15 horas entre 7 y 9 aviones Savoia-Marchetti S.M.79 italianos del bando sublevado, que habían despegado de Mallorca a las 8'10 de la mañana, lanzaron sobre el centro de la ciudad alrededor de 90 bombas, algunas de las cuales dieron en el Mercado Central, repleto de gente dada la hora de la mañana que era (y que no habían sonado las sirenas), por lo que la mortandad fue espantosa. La repercusión internacional del ataque fue enorme y el gobierno británico a petición del gobierno español de Juan Negrín nombró una comisión para que investigara los hechos. Su conclusión fue que el bombardeo de Alicante del 25 de mayo había sido "un ataque deliberado a una zona civil".

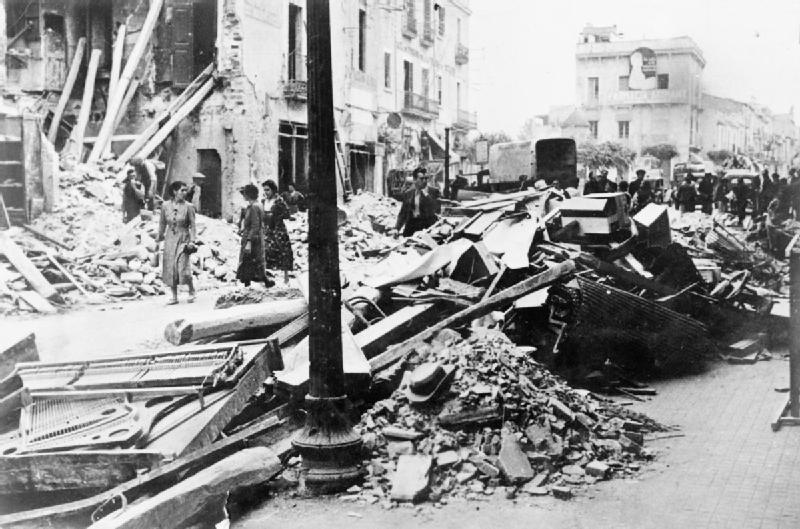
Destrucciones causadas por el bombardeo de Granollers. La fotografía fue tomada por Winifred Bates, miembro de la misión médica británica en la zona republicana.

El segundo bombardeo de terror tuvo lugar solo seis días después. Fue el bombardeo de Granollers del 31 de mayo de 1938 en el que se produjo entre 209 y 224 muertos, muchos de ellos en el acto al explotar las bombas, la mayoría mujeres y niños (hubo unos 160 heridos). El número de víctimas fue tan elevado (y en su mayoría mujeres y niños) debido a la hora en que se produjo el ataque, las 9:05 de la mañana, y al hecho de que la localidad de Granollers hasta la fecha no había sido atacada por la aviación, por lo que la gente estaba realizando con toda normalidad sus actividades cotidianas a esa hora: llevar los niños al colegio, hacer la cola en el mercado para comprar alimentos, etc. Al parecer el objetivo de los aviones italianos era la central eléctrica de Granollers, aunque algunos historiadores piensan que el objetivo pudo ser también la población civil porque el volumen de bombas que lanzaron los cinco Savoia-Marchetti S.M.79 italianos (unas 80 bombas, la mitad de 100 kg.) era desproporcionado con respecto a los objetivos e implicaba necesariamente daños considerables en las poblaciones circundantes. Como en el caso de Alicante se produjo una oleada protestas a nivel internacional, especialmente en Francia y Gran Bretaña cuyos gobiernos presentaron sendas notas de protesta ante el gobierno de Burgos del "Generalísimo" Franco, y también de la Santa Sede que llegó a amenazar a Franco con que el nuevo nuncio no presentaría sus cartas credenciales si volvían los "bombardeos que causaran víctimas entre la población civil" (aunque finalmente la Santa Sede no cumplió su amenaza a pesar de que continuaron los bombardeos de este tipo por parte del bando sublevado).
En junio y julio de 1938 prosiguió la ofensiva del Levante sobre Valencia. Por eso continuaron los bombardeos sobre la retaguardia especialmente sobre los puertos de Valencia y de Alicante, hundiendo o dañando seriamente algunos de los barcos mercantes que allí se encontraban. El puerto de Alicante fue atacado en junio los días 1, 2, 3 (hundiendo el mercante inglés Penthanes London), 4 (incendiando el barco mercante Maryat), 6 (murieron 42 personas), 7 (hubo 8 muertos y 50 heridos), 9 (hubo doce muertos), 10 (catorce muertos y 22 heridos), 13, 15, 17, 21, 25 (también alcanzó la ciudad y causó 39 muertos y 60 heridos), 26, 27, y 28. Y en julio los días 14, 17 (dos muertos y cinco heridos), 19, 20 y 24.
El puerto de Valencia fue atacado en junio el 6, 7, 14, 15, 16, 17, 20, 21, 22 (fue hundido el mercante inglés Thorpeness y resultó seriamente averiado el buque francés Somnion), 25 y 27; y en julio el 10, la noche del 14 al 15, el 19 (siendo alcanzado el mercante inglés Stanland) y el 20. Los ataques al puerto de Valencia a partir del día 14 de junio fueron una orden expresa del "Generalísimo" Franco, orden que reiteró el 9 de julio.

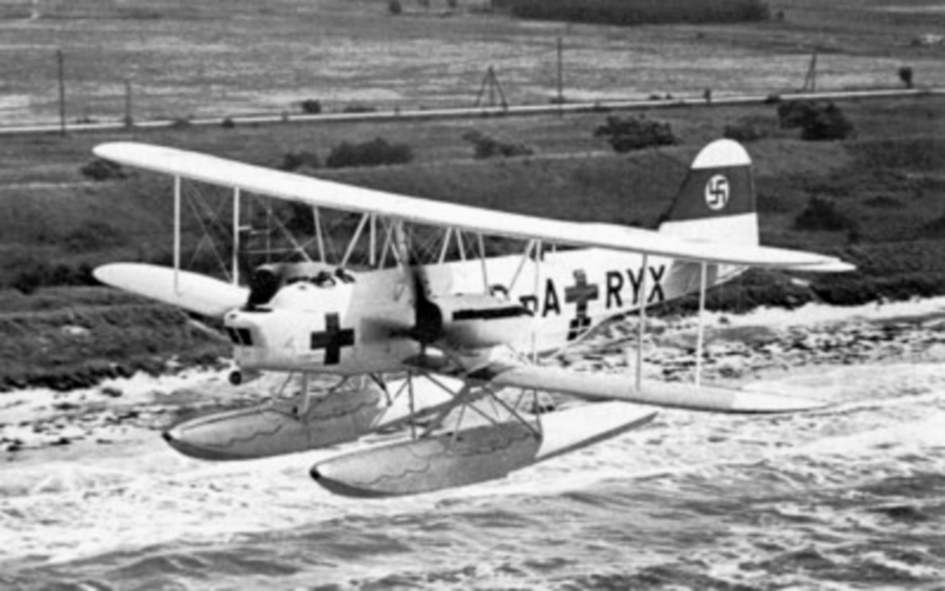
Hidroavión alemán He 59 como los que atacaron los puertos mediterráneos republicanos desde su base de Pollensa.

También fue atacado Castellón y su puerto antes de su toma por las tropas rebeldes a mediados de junio. Fue bombardeado en la noche del 6 al 7, en la del 8 al 9 y en la del 9 al 10 de junio por hidroaviones He 59 de la Legión Cóndor (en el de la noche del 8 al 9 fue hundido el mercante inglés Isadora). También fueron atacados los puertos de Gandía (siete veces), Denia (siete veces; en el del 9 de junio fue hundido el mercante francés Brisbane), Villajoyosa (dos veces) y Sagunto (seis veces). Asimismo fueron bombardeadas estaciones de ferrocarril y nudos de carreteras del interior: Algemesí (tres veces), Carcagente, Alcira.
El puerto y la ciudad de Cartagena fueron bombardeados el 12 de julio causando cerca de 50 muertos entre la población civil y más de 100 heridos (en cuanto al número de víctimas este fue el bombardeo más devastador que sufrió Cartagena en toda la guerra).
Cataluña también fue bombardeada en junio y julio mientras se desarrollaba la ofensiva del Levante hacia Valencia. El puerto de Barcelona fue bombardeado en junio el 3, 4, 6 (alcanzando varios barcos y los depósitos de Campsa, causando un enorme humareda que afectó a casi toda la ciudad), 15, 16, 19 y 22. El más grave fue este último pues las bombas cayeron en la ciudad, causando numerosas víctimas. Tarragona y su puerto sufrieron bombardeos el 3 (doce muertos, entre ellos tres mujeres, y 25 heridos), 6, 16 y 22 de junio y el 12 de julio. También fueron bombardeadas ciudades que no tenían puerto. Los ataques más duros fueron los que sufrieron el día 8 de junio la ciudad de Figueras (cuarenta muertos y unos cincuenta heridos, entre ellos pacientes, médicos y enfermeras del hospital militar que fue alcanzado por las bombas); el 29 de junio Blanes (hubo 9 muertos y 39 heridos), ataque que motivó una nota de protesta del embajador español en Londres ante el Foreign Office al considerar que la "nueva agresión de la aviación germano-italiana al servicio de los rebeldes" se había realizado sobre una población que no tenía "ningún objetivo de carácter militar"; y el 30 Badalona (65 muertos y 200 heridos graves). Badalona volvió a ser bombardeada los días 4, 5, 9 y 18 de julio, teniendo como objetivo la fábrica Cros pero afectando también a la ciudad (el ataque del día 5 causó 15 muertos y 25 heridos). El día 4 de julio fue bombardeada una fábrica de municiones en Gavá, causando 10 muertos y 25 heridos. El 19 de julio fue atacada Barcelona y una de las bombas cayó en la catedral, lo que tuvo una gran repercusión en la prensa internacional. El diario británico The Daily Telegraph reprodujo una foto a tres columnas bajo el título: "Air Raid Damage to Barcelona Cathedral!". El 24 de julio fue bombardeada Sant Feliu de Guíxols causando ocho muertos entre la población civil.
Los bombardeos republicanos sobre la retaguardia de la zona sublevada fueron muy escasos a partir de febrero de 1938. "En este hecho influyó, aparte de consideraciones políticas y militares, la debilidad de la aviación de bombardeo gubernamental". Mientras se producían las ofensivas de Aragón y del Levante, entre marzo y julio de 1938, solo se registraron seis. El 3 de marzo, poco antes de iniciarse la ofensiva de Aragón, fue bombardeada Cariñena, causando dos muertos y varios heridos. El 2 de abril fue bombardeado Toledo, causando once muertos y 47 heridos. El 11 de abril de 1938, a punto de concluir la ofensiva de Aragón con la llegada de los rebeldes al mar Mediterráneo por Vinaroz, fue bombardeada Horta de San Juan, causando cinco víctimas mortales, tres de ellas mujeres, el 15 de abril las afueras de Sort, causando la muerte de 4 hombre y 3 mujeres, y el 23 Serós, muriendo una mujer. El 30 de mayo Palma de Mallorca fue bombardeada por última vez por una escuadrilla de «Katiuskas», ocasionando un muerto y diez heridos y dañando un mercante. Durante los dos meses siguientes los parte de guerra del bando sublevado no mencionan ningún bombardeo sobre su retaguardia.

### Los bombardeos durante la batalla del Ebro (julio-noviembre de 1938)

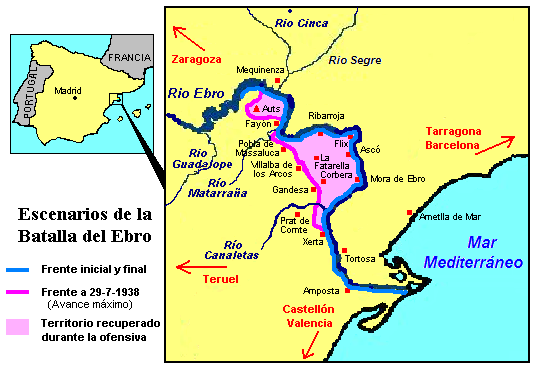
Mapa de la zona donde se desarrolló la Batalla del Ebro.

El 25 de julio de 1938 el Ejército republicano en Cataluña cruzó en barcazas por sorpresa el río Ebro entre Mequinenza y Amposta con el objetivo de atacar desde el norte al ejército franquista que se acercaba a Valencia. Fue el inicio de la batalla del Ebro que se convirtió para ambos bandos en una dura lucha de desgaste. El grueso del Ejército republicano llegó a las puertas de Gandesa pero no logró tomar esta localidad debido a la fuerte resistencia que opusieron las unidades de regulares y de legionarios que la defendían y sobre todo porque inexplicablemente la aviación republicana no protegió el avance y la Legión Cóndor enviada rápidamente por el general Franco dominó los aires y bombardeó y ametralló constantemente las posiciones republicanas. Así que hacia el 2 o el 3 de agosto la maniobra republicana había fracasado ya que no se iba a producir ninguna irrupción de unidades republicanas en el territorio dominado por los sublevados. A partir de ese momento las operaciones se centraron en la bolsa de territorio ganado por los republicanos al sur del Ebro, que estos defendieron a toda costa mientras que los sublevados intentaban desalojarlos de allí (a pesar de que algunos de los colaboradores del general Franco le aconsejaron que abandonara el frente del Ebro una vez detenido el avance republicano y reemprendiera la campaña contra Valencia, pero Franco pensó, sin embargo, "que con la ayuda constante que recibía desde Alemania e Italia en aviación y artillería pesada, con su mayor flexibilidad logística (frente a un enemigo que no podía llevar refuerzos a sus tropas por estar cerrada la frontera francesa) y con el virtual bloqueo marítimo de las costas, podría destruir lentamente lo mejor de las fuerzas de la República"). Después de tres meses de duros combates, que causaron más de 60.000 bajas por cada bando, los republicanos tuvieron que retirarse y volver a cruzar el Ebro en sentido contrario. El 16 de noviembre lo hacían las últimas unidades poniendo fin así a la batalla del Ebro, la más larga de la guerra y que supuso una nueva victoria para el bando sublevado.
Durante la última semana de julio y el mes de agosto de 1938 la aviación del bando sublevado además de bombardear las posiciones republicanas al otro lado del Ebro y los puentes y medios de paso tendidos sobre el río, también se concentró en las comarcas de Tarragona por donde habían de pasar los refuerzos republicanos que se dirigían al frene del Ebro. Así Tarragona fue bombardeada diez veces entre el 25 de julio y el 3 de agosto (y tres veces más el resto del mes), causando pocas víctimas debido a que la mayoría de los tarraconenses vivía en las afueras o se habían resguardado en la red de refugios que se habían construido. También fueron bombardeadas Reus (9 veces), Falset (dos veces), Marsá, La Ametlla, Cambrils (cuatro veces), Hospitalet del Infante (cuatro veces), Vandellós, La Ampolla (dos veces), Altafulla, Perelló. La mayoría de estos ataques fueron realizados por los hidroaviones He 59 de la Legión Cóndor con base en Pollensa que al atacar a baja altura sufrieron notables pérdidas. También fueron bombardeadas otras localidades catalanas situadas más al norte, como la propia Barcelona (bombardeada los días 3, 4 y 19 de agosto, siendo especialmente virulento el último), además de Sitges (dos veces), Santa Margarita y Monjós, Rosas, Palamós, San Vicente de Calders, Vendrell.
Al mismo tiempo la marina de guerra sublevada y la Aviación Legionaria bombardearon los puertos y ciudades del litoral valenciano: Gandía (cuatro veces; hundiendo en una de ellas el vapor Dellwyn), Sagunto (cuatro veces; los ataques obligaron a trasladar dos industrias de guerra a Cieza en el interior de Murcia junto con sus cerca de 1000 obreros acompañados de sus familias), Valencia (10 veces), Villajoyosa (dos veces), Torrevieja (19 muertos y 45 heridos)  y Alicante (ocho veces; en el ataque del 30 de agosto hubo 5 muertos).
En la provincia de Murcia fue bombardeada Águilas el día 3 de agosto (causando once muertos, todos mujeres y niños, ya que las bombas cayeron en la proximidad del hospital y del edificio de asistencia social) y el día 31. Asimismo Madrid continuó siendo bombardeada durante el mes de agosto, siendo especialmente virulento el ataque del día 16, que ocasionó gran número de víctimas.
En septiembre de 1938 los bombardeos de los sublevados mantuvieron los mismos objetivos. Las comarcas de Tarragona (Tarragona; Vendrell; Bellvey, tres muertos; San Vicente de Calders; Cambrils; La Ampolla) y el resto de Cataluña (Palamós, dos veces con el resultado de siete muertos y 40 heridos; San Feliu de Guíxols; Puerto de la Selva; el aeródromo de El Prat). El puerto de Barcelona fue bombardeado varias veces siendo dañados varios barcos que estaban allí fondeados. En el ataque del 16 de septiembre también fue alcanzado el barrio de La Barceloneta, ocasionando la muerte de 31 personas y heridas a 120. En el litoral valenciano fueron bombardeadas Valencia y su puerto (cuatro veces), Sagunto (tres veces), Gandía (dos veces), Denia, Torrevieja y Alicante (tres veces). Más al sur fue bombardeada Almería y su puerto en seis ocasiones. En la isla de Menorca fue bombardeada Mahón en dos ocasiones (muriendo cuatro personas).
Muchos de estos ataques a las localidades del litoral mediterráneo fueron realizados por la noche por hidroaviones He 59 alemanes cuyo impacto sobre la retaguardia republicana fue muy importante, tal como lo relata un piloto de la aviación republicana:

Aunque los bombardeos diurnos causaban daños, duraban pocos minutos y no desmoralizaban tanto a la población de retaguardia como la presencia continua, durante las noches, de unos cuantos hidroaviones que, procedentes de las bases de Mallorca, se dedicaban a recorrer el litoral en vuelo rasante durante horas y más horas, arrojando de cuando en cuando una bomba o ametrallando si se presentaba la ocasión. La gente, privada de su descanso, tenía los nervios destrozados y prorrumpía en invectivas contra la aviación republicana, cuyas dificultades ignoraba. Al volar de noche, sin radio para mantener contacto con los puntos de vigilancia, localizar a un enemigo que pasaba a ras de los tejados era empresa casi imposible, y los hidroaviones se paseaban por la costa como Pedro por su casa

Pero el ataque aéreo más brutal del mes de septiembre de 1938 fue el que sufrió Alcoy, que hasta entonces nunca había sido bombardeado, los días 20, 22 y 23 de septiembre a cargo de diez Savoia-Marchetti S.M.79 en cada una de las incursiones dirigidas hacia varias fábricas, la central hidroeléctrica y un cuartel. El resultado fueron unos 50 muertos (muchos de ellos obreros y obreras de las fábricas), gran número de heridos y 55 edificios destruidos y 11 seriamente afectados por sus dueños. Y cundió el pánico entre la población (incluso unas veinte enfermeras abandonaron el hospital) y hubo saqueos de las casas abandonadas a toda prisa.

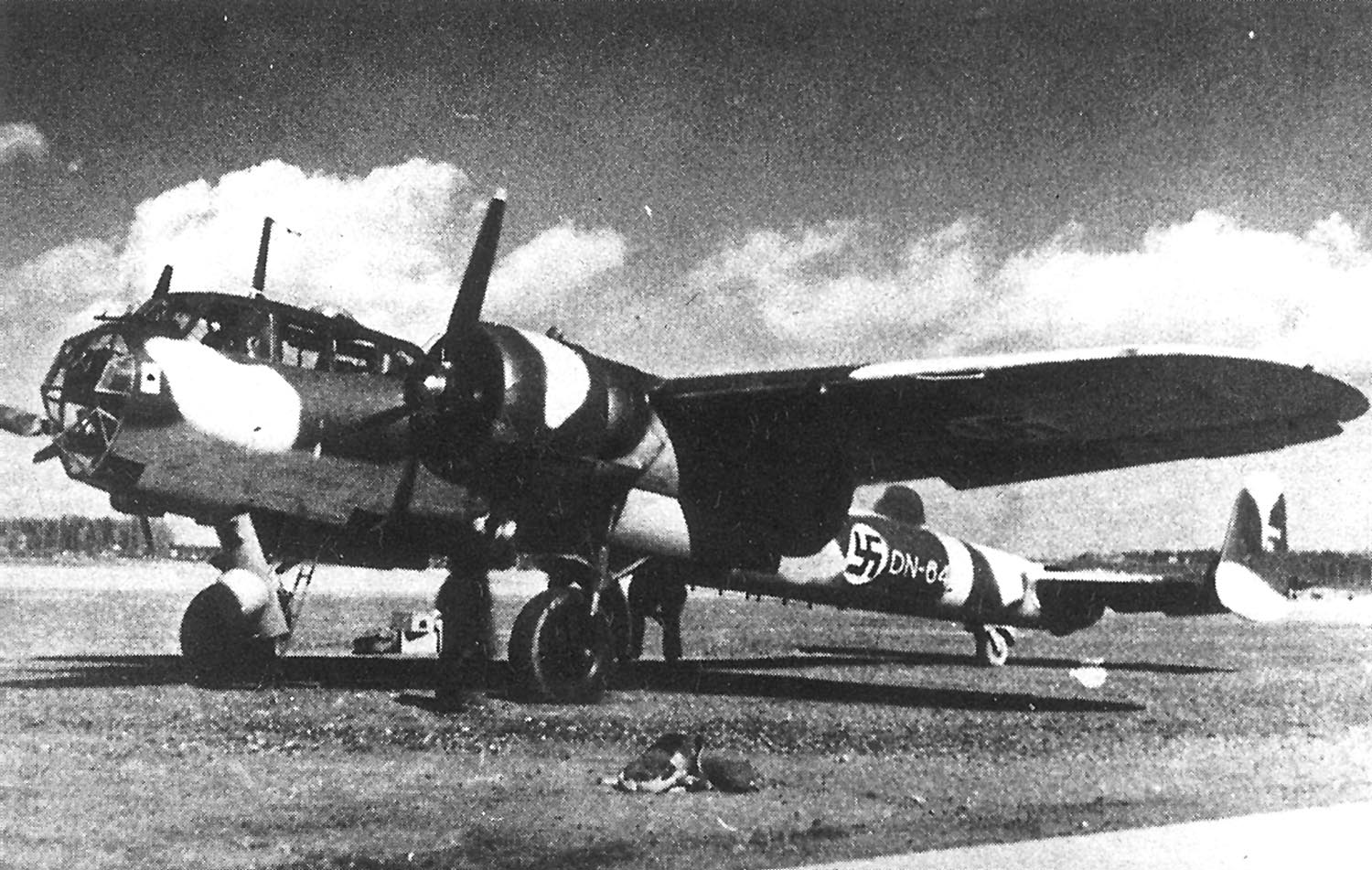
Un Dornier Do-17 de la Fuerza Aérea Finlandesa como los utilizados por la Legión Cóndor.

En el mes de octubre continuaron los bombardeos de los sublevados sobre los mismos objetivos que los de los dos meses anteriores. Barcelona y su puerto fueron atacados ocho veces, siendo alcanzados los barcos mercantes ingleses Gothic, Thorpebay, Blam Hill, Stancraf y African Explorer, y el submarino republicano C-1 que fue hundido el 13 de octubre, aunque los cazas republicanos actuaron y alcanzaron varios aparatos Savoia-Marchetti S.M.79 italianos, pero sin conseguir derribarlos. El ataque más duro fue el día 21 de octubre, en el que hubo 24 muertos y 40 heridos, y sobre el que una comisión internacional dictaminó que deliberadamente se puso "en peligro las vidas de los habitantes de una parte densamente poblada de la ciudad". Estos bombardeos contra la población civil tuvieron un dramático éxito cuando fue alcanzado un tres pasajeros que estaba parado en la estación de San Vicente de Calders con un resultado de 30 muertos y más de 100 heridos. También fueron bombardeados Tarragona y su puerto (tres veces), Valencia y su puerto (en nueve ocasiones), Cullera, Alicante y su puerto, Denia (tres veces; el del día 18 de octubre causó 12 muertos y 18 heridos), Alcoy (tres mujeres fallecidas), Águilas y Cartagena (dos veces). Asimismo Alcalá de Henares (afectando al manicominio de esa localidad y causando 16 muertos y 67 heridos), Figueras, Puerto de la Selva. Los aviones italianos con base en Mallorca sufrieron un accidente al despegar el 9 de octubre (quedando destruidos dos bombarderos y seis cazas Fiat C.R.32) y el 28 de octubre tuvo otro accidente un hidroavión CANT Z.506 en el que murió el piloto, el teniente coronel Ramón Franco Bahamonde, hermano del "Generalísimo". El aparato se dirigía desde Mallorca a Valencia para bombardearla.
Pero la novedad más importante de este mes de octubre de 1938 fueron los propagandísticos "bombardeos del pan" realizados por aviones del bando sublevado sobre las hambrientas ciudades republicanas. El motivo que dieron los sublevados fue:

Hoy, dos años después, la España Nacional celebra el 1 de octubre como la Fiesta del Caudillo, en homenaje a su salvador. En plena guerra, el frente nacional ofrece victorias constantes y la retaguardia una normalidad absoluta. De nada se carece en la zona de la auténtica España, ni de artículos de primera necesidad, ni de artículos de lujo. Pan para todos los españoles, tabaco en abundancia para todos los fumadores. Estos son dos artículos que se encuentran en cualquier parte de la España Nacional. En Zona Roja, sin embargo, se carece de ambos. Al celebrarse la gran fiesta nacional, los españoles de Franco han querido dedicar un recuerdo a sus hermanos en campo enemigo y han decidido enviarles precisamente esas dos cosas: pan y tabaco

El primero de estos "bombardeos" de propaganda tuvo lugar el día 3 sobre Madrid (doce aviones lanzaron sacos de pan, operación que se volvería a repetir el 15 de octubre), un día después de que la ciudad hubiera duramente bombardeada "bárbara y cobardemente causando bajas en la heroica población civil, en su mayoría mujeres y niños", según un discurso pronunciado por el jefe del Ejército del Centro, el coronel Segismundo Casado. El 4 de octubre fue el turno de Barcelona, sobre la que varios hidroaviones de la Legión Cóndor lanzaron doce mil panecillos de pan y tabaco. Ese mismo día también hubo un "bombardeo del pan" sobre Palamós. El día 5 el "bombardeo del pan" fue sobre Mahón. Y el día 6 de octubre sobre Alicante, cuando dos hidroaviones CANT Z.506 de la base de Pollensa arrojaron unos 20 sacos de pan. Según un informe oficial republicano los panecillos caídos sobre Alicante iban envueltos en papel de seda con la siguiente inscripción:

En la España nacional, una, grande y libre, no hay un hogar sin lumbre ni una familia sin pan. Vuestros jefes exportan las cosechas y malgastan el oro en propagandas calumniosas o en comprar armas con que prolongar vuestra agonía. La España nacional siente la angustia que padecéis y os envía una muestra de su recuerdo para los niños, las mujeres y los ancianos. Todo es mentira, todas las propagandas rojas. Éste el pan de cada día en la España de Franco, el que guardamos en nuestros graneros para compartirlo el día de la liberación con los hermanos católicos.

La respuesta de las autoridades republicanas fue "bombardear" con calcetines, medias, camisas y tejidos en general, sobre distintas localidades de la zona sublevada y especialmente su capital, Burgos, aunque la realidad de estas acciones está por confirmar. Por su parte el ayuntamiento de Madrid respondió con una nota el 4 de octubre en la que se decía:

El pueblo de Madrid, rebosante de dignidad, se ha negado a comer el pan arrojado de esa manera y lo ha entregado a los departamentos municipales y establecimientos militares. Quienes con instintos de fieras han ametrallado y siguen ametrallando a las mujeres y niños, quienes están sembrando el luto y la desolación en los pueblos, quienes bombardean poblaciones civiles, haciendo víctimas de su vesanía y de su cobardía a tantas mujeres y niños, destrozándoles, no podrán hacerse creer como personas honradas antes quienes siente la dignidad propia de seres humanos y de antifascistas

Sin embargo, el hambre en Madrid era tan grande que algunos testigos refieren que "a pesar de la actuación de los guardias rojos el pueblo de Madrid se abalanzaba sore el pan, escondiéndolo para evitar ser detenidos".
En noviembre de 1938, cuando se consumó el fracaso de la ofensiva republicana del Ebro, continuaron los bombardeos sobre Cataluña, sobre todo contra Barcelona y su puerto. En el del día 1 uno de los cinco bombardero Savoia-Marchetti S.M.81 fue derribado por las defensas antiaéreas y sus seis tripulantes italianos fueron hechos prisioneros. Los ataques a Barcelona continuaron los días 6, 12, 13 (fue alcanzado el mercante británico Lake-Hallwill), 23 (hubo 44 muertos y unos 90 heridos), 24, la noche del 25 al 26, el día 28 (siendo alcanzado el buque Villa de Madrid). También fueron bombardeadas la central eléctrica de San Adrián de Besós (hubo 17 muertos), Badalona (dos veces; en el ataque del día 19 murieron dos niños, cuatro mujeres y un hombre y 35 personas más resultaron heridas), Villanueva y Geltrú, Tarragona (el día 5 de noviembre soportó siete incursiones; el día 6 dos, una de la Legión Cóndor en la que participaron por primera vez los Junkers Ju 87 Stuka, y otra de la Aviación Legionaria, resultando muertas 7 personas y heridas 32; el día 25 volvió a ser bombardeada), Valls (su aeródromo), Reus (dos veces, especialmente su aeródromo), Salou (su aeródromo), Borjas Blancas (hubo 8 muertos y 75 heridos entre la población civil y más de 40 edificios quedaron completamente destruidos), Artesa de Segre, Puerto de la Selva (dos veces), San Feliu de Guíxols (tres veces; uno de los ataques causó 14 muertos, entre ellos un niño), Palamós (dos veces; hubo 8 muertos) y Rosas,.
También prosiguieron los ataques sobre Valencia y su puerto (los días 1, 3, 8, 9, 12, 13, 14, 25 y 28 de noviembre), las estaciones de Alcira y Segorbe, una fábrica de Carcagente, Denia (en dos ocasiones; en la primera los dos hidroaviones He 59 atacantes fueron alcanzados), Sagunto (dos veces), Gandía y Alicante. En esta última ciudad el 20 de noviembre, aniversario del fusilamiento de José Antonio Primo de Rivera cuatro aviones italianos arrojaron sobre la cárcel flores y proclamas. Los ramos iban envueltos en cuartillas que decían:

La Aviación Nacional, en nombre y representación del pueblo español, dedica este tributo de flores arrojadas desde las alturas a la memoria eterna del primero de los camaradas de la Falange, JOSÉ ANTONIO PRIMO DE RIVERA, Capitán de nuestras Escuadras de caídos, creador y profeta de nuestro Movimiento, asesinado por las hordas marxistas en la prisión de Alicante el 20 de noviembre de 1936 cuando en España empezaba a amanecer. JOSÉ ANTONIO PRIMO DE RIVERA. ¡PRESENTE! ¡ARRIBA ESPAÑA!

Los bombardeos artilleros sobre Madrid continuaron (especialmente duro fue el del día 2 de noviembre que causó numerosas víctimas). También sufrieron bombardeos, esta vez aéreos, Cartagena (atacada los días 4, 5, 6, 7 y 15 de noviembre), el puerto de Águilas (siendo alcanzado el mercante británico Eleny) y Almería (siendo averiados también dos mercantes británicos, el Margaret Rose y el York Berrok).
Durante la batalla del Ebro, como ya venía sucediendo desde febrero de 1938, los bombardeos republicanos sobre la retaguardia de la zona sublevada fueron muy escasos. En agosto y septiembre los partes de guerra franquistas no reflejan ningún bombardeo, excepto el del 30 de septiembre sobre Alcalá la Real, que causó tres muertos y nueve heridos. En octubre hubo algo más de actividad. El día 1 fue bombardeada Segovia (hubo tres muertos y varios heridos); el 25 Aguilar (un muerto y 43 heridos); el 28 Toledo, Peñarroya y Baena (en esta última localidad murieron 10 personas y fueron heridas 16); el 29 el puerto de Motril (causando varios heridos).
El 7 de noviembre se produjo el bombardeo de Cabra, "el más más mortífero de los bombardeos realizados por la aviación republicana en toda la guerra". Hacia las 7 y media de la mañana del 7 de noviembre tres bombarderos Tupolev SB-2 Katiuskas bombardearon la localidad cordobesa causando, según el parte de guerra franquista, 86 muertos y 117 heridos, en su totalidad civiles y en gran número mujeres y niños. De acuerdo con los testimonios de uno de los observadores de los Katiuska que participaron en el ataque el servicio de información de su formación fue advertido de la presencia en Cabra de una unidad italiana de paso. Pilotos y observadores esperaban encontrar un campamento de tiendas en las inmediaciones de la localidad y vehículos militares por todas partes. Al llegar pudieron ver fugazmente gran número de tiendas en la plaza central de Cabra (que resultaron ser el mercado, no un campamento militar) y atacaron muy rápidamente. En ese mes de noviembre también fueron bombardeados Talavera de la Reina (el día 2, ataque en el que resultaron muertas 15 personas), Belmez (los días 4 y 6; hubo tres heridos) y Campanario (el día 17, resultando cuatro personas muertas).

### Del inicio de la ofensiva de Cataluña al final de la guerra (diciembre de 1938-marzo 1939)

España en febrero de 1939 después de la caída de Cataluña

En las tres primeras semanas de diciembre, antes de que se iniciara la ofensiva sobre Cataluña, fueron bombardeados Barcelona y su puerto (el 5 y el 12), Valencia (el 2 y el 14, siendo dañados dos mercantes y dos petroleros), Sagunto, Alicante, Borjas Blancas, Cervera, Palamós, Mataró, Reus, Comarruga, Vendrell, Tarragona (el 2 y el 20; este último ataque fue efectuado por veinte Heinkel He 111 escoltados por 8 cazas Messerschmitt Bf 109 que ocasionaron una gran destrucción pero ninguna víctima porque la parte baja de la ciudad había sido abandonada por la población), Perelló (que fue bombardeado brutalmente los días 15, 16 y 17 de diciembre, dejando el pueblo transformado en un montón de ruinas; murieron al menos veinte personas y no fueron muchas más porque la mayoría de sus habitantes hacía tiempo que vivían en las numerosas cuevas de los barrancos que rodeaban la localidad).
La ofensiva de Cataluña comenzó el 23 de diciembre de 1938 avanzando las tropas franquistas desde el sur y desde el oeste, encontrando una fuerte resistencia durante las dos primeras semanas pero sobre el día 6 de enero los restos del Ejército del Ebro habían quedado casi completamente diezmados, mientras que el Ejército del Este se batía en retirada. A partir de entonces el avance del ejército franquista fue imparable gracias especialmente a su superioridad aérea por la presencia permanente de la Legión Cóndor, de la Aviación Legionaria y de la aviación franquista propiamente dicha y a que los puertos fueron bombardeados por la aviación y por la flota del bando sublevado impidiendo la llegada de material para las fuerzas republicanas. Mientras, los destrozados ejércitos republicanos se retiraron hacia la frontera francesa acompañados por una inmensa muchedumbre de civiles y de funcionarios y de autoridades que colapsaba las carreteras. El 15 de enero los sublevados ocupaban Tarragona, el 26 de enero Barcelona sin encontrar apenas resistencia y el 4 de febrero Gerona. El 11 de febrero los últimos soldados republicanos cruzaban la frontera francesa.
Durante la campaña de Cataluña fueron bombardeadas prácticamente todas las localidades catalanas importantes que no habían sido ocupadas aún por los sublevados y especialmente los puertos y las poblaciones costeras. El día de Navidad fue bombardeada Ponts (veinte muertos), Borjas Blancas y Castelldans, mientras los hidros bombardeaban y ametrallaban las estaciones de ferrocarril de Tarragona, San Vicente de Calders y Torredembarra. El día 26 de diciembre fue bombardeada Reus (ocho mujeres murieron) y el 27 fue bombardeada Barcelona y su puerto, siendo alcanzados dos buques mercantes, Cervera, Tárrega, Mollerusa y Cubells así como, de nuevo, la estación de San Vicente de Calders. El 28 fueron bombardeadas Comarruga, San Vicente de Calders, Hospitalet del Infante, Reus y el puerto de Barcelona (actuando los cazas republicanos). El 29 fueron bombardeadas y ametralladas Vilaseca, Altafulla, San Vicente de Calders, Milá, Cubellas, Vilallonga del Campo y Vallmoll. El 31 de diciembre de 1938 fue bombardeado el centro de la ciudad de Barcelona, causando más de 50 muertos y unos 100 heridos.

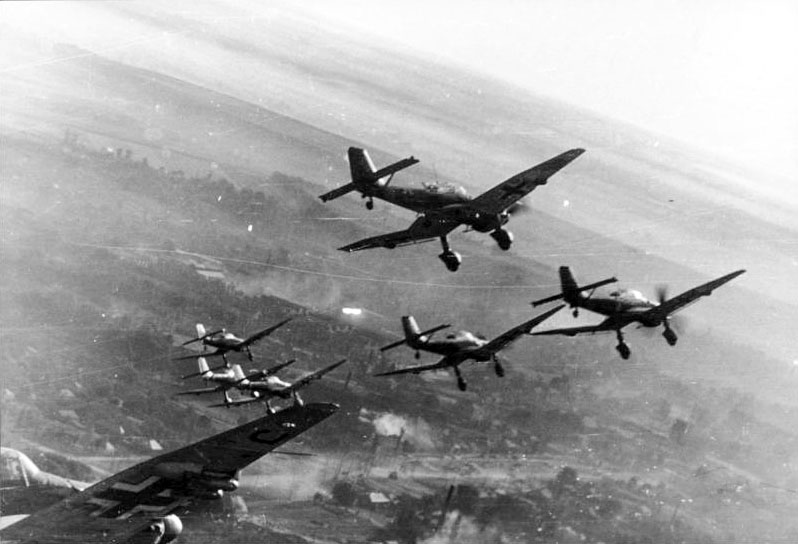
Escuadrilla de Stukas como los utilizados por la Legión Cóndor en la ofensiva de Cataluña.

A medida que el ejército franquista se iba acercando, Tarragona fue bombardeada cada vez con mayor intensidad. El 4 de enero fue atacada dos veces (un Heinkel He 111 fue derribado por un caza republicano). Los bombardeos volvieron los días 6 (hundiendo el patrullero V-11 fondeado en el puerto) y 9 (cinco muertos), pero el más violento fue el del 14 de enero, el día anterior a la entrada de las tropas franquistas en la ciudad (participaron en el ataque 96 aviones de la Legión Cóndor, entre bombardeos y cazas), e incluso el mismo día 15 fue bombardeado el puerto por Junkers Ju 87 Stuka hundiendo el mercante Cabo Cullera. Lo mismo sucedió antes de su ocupación con Reus (bombardeada los días 4, 5, 6, 12 y 14 de enero), Valls (bombardeada los días 6 y 14 de enero) o La Espluga de Francolí (atacada el 1 de enero con el resultado de siete personas muertas).
También Barcelona fue bombardeada a lo largo de enero de 1938 antes de que las tropas rebeldes ocuparan la ciudad el día 26. Así la ciudad sufrió ataques aéreos los días 4, 8, 9, y 16 (día en que los cazas "Mosca" republicanos alcanzaron a varios bombardeos Savoia-Marchetti S.M.79 italianos), y entre los días 21 y 25 de febrero sufrió casi 40 bombardeos, la intensidad más elevada de toda la guerra. Estos últimos bombardeos tuvieron un efecto devastador en el ánimo de los barceloneses, una de las razones por las que cuando entraron en la ciudad los sublevados el día 26 no encontraron ninguna resistencia. Así lo confirma un testigo:

Los repetidos ataques aéreos tienen abatidos los ánimos. Muchísimos ciudadanos, que acaso dudarían en rendirse a causa de sus convicciones ideológicas, rendiríanse diligentes para terminar de una vez para siempre con el peligro mortal de las bombas. La parte de Barcelona más inmediata al puerto, y en general todo el casco antiguo de la urbe, por su completa falta de animación presenta el aspecto de un cementerio. La mayor parte de los establecimientos comerciales cerraron sus puertas. Los inquilinos de estas vías abandonan los pisos, trasladándose a casas de amigos y conocidos. Nadie habita la Barceloneta. Barcelona casi termina en la Plaza de Cataluña. Por el Paralelo no circula ni un alma viviente...

Entre las caídas de Tarragona y Barcelona fueron bombardeadas casi todas las localidades situadas entre ellas. Entre los días 18 y 21 de enero Sitges, Villanueva y Geltrú y Villafranca del Panadés fueron bombardeadas desencadenando el pánico entre la población y numerosas víctimas. El 19 de enero fue atacada Manresa y al día siguiente Vich y Manlleu, produciéndose numerosísimas víctimas; el 23 Martorell (hubo ocho muertos) y el 25 Monistrol de Montserrat (que quedó prácticamente en ruinas). Los días 24, 25 y 26 fue bombardeada Granollers, causando más de 30 víctimas mortales "pero los daños no fueron tan considerables como los del salvaje bombardeo del 31 de mayo de 1938". El 25 fue bombardeada Arenys de Mar y el 26, el mismo día en que las tropas franquistas entraban en Barcelona, eran bombardeadas Malgrat, El Masnou y Premiá de Mar. Los días 28 y 29 de febrero se produjeron los bombardeos de La Garriga, en los que resultaron muertas 14 personas. Al ser inscritas en el registro civil se especificó que el motivo de su muerte había sido el "bombardeo que sufrió [la localidad] con ocasión de su liberación por el glorioso ejército nacional".
Tras la toma de Barcelona los bombardeos se centraron en la provincia de Gerona, que era ya el último reducto republicano en Cataluña. Pero estos bombardeos, según Solé i Sabaté y Villarroya, fueron "totalmente inadmisibles" porque "entre la Ciudad Condal y la frontera no había ninguna unidad militar republicana organizada... y lo que sí había entre Barcelona y la frontera eran decenas de miles de personas que huían a Francia. Los caminos y las carreteras estaban llenos de gente aterrorizada y famélica". En cambio "la aviación franquista continuó todavía bombardeando y ametrallando ciudades y pueblos de la provincia de Gerona, buscando supuestos objetivos militares, cuya destrucción en nada cambiaría ya el curso de la guerra, y causando una gran mortandad entre la población civil que huía".
La ciudad de Gerona, que no había sufrido prácticamente ningún bombardeo importante desde la primavera de 1938, fue atacada prácticamente a diario desde el 27 de enero hasta su caída el 5 de febrero, causando 30 muertos, pero el número debió de ser muy superior debido a que había muchas personas de paso en la ciudad que no fueron registradas. Otras localidades gerundenses también fueron bombardeadas esos días: Ribas de Freser, San Quirico de Besora, Campdevánol (hubo 35 muertos), Sils, Massanet de la Selva, San Hilario Sacalm, La Bisbal del Ampurdán (atacada el 3 de febrero, causando más de 20 muertos y una gran destrucción; el pánico se apoderó de la gente y el casco urbano quedó desierto), Palamós (dos veces), Rosas, Puerto de la Selva (dos veces), Ripoll (cuatro veces, siendo el ataque más duro el del 5 de febrero, que causó más de 20 muertos, entre ellos tres mujeres y dos niños, además una docena de soldados en retirada). El aeródromo de Vilajuïga fue uno de los objetivos más atacados por la aviación franquista ya que en los momentos finales de la campaña de Cataluña era el más importante y prácticamente el único que quedaba en manos de la aviación republicana.
En la última semana de la campaña de Cataluña (entre la toma de Gerona el 5 de febrero y el día 10 en que los sublevados cerraron la frontera francesa) continuaron los bombardeos, especialmente sobre Figueras, que ya había sufrido durísimos bombardeos los días 26, 27 y 30 de enero y los días 3 (murieron 83 personas, de ellas 49 desconocidos que estaban de paso y 25 niños) y 4 de febrero. Los días 6 y 7 de febrero Figueras, la última población importante entre Gerona y la frontera y paso obligado para todos los soldados y civiles que huían a Francia, volvió a ser bombardeada. Se desconoce el número total de víctimas de estos bombardeos sobre una población atestada de gente por la que pasaban a diario unas 50.000 personas. La cifra de 200 víctimas mortales aportada por algunos investigadores seguramente se queda corta. Un habitante de la localidad que entró en la misma con las tropas sublevadas realzó que el aspecto de Figueras "era desolador. Las calles llenas de ruinas y cascotes, muchas casas derruidas. Algunas casas iban ardiendo...". Los historiadores Solé i Sabaté y Villarroya no encuentran justificación a estos bombardeos a los que califican de "gratuitos y terroristas... que solamente contribuyeron a aumentar la angustia y la mortandad entre la población civil figuerense y las riadas de fugitivos". Los bombardeos finalizaron cuando, según el parte de guerra del bando sublevado del día 10 de febrero de 1939, "nuestras fuerzas han alcanzado victoriosamente, en el día de hoy, todos los pasos de la frontera francesa desde Puigcerdá hasta Portbou. La guerra en Cataluña ha terminado".
Durante el mes y medio de la ofensiva de Cataluña, también fueron bombardeados las ciudades y los puertos de Valencia y de Murcia. Valencia y su puerto fueron atacados el 28 y el 30 de diciembre, los días 3, 8, 14, 19, 22 y 25 de enero y el 2, 8, 9, y 10 de febrero. Alicante y su puerto el 26 de diciembre, el 25 y el 26 de enero y el 4 y el 6 de febrero; Gandía (el 21 y el 27 de diciembre y el 27 de enero) y Denia (el 21 de diciembre y el 14, el 21 y el 27 de enero). Cartagena fue bombardeada el 27 de diciembre y el 1 de enero.
Tras el final de la campaña de Cataluña, los bombardeos continuaron sobre la zona Centro-Sur republicana aunque con menor intensidad, y los objetivos principales fueron los puertos de litoral de Valencia, Alicante y Murcia, exceptuando algún ataque a ciudades situadas más al interior, como Alcoy (atacada el 29 de enero, causando dos muertos, y los días 9 y 11 de febrero, causando grandes daños en las fábricas),  Manuel (el 11 de febrero fue bombardeada la estación de ferrocarril, causando cinco muertos y numerosos heridos) o Játiva. Probablemente el bombardeo de Játiva del domingo 12 de febrero fue el más duro del final de la guerra civil, ya que el ataque a la estación de ferrocarril y a sus alrededores causó cerca de 130 muertos, en su mayoría soldados de la 49.ª Brigada Mixta y de otras unidades que venían del frente de La Mancha para descansar, además de unos 30 civiles, 14 de ellos mujeres. También hubo algún bombardeo esporádico sobre Guadalajara o Madrid.
Uno de los objetivos prioritarios de los últimos bombardeos de la guerra fue Cartagena y su puerto, donde se encontraba anclada la flota republicana (hasta que el 5 de marzo abandonó Cartagena al estallar una sublevación profranquista y huyó al puerto de Bizerta en Túnez, donde se entregó a las autoridades francesas del protectorado). Cartagena fue bombardeada los días 1, 5, 7, 8, 9, 10, 13 y 28 de febrero, ofreciendo resistencia los cazas republicanos y la defensa antiaérea, que alcanzaron varios aparatos aunque sin conseguir derribar ninguno. Los ataques continuaron en marzo, los días 1, 2, 5, 6, 10 y 15. En el ataque del 5 de marzo llevado a cabo por cinco Savoia-Marchetti S.M.79 fueron alcanzados 4 destructores, los depósitos de combustible y el Arsenal. El éxito de este bombardeo se explica porque ese día las defensas antiaéreas no actuaron ya que estaban en manos de los sublevados profranquistas. Esta acción contribuyó a desmoralizar a las dotaciones de los barcos de guerra que ese mismo día abandonaron la base de Cartagena.
Alicante y su puerto fueron atacados los días 12 (dos muertos), 13, 14, 15, 18 (diez muertos), 19 y 21 (siete muertos) de febrero y los días 1, 6, 9 y 25 de marzo. El puerto de Valencia fue bombardeado por la Aviación Legionaria los días 2, 8, 9, 10, 11, 12, 15, 16, 27 y 28 de febrero; y los días 1, 5, 7, 11, 14, 18, 20, 21 y 22 de marzo. En algunas ocasiones estos ataques encontraron una fuerte resistencia de los cazas republicanos y una fuerte defensa antiaérea, sufriendo daños algunos de los aviones atacantes. Gandía y su puerto fueron atacados los días 19, 20 y 28 de febrero y el 1, 6, 9 y 25 de marzo. Denia fue bombardeada el día 2 de marzo y Torrevieja y Santa Pola el 6 de marzo. En el interior, Madrid fue bombardeada intensamente por la artillería los días 13, 15 y 16 de febrero, ocasionando algunas víctimas, y Guadalajara fue bombardeada desde el aire los días 11, 16, 18 y 22 de marzo.
Durante la segunda quincena del mes de marzo los bombardeos fueron muy esporádicos. Según los partes de guerra republicanos entre el 21 y el 25 de marzo fueron bombardeados Valencia, Aranjuez, Ocaña, Alcalá de Henares y Alicante. Esta última ciudad fue bombardeada el 25 de marzo, siendo el último bombardeo que consta en los partes de guerra republicanos. El último bombardeo de la Guerra Civil Española fue el que efectuaron el 28 de marzo cinco Savoia-Marchetti S.M.79 que descargaron veinte bombas de 250 kg. sobre el puerto de Gandía.

## Las consecuencias de los bombardeos

### Las ciudades devastadas
Barcelona fue una de las ciudades más castigadas por los bombardeos, llevados a cabo casi exclusivamente por la Aviación Legionaria con base en la isla de Mallorca, cuyos aviones actuaban con total impunidad al cruzar el mar ya que no podían ser detectados al no existir el radar (esta fue una de las enseñanzas de la guerra civil española: que los aviones procedentes del mar eran prácticamente invulnerables). Los ataques se dirigieron al puerto y sus inmediaciones pero también al centro la ciudad, sobre la que los bombarderos italianos emplearon una nueva táctica para aterrorizar aún más a la población civil: en lugar de concentrar todos los aviones y de lanzar las bombas en un momento determinado, bombardear en intervalos de modo que las sirenas cuando sonaban no se sabía si anunciaban el fin de un ataque o el inicio de otro nuevo, como lo pudieron comprobar los barceloneses en el que probablemente sea el ataque más terrible de la guerra, los bombardeos aéreos de Barcelona en marzo de 1938, que provocó un amplio rechazo internacional, incluido el del Vaticano, y que había seguido a los también durísimos bombardeos aéreos de Barcelona en enero de 1938. En cuanto al puerto, según relata un testigo:

Era terrible el aspecto que ofrecía el puerto de Barcelona a la entrada de las tropas nacionales [el 26 de enero de 1939]. Muelles destrozados, almacenes destruidos, vagones volcados, los depósitos de CAMPSA destruidos. Una parte considerable del puerto se encontraba obstruida por treinta y dos buques hundidos. Hay gran número de barcos dañados o incendiados

En cuanto a la ciudad, además del barrio de La Barceloneta situado junto al puerto y que quedó prácticamente destruido y deshabitado, según Solé i Sabaté y Villarroya:

Los bombardeos italianos dejaron una profunda huella en el casco urbano de la ciudad. Particularmente afectadas resultaron zonas del centro histórico, hasta el punto de que las calles y edificios que impedían la visión de la fachada principal de la catedral no fueron reconstruidos en la inmediata posguerra y en su lugar se abrió una gran plaza

El resto de ciudades de Cataluña también se vieron muy afectadas por los bombardeos efectuados en su mayoría por la Aviación Legionaria italiana con base en Mallorca. En Tarragona el puerto ofrecía un aspecto tan desolador como el de Barcelona (de hecho desde la primavera de 1938 la actividad portuaria había sido prácticamente nula) y la ciudad también había padecido grandes destrozos, especialmente el barrio marítimo del Serrallo, por su proximidad al puerto. En un informe del ayuntamiento franquista enviado al gobierno civil a los tres meses de haber acabado la guerra se decía que 74 edificios habían sido completamente destruidos por los bombardeos y 522 parcialmente afectados. Las fábricas completamente destruidas habían sido once. En Reus la destrucción fue aún mayor, pues resultaron destruidos 218 edificios y dañados 587, lo que representaba el 21 % del total de la ciudad. De Lérida no se dispone aún de un estudio detallado de los destrozos causados por los bombardeos, pero el bombardeo de Lérida de noviembre de 1937 y el que precedió a su toma por las tropas sublevadas causó grandes destrozos. En Badalona las zonas más afectadas fueron las situadas alrededor de las áreas industriales (aunque las fábricas siguieron funcionando). Una estadística de diciembre de 1938, un mes antes de su ocupación por los rebeldes da la cifra de 172 edificios destruidos. El bombardeo de Granollers de mayo de 1938, que fue uno de los más duros de la guerra, destruyó 43 edificios. Gerona sufrió daños considerables (118 edificios resultaron alcanzados por las bombas, entre ellos la catedral, según un informe presentado por el Ayuntamiento franquista en marzo de 1940), pero resultó menos afectada que las poblaciones costeras de su provincia. Así en San Feliu de Guíxols, que sufrió 35 bombardeos aéreos y 4 marítimos, fueron destruidos 528 edificios, entre ellos el ayuntamiento, lo que equivalía a la cuarta parte de los inmuebles; y en Palamós, bombardeada en 21 ocasiones, fueron completamente destruidos 175 edificios. En Figueras los edificios destruidos fueron 560, lo que representa casi la cuarta parte del casco urbano. Poblaciones más pequeñas de Cataluña fueron casi completamente arrasadas como Colera y Portbou cerca de la frontera francesa y, sobre todo, Perelló en las comarcas de Tarragona.
Madrid fue junto con Barcelona la ciudad republicana que sufrió más destrozos, porque durante toda la contienda fue frente de guerra y a los ocasionados por los bombardeos aéreos de noviembre y diciembre de 1936 se añadieron los bombardeos artilleros que no cesaron desde entonces. Así hubo barrios, como el barrio de Argüelles, que quedaron prácticamente destruidos, y determinadas calles y avenidas (como la Gran Vía apodada la "Avenida del Quince y Medio" por el calibre de los proyectiles que caían sobre ella) fueron blanco continuo del fuego artillero. Numerosos edificios históricos resultaron afectados, desde el Palacio Real al Museo del Prado. A comienzos de 1938 se hizo un estudio del estado de 7.922 casas, según el cual, 146 estaban destruidas, 219 semidestruidas, 686 seriamente afectadas, y 2.492 ligeramente afectadas.
El tercer área de la zona republicana más afectada por los bombardeos fue la Región valenciana, sobre todo las localidades costeras que tenían puerto (además de Valencia y Alicante, especialmente Sagunto, Gandía y Denia). En el puerto de Valencia había hundidos 39 barcos y fue muy dañado, pero también la ciudad que sufrió decenas de bombardeos en los que resultaron destruidos 930 edificios. En el puerto de Alicante había 6 buques y 3 veleros hundidos en el puerto y hasta el 31 de octubre de 1938 507 edificios habían sido afectados por los bombardeos, por lo que, dado el gran número de inmuebles afectados, las calles estaban llenas de escombros, lo que fue denunciado por la prensa local:

Esto impide el tránsito de la ciudad, pues las calles siniestradas son céntricas y, al mismo tiempo, el aspecto de la ciudad crea un mal ambiente

Cartagena fue también atacada por los bombardeos en varias ocasiones. Sin embargo el número de buques hundidos en su puerto fue muy exiguo a causa de las excelentes defensas antiaéreas que poseía. No sucedió lo mismo con la ciudad en la que 335 edificios civiles fueron destruidos por las bombas, sobre todo los más próximos al Arsenal y al muelle comercial.
Por último señalar los durísimos bombardeos sufridos por las localidades de Vizcaya entre los que sobresalen el bombardeo de Durango y el bombardeo de Guernica, este último convertido en el símbolo de las atrocidades de los bombardeos del bando sublevado, y que tuvo un enorme impacto a nivel internacional.
En conclusión, según Solé i Sabaté y Villarroya, los bombardeos del bando sublevado sobre los puertos y sus infraestructuras (incluidos los depósitos de CAMPSA cuyos incendios tenían también un efecto desmoralizador) fueron muy eficaces,

tanto es así que, poco a poco, muchos capitanes de buques mercantes se negaban a dirigirse a los puertos en poder de la República. (...) Más dudoso fue el éxito de los bombardeos contra dos objetivos en teoría también prioritarios: nos referimos a las fábricas y a las comunicaciones. Así, muy pocas de estas últimas fueron alcanzadas... En cuanto a las industrias, aunque algunas fábricas fueron alcanzadas muy pocas dejaron de trabajar. (...) Una parte del fracaso de los bombardeos sobre objetivos como las zonas industriales hay que achacarlo a que entre los años 1936 y 1939, a pesar de los avances de la aviación, la precisión de los bombardeos era bastante quimérica y, por tanto, aunque la aviación no cejó en su intento de destruir muchas fábricas, en numerosas ocasiones las bombas se desparramaban alrededor de los objetivos y rara vez los alcanzaban de lleno. Para esto se necesitaba perfeccionar los aparatos técnicos de los aviones y aumentar considerablemente el número de aparatos, al mismo tiempo que su capacidad de carga y el tamaño de las bombas. Pero este perfeccionamiento no llegaría hasta tres años después de finalizada la guerra, y uno de los estados aliados de Franco, la Alemania nazi, pagaría las consecuencias

### Las víctimas
No existe un consenso entre los historiadores sobre la cifra exacta de víctimas causadas por los bombardeos, pero sí que existe cierto acuerdo en considerar que fueron "varios miles" de personas las fallecidas a causa de ellos. En cambio el acuerdo es total en considerar que los bombardeos del bando sublevado causaron muchas más víctimas que los del bando republicano. En un estudio exhaustivo publicado nada más terminar la guerra civil por los sublevados sobre los bombardeos de los "rojos" sobre la autodenominada zona nacional se da la cifra de 1.088 muertos y 2.231 heridos. No existe un estudio similar global para los bombardeos sobre la zona republicana, pero sí se han realizado investigaciones parciales. Empezando por las tres principales ciudades republicanas, en Barcelona hubo más de 2.500 muertos, lo que la convierte en la ciudad donde se produjo el mayor número de víctimas mortales (además de ser la ciudad que padeció el mayor número de fallecidos en el lapso de tiempo de 48 horas, en los bombardeos aéreos de Barcelona en marzo de 1938, con un balance de 1000 muertos); en Madrid, 2.000 muertos (la mayoría por acción de la artillería); y en Valencia, cerca de 1000 muertos y casi 3.000 heridos. A estas tres ciudades hay que añadir una serie de localidades que de acuerdo con las investigaciones realizadas hasta hoy arrojan más de 200 víctimas mortales: Alicante (cuyo número de muertos asciende a cerca de 500, buena parte de ellos causados por el bombardeo del mercado central de Alicante), Durango, Guernica, Lérida, Tarragona,  Granollers, Figueras y Cartagena. Hay cuatro localidades más que se acercan a los 200 fallecidos que son Bilbao, Reus, Badalona y Alcañiz. A estas habría que añadir otras localidades como Játiva que superaron los 100 muertos y los pequeñas pueblos cuyos muertos fueron inferiores a este número. Todo ello nos arrojaría una cifra cercana a los nueve mil muertos causados por los bombardeos en la zona republicana, muy por encima de los cerca de 1.100 muertos causados por la misma razón en la zona sublevada.
Además de la diferencia cuantitativa entre las dos zonas, existe otra cualitativa igual de importante. Que el bando sublevado utilizó en repetidas ocasiones el "bombardeo de terror", como lo llaman Solé i Sabaté y Villarroya, cuyo único objetivo era la población civil para desmoralizarla y empujarla a la rendición. Esta estrategia la inició el bando sublevado en Madrid cuando en noviembre de 1936 fracasó el ataque frontal contra la ciudad y continuó con el bombardeo de Durango, el bombardeo de Guernica, el bombardeo de Lérida, los bombardeos aéreos de Barcelona en enero de 1938, los bombardeos aéreos de Barcelona en marzo de 1938, el bombardeo del mercado central de Alicante, el bombardeo de Granollers y los bombardeos sobre diversas poblaciones catalanas en los meses finales de la guerra, especialmente los de Figueras, y cuyas víctimas principales fueron mujeres y niños en un momento en que el ejército republicano ya no existía en Cataluña. El único posible caso de "bombardeo de terror" por parte del bando republicano fue el de Cabra en noviembre de 1938, pero todo parece indicar que se trató de un terrible error cometido por los pilotos que confundieron el mercadillo de la ciudad con un campamento de tiendas de campaña de una unidad italiana que, según la orden que habían recibido, había que buscar y destruir.